# Juan Perón
Pour les articles homonymes, voir Perón.
Juan Domingo Perón (prononcé : [ xwan doˈmiŋɡo peˈɾon]), né le 8 octobre 1895 à Lobos et mort le 1er juillet 1974 à Olivos, est un militaire, homme d'État et écrivain argentin. Premier président de la nation argentine à être élu au suffrage universel, il fut le dernier à ce jour à avoir assumé la présidence à trois reprises, chaque fois à la suite d’élections démocratiques. Il est à l’origine du péronisme, qui est resté jusqu’à ce jour l’un des mouvements politiques populaires les plus importants dans l’histoire de l’Argentine.
Il fut l'un des fondateurs du Groupe d’officiers unis (GOU), une société secrète nationaliste argentine formée pour renverser le président Ramón Castillo et maintenir la neutralité de l'Argentine pendant la Seconde Guerre mondiale.
Il prit part à la Révolution de 1943 organisée par le groupe d’officiers unis, qui mit un terme à la dénommée Décennie infâme. Ayant su ensuite se construire une base de pouvoir par une alliance avec les courants syndicaux socialiste, les nationalistes argentins et syndicaliste-révolutionnaire, il fut amené à occuper tour à tour le département du Travail, le secrétariat au Travail et à la Prévoyance, le ministère de la Guerre, et la vice-présidence de la Nation. Dès les deux premières fonctions, il mena une politique favorable aux secteurs ouvriers et prit des mesures propres à rendre effectives les lois du travail : ainsi mit-il en place les conventions collectives, le statut de l’ouvrier agricole, les tribunaux de prud’hommes, et permit-il aux employés de commerce de bénéficier du système de retraites. Si ces mesures lui valurent l’appui d’une grande partie du mouvement ouvrier, elles suscitèrent aussi l’hostilité des milieux patronaux, des hauts revenus qui seront à l’origine, à partir de 1945, d’un ample mouvement anti-péroniste. En octobre de cette même année, des militaires opposés à son influence croissante dans le gouvernement provoquèrent une révolution de palais, contraignirent Perón à la démission, puis le firent mettre en détention, ce qui déclencha la journée du 17 octobre 1945, vaste mobilisation ouvrière qui réclama sa libération, jusqu’à l’obtenir. Cette même année encore, il épousa María Eva Duarte, qui jouera un rôle politique important sous la première présidence de Perón.
Il avait auparavant occupé plusieurs postes gouvernementaux, notamment ministre du Travail et vice-président sous les présidents Pedro Pablo Ramírez et Edelmiro Julián Farrell.
Candidat à la présidence lors de l'élection de 1946, il remporta le scrutin. Quelque temps plus tard, il fusionna les trois partis qui avaient soutenu sa candidature pour fonder d’abord le Parti unique de la révolution, ensuite le Parti justicialiste; après la réforme constitutionnelle de 1949, il fut réélu en 1951 lors de l'élection présidentielle, la première dans l’histoire du pays à se tenir au suffrage universel, incluant cette fois les femmes aussi bien que les hommes. En plus de poursuivre ses politiques en faveur des couches sociales les plus démunies, son gouvernement se caractérisa par la mise en œuvre d’une ligne nationaliste et industrialiste, en particulier pour ce qui touche aux industries textile, sidérurgique et militaire, aux transports et au commerce extérieur. En politique internationale, il adopta, dans le cadre de la guerre froide, une troisième voie entre l’Union soviétique et les États-Unis. Dans la dernière année de son gouvernement, il affronta l’Église catholique, exacerbant ainsi l’opposition entre péronistes et antipéronistes, puis son gouvernement durcit ses persécutions non seulement contre des groupes terroristes et putschistes, mais aussi à l’encontre de l’opposition politique et des organes de presse de l’opposition. Dans la foulée d’une série d’actes de violence de la part de groupes civils et militaires antipéronistes, dont en particulier le bombardement de la place de Mai en juin 1955, Perón fut renversé par un coup d’État en septembre de cette même année.
La dictature civico-militaire subséquente, dite Révolution libératrice, proscrivit le péronisme de la vie politique et abrogea la réforme constitutionnelle, y compris donc les mesures de protection des secteurs sociaux les plus défavorisés et l’égalité juridique entre hommes et femmes. À la suite de son renversement, Perón s’exila au Paraguay, puis successivement au Panama, au Nicaragua, au Venezuela, en République dominicaine et finalement en Espagne. Veuf depuis 1952, il convola en troisièmes noces durant son exil avec María Estela Martínez de Perón, mieux connue sous le nom d’Isabel. En son absence, un mouvement, nommé Résistance péroniste, composé de divers groupes syndicaux, religieux, culturels, de bandes de guérilleros, d’associations de quartier, de mouvements de jeunes et d’étudiants etc., surgit en Argentine, avec pour objectif commun le retour de Perón et la tenue d’élections libres et sans exclusives.
Perón tenta de revenir en 1964, mais la dictature brésilienne, sur les instances du président argentin Illia, y fera obstacle. Il revint finalement en Argentine en 1972, pour s’y fixer définitivement en 1973. Nonobstant que Perón fût toujours frappé de proscription, le péronisme, en la personne d’Héctor José Cámpora, désigné délégué personnel de Perón, remporta les élections de mars 1973, qui marqueront le début de la période dite troisième péronisme. Des factions internes au mouvement péroniste se mettront alors à se combattre, politiquement mais aussi au travers d’actions violentes ; à la suite du massacre d'Ezeiza, Perón apporta son appui aux fractions « orthodoxes » de son parti, dont certaines créeront clandestinement le commando para-policier connu sous la dénomination Triple A, destiné à poursuivre et assassiner les militants qualifiés comme étant « de gauche », péronistes ou non. Un mois et demi après son investiture, le président Cámpora démissionna et de nouvelles élections furent convoquées, cette fois sans proscriptions. Perón, aux côtés de son épouse, s’y présenta en septembre 1973 comme candidats respectivement à la présidence et à la vice-présidence et, ayant obtenu une nette victoire, installa son gouvernement en octobre de la même année. Toutefois, il mourut au milieu de 1974, laissant la présidence aux mains de la vice-présidente, qui fut renversée sans avoir pu achever son mandat. Le péronisme cependant continuera d’exister, et remportera ultérieurement plusieurs scrutins électoraux.

## Origines familiales
Juan Domingo Perón naquit à la fin du XIXe siècle à Lobos, petite ville pampéenne de la province de Buenos Aires. Ses père et mère n’étant pas mariés au moment de sa naissance (ils ne se marieront que plus tard), il fut enregistré comme « enfant naturel ».
En raison des insuffisances documentaires de l’époque, du haut degré de métissage interethnique de la société coloniale et post-coloniale argentine, ainsi que des distorsions induites par le système racial espagnol traditionnel autour de la « pureté de sang », les ascendances familiales et ethniques de Juan Perón sont encore mal élucidées et font l’objet de controverses entre historiens, notamment en ce qui concerne la date et le lieu précis de sa naissance. En 2000, le médecin et historien Hipólito Barreiro publia les résultats de ses recherches sur la naissance et l’enfance de Perón dans un livre intitulé Juancito Sosa: el indio que cambió la historia, tandis qu’en 2010 et 2011, l’avocat et historien Ignacio Cloppet faisait paraître les siens à propos des registres généalogiques relatifs à Juan Perón et Eva Duarte, dont il avait remonté les traces, dans certains cas jusqu’à des centaines d’années en arrière,. Ces deux recherches ne se recoupent guère, étant donné que les travaux de Barreiro sont centrés sur des faits non enregistrés officiellement et ceux de Cloppet sur les données des registres officiels.

### Père, mère et fratrie
La mère de Juan Perón, Juana Salvadora Sosa (1874-1953), Argentine née dans la zone de Lobos (province de Buenos Aires), avait eu son premier enfant, le frère aîné de Juan Domingo, Mario Avelino, à l’âge de 17 ans, alors qu’elle était encore célibataire. Le père de Juan Perón était Mario Tomás Perón (1867-1928), Argentin né à Lobos, qui exerçait la profession de magistrat.
Avant de se marier, le couple avait eu trois enfants ensemble :
- Mario Avelino[6] (Lobos, 30 novembre 1891 ― Sarandí, 13 janvier 1955) ;
- Juan Domingo, objet du présent article ;
- Alberto (né en 1899), décédé en bas âge.

Juan Domingo fut inscrit sous ce prénom à l’état civil de Lobos le 8 octobre 1895 par son père. Dans l’acte de naissance, il est indiqué qu’il était né le jour précédent et qu’il était l’« enfant naturel du déclarant », sans qu’il soit fait mention du nom de la mère. En 1898, plus de trois ans plus tard, il fut baptisé dans l’église catholique, sans indication du nom du père, et enregistré sous le nom de Juan Domingo Sosa,. La mère et le père de Juan Domingo finirent par se marier à Buenos Aires le 25 septembre 1901.

### Grands-parents et bisaïeuls

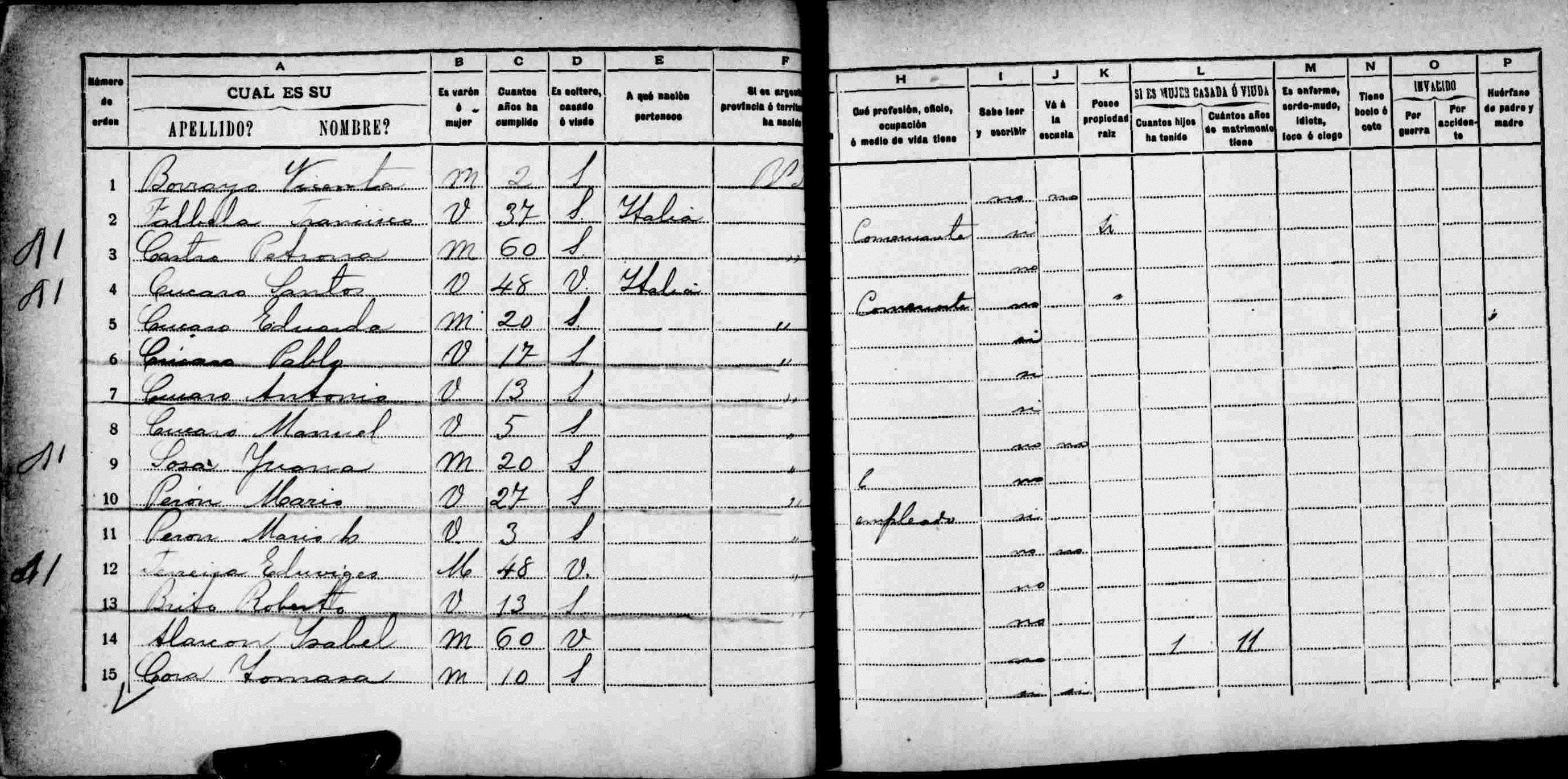
Registre du recensement du 10 mai 1895, correspondant au district 01 (zone urbaine) de Lobos. Dans les lignes de 9 à 11 du feuillet apparaît consignée la famille de Juan Domingo, qui devait naître cette même année, cinq mois plus tard :
9. Sosa Juana, m [mujer, femme], 20 [ans], s [soltera, célibataire], no [ne sait pas lire et écrire] ;
10. Perón Mario, v [varón, homme], 27 [ans], s [soltero, célibataire], employé, si [sait lire et écrire] ;
11. Perón Mario A, v [varón], 3 [ans], s [soltero].

Les grands-parents maternels de Juan Domingo étaient Juan Ireneo Sosa Martínez et Mercedes Sosa Toledo, tous deux Argentins. Le grand-père maternel, maçon de son état, était né dans la province de Buenos Aires, et la grand-mère maternelle à Azul, également dans la province de Buenos Aires.
Le grand-père paternel de Juan Domingo était Tomás Liberato Perón (1839-1889), Argentin né à Buenos Aires, médecin de profession ; il remplit un mandat comme député provincial mitriste, fut professeur de chimie et de médecine légale, membre du Conseil d’hygiène publique et conseiller de la faculté des sciences physico-naturelles de l’université de Buenos Aires. La grand-mère paternelle était Dominga Dutey Bergouignan (1844-1930), uruguayenne née à Paysandú.
Les parents de son grand-père paternel étaient Tomás Mario Perón (1803-1856), Génois né en Sardaigne, qui émigra en Argentine en 1831, et Ana Hughes McKenzie (1815-1877), Britannique née à Londres. Les parents de sa grand-mère paternelle étaient Jean Dutey et Vicenta Bergouignan, originaires de  Saint-Étienne-de-Baïgorry et de Banca dans le Pays basque français.

## Premières années

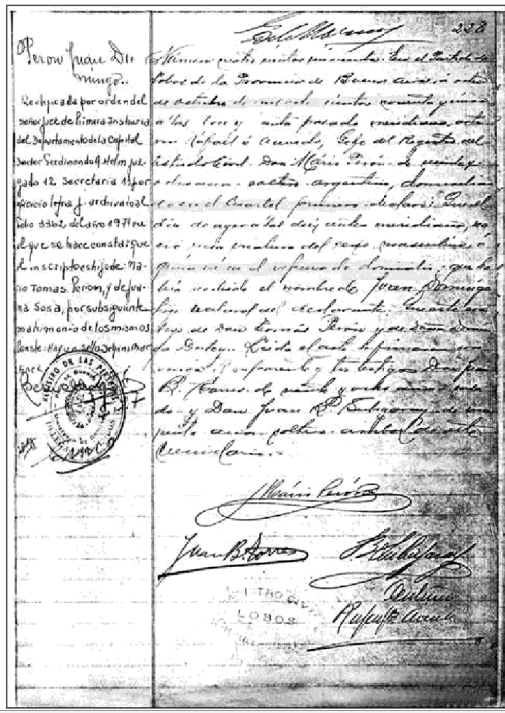
Acte de naissance de Juan Domingo Perón du 8 octobre 1895, constatant qu’il naquit le « jour d’hier ».

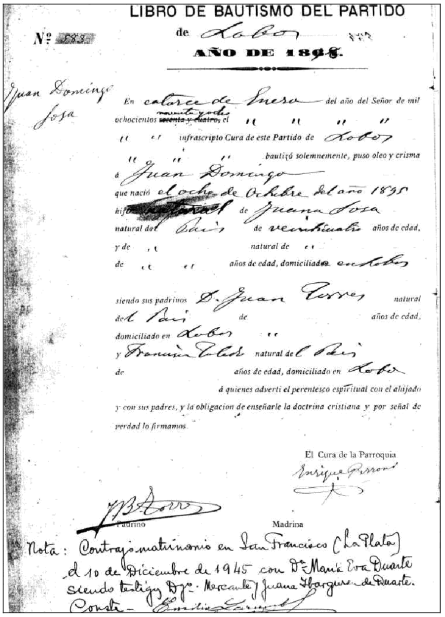
Extrait de naissance de Perón établi en 1898.

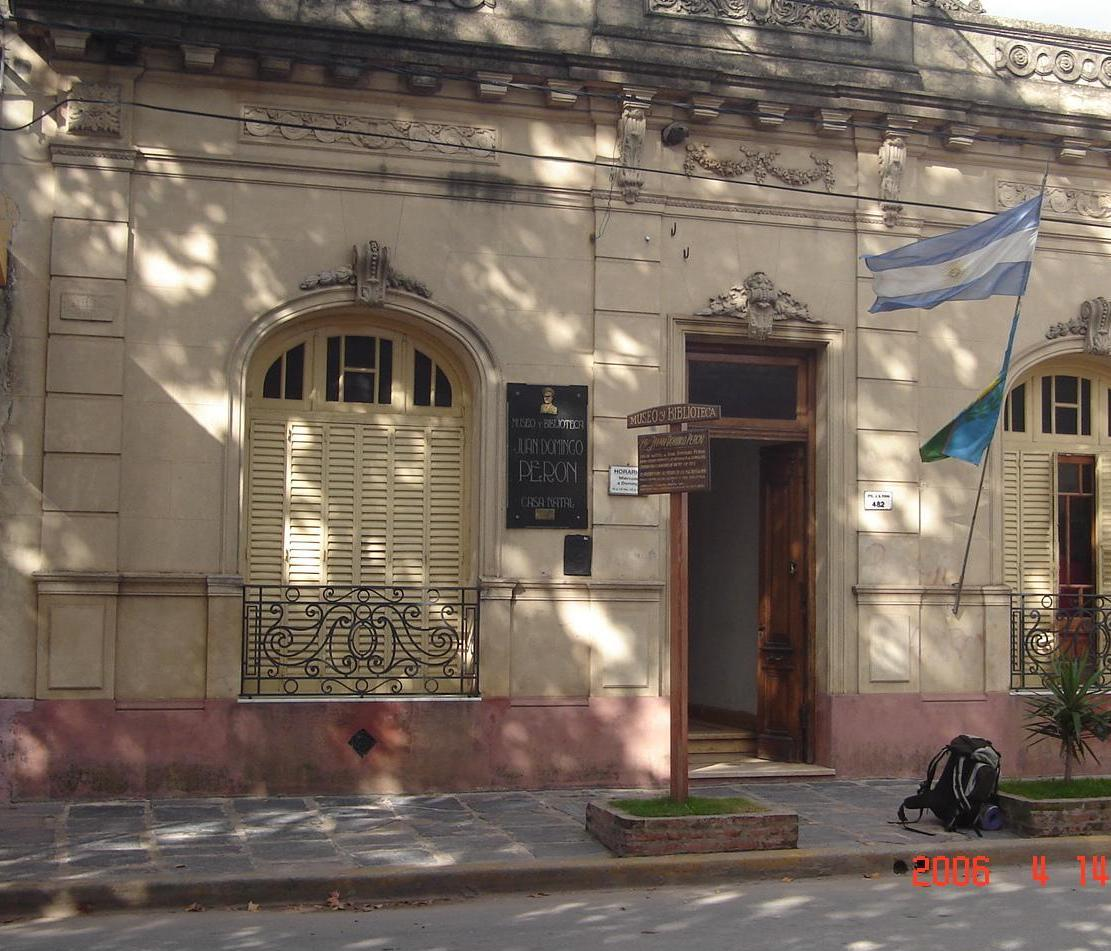
Le musée Casa Natal de Juan Domingo Perón, sis au no 482 de l’actuelle rue Presidente Perón (anciennement no 1380 de la calle Buenos Aires), dans la ville de Lobos.

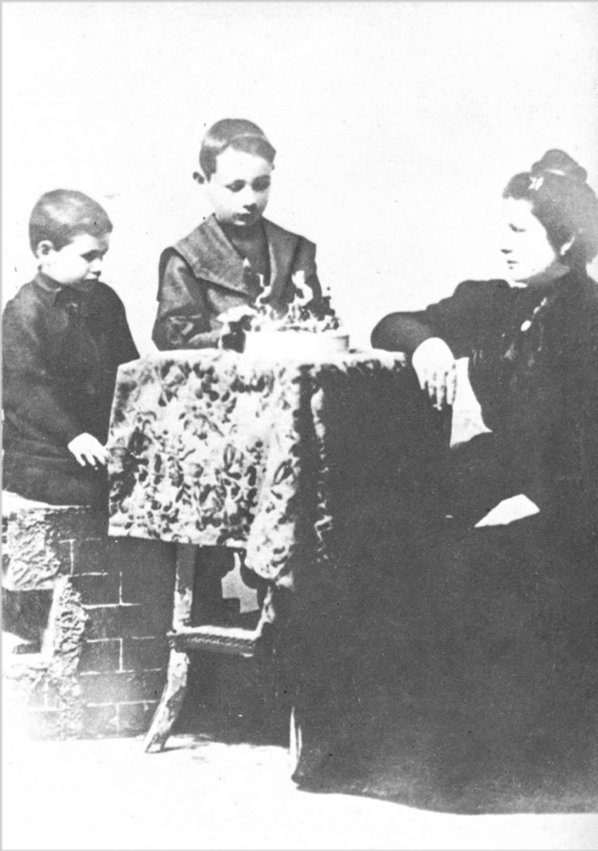
L’enfant Juan Domingo Perón en 1899, alors âgé de 4 ans, aux côtés de son frère aîné Mario Perón et de sa mère Juana Sosa.

La position officielle, arrêtée dans la loi no 25.518 de 2001, considère que Juan Domingo Perón naquit le 8 octobre 1895, quand même l’acte de naissance établi ce jour-là indique que la venue au monde avait eu lieu la veille. Le lieu de naissance officiel est Lobos, petite localité dans le centre-nord de la province de Buenos Aires, elle-même sise dans le centre-est de la république d’Argentine ; toutefois, quelques années encore avant la naissance de Perón, la localité n’était qu’un fortin militaire sur la ligne de démarcation entre les Provinces-Unies du Río de la Plata et le territoire des peuples tehuelche, ranquel et mapuche.
L’éventuelle appartenance de Juan Perón au peuple tehuelche par ascendance maternelle est matière à débat entre les historiens,,,. Au-delà de ces débats, il est à signaler que Perón lui-même avait plusieurs fois fait allusion, en privé et en public, à son appartenance ethnique :

« Ma grand-mère me racontait que quand Lobos n’était guère plus qu’un fortin, eux s’y trouvaient déjà… Ma grand-mère immémoriale était ce qu’on pourrait décrire comme une sacrée femme, qui connaissait tous les secrets de la campagne… Lorsque la vieille racontait qu’elle avait été captive des Indiens, je lui demandais : alors, grand-maman… j’ai du sang indien ? L’idée me plaisait, savez-vous ? Et je crois qu’en réalité j’ai un peu de sang indien. Regardez-moi : pommettes saillantes, chevelure abondante… Enfin, je possède le type indien. Et je me sens fier de mon origine indienne, car je crois que le meilleur du monde se trouve dans les humbles. »

— Juan Domingo Perón, 1967, reportage de la revue 7 Días
En 2000, l’historien Hipólito Barreiro publia ses recherches autour de la naissance de Perón, d’après lesquelles l’inscription de Perón dans le registre d’état civil pourrait avoir été effectuée deux ans après sa naissance et que le lieu exact de sa naissance pourrait avoir été la zone de Roque Pérez, proche de Lobos et de Saladillo. Les historiens Oscar Domínguez Soler, Alberto Gómez Farías et Liliana Silva de l’université nationale de La Matanza firent paraître en 2007, dans leur ouvrage intitulé Perón ¿cuándo y dónde nació?, les résultats de leur travail de recherche, qui coïncident avec les résultats de Barreiro.
En sens contraire, et en s’appuyant sur son examen des registres en 2010 et 2011, l’avocat Ignacio Cloppet soutient que ses investigations dans les registres juridiques relatifs à la naissance de Perón indiquent qu’il naquit le 8 octobre 1895, dans la ville de Lobos. Cependant, les deux lignes de recherche n’apparaissent pas s’exclure l’une l’autre, attendu que la première repose sur des faits non enregistrés officiellement et la dernière sur les indications contenues dans les registres officiels.
Juan Domingo grandira durant ses cinq premières années dans les zones rurales de Lobos et de Roque Pérez : « Je suis de ceux qui ont appris à monter à cheval avant d’apprendre à marcher », confiera-t-il à son ami et biographe Enrique Pavón Pereyra. Au sujet de sa mère, Juana, il dit :

« Ma mère, née et élevée à la campagne, montait à cheval comme chacun de nous et intervenait dans les chasses et les travaux des champs avec l’assurance de choses qu’on domine. C’était une criolla avec tout ce qui va avec. Nous voyions en elle la patronne de la maison, mais aussi le médecin, le conseiller et l’ami de tous ceux qui avaient besoin de quelque chose. Cette sorte de matriarcat étant du reste exercé sans formalités, mais plutôt efficace ; elle suscitait le respect mais aussi l’affection. »

— Juan Domingo Perón
En 1900, quand Juan Domingo avait cinq ans, la famille Perón-Sosa s’embarqua sur le vapeur Santa Cruz à destination du littoral maritime de la Patagonie argentine, pour s’installer dans quelques domaines agricoles des environs de Río Gallegos : Chaok-Aike, Kamesa- Aike et Coy-Aike, prémisses d’un hameau en train de se constituer sur d’anciens lieux de peuplement tehuelche,.
En 1902, la famille déménagea plus au nord, d’abord dans le village côtier de Cabo Raso, dans la province de Chubut, où des parents éloignés portant le patronyme Maupás possédaient des propriétés à La Masiega, puis, en février 1904, par suite de la nomination temporaire de Mario Tomás au poste de juge de paix pour le 19 décembre 1906, dans la localité de Camarones. Peu après, la famille déménagea à nouveau, cette fois vers la maison de campagne sise sur la propriété de la famille, domaine appelée La Porteña et située dans la sierra Cuadrada, à 175 km de la ville de Comodoro Rivadavia, et fondera plus tard un autre domaine, baptisé El Mallín.
En 1904, les parents de Juan et de Mario décidèrent d’envoyer leurs enfants loger à Buenos Aires afin qu’ils pussent y commencer une scolarité officielle, sous les soins de leur grand-mère paternelle, Dominga Dutey, et des deux demi-sœurs du père, Vicenta et Baldomera Martirena, qui étaient institutrices. Les deux enfants virent la grande ville pour la première fois et ne voyaient plus leurs parents que pendant les étés. Le domicile de la grand-mère était situé en plein centre-ville, au no 580 de la rue San Martín. Juan Perón fréquenta d’abord l’école se trouvant à côté de la maison et où ses tantes étaient institutrices, puis plusieurs autres écoles, jusqu’à l’achèvement de sa formation primaire, pour ensuite poursuivre des études secondaires polytechniques au Collège international d’Olivos, dirigé par le professeur Francisco Chelía,.

## Mariages
Perón eut trois épouses. Le 5 janvier 1929, il contracta mariage avec Aurelia Gabriela Tizón (es) (18 mars 1902-10 septembre 1938), fille de Cipriano Tizón et de Tomasa Erostarbe, qui décédera à l’âge de 36 ans des suites d’un cancer de l'utérus, et dont les restes reposent au cimetière d’Olivos, dans la province de Buenos Aires, dans le caveau de la famille Tizón.

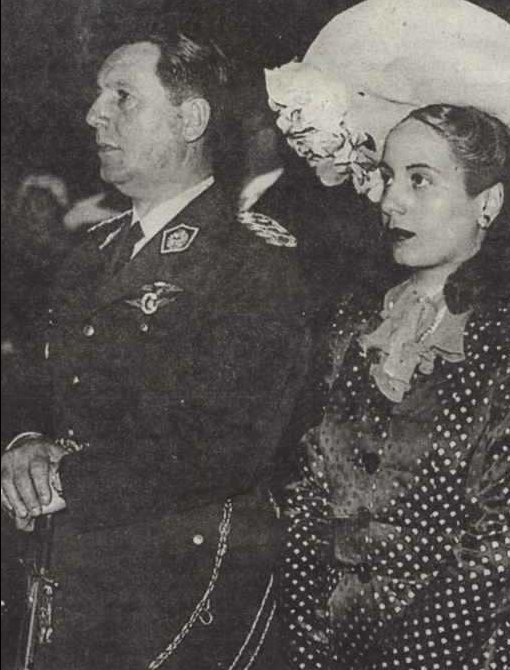
Juan et Eva Perón.

Le 22 octobre 1945, il épousa à Junín l’actrice Eva Duarte (1919-1952), quelques jours seulement après le 17 octobre.
Selon les témoignages de l’époque, ce fut précisément pendant qu’il se trouvait en détention sur l’île Martín García qu’il songea à se marier. Déjà remis en liberté, il se fit présenter par Eva Duarte, lors d’une rencontre informelle, au père Pedro Errecart, qui étonna Perón par son habileté à aborder l’un de ses chiens que personne d’autre n’avait jamais approché, et par la sincérité avec laquelle il lui dit : « si vous ne vous mariez pas à l’église, vous ne pouvez pas être président ». La phrase agit comme un incitatif pour Perón, et le père Errecart, qui avait déjà acquis la sympathie d’Eva Duarte, gagna en peu de temps sa confiance. Aussi avait-on programmé pour fin novembre une cérémonie nuptiale austère avec pas plus de douze personnes, mais la nouvelle fut éventée et lorsque le couple arriva à La Plata, ils y trouvèrent une multitude qui les attendait et qui les porta à différer leur projet de deux semaines. Finalement, le couple put se marier le 10 décembre 1945, dans une cérémonie privée, et le mariage fut enregistré sur la feuille 2.397 du registre de mariage de la paroisse San Francisco. Juan Domingo Perón avait alors 50 ans et Eva Duarte 26.

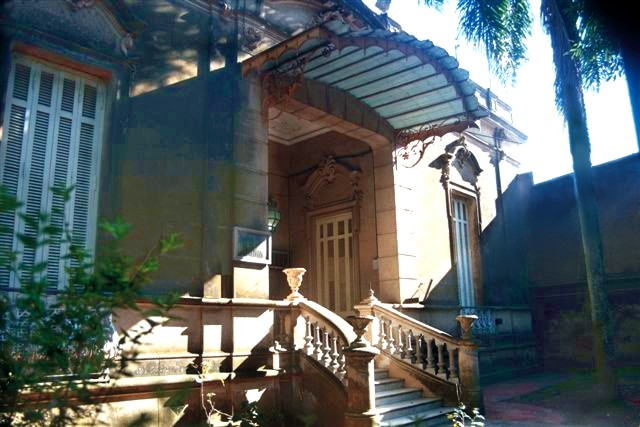
Bâtiment abritant le greffe Ordiales, à Junín, qui fut chargé de confectionner l’acte de mariage civil entre Eva Duarte et Juan Domingo Perón en 1945. En face se trouvait la maison de la famille Duarte. L’immeuble est à l’heure actuelle le siège du tribunal du travail de Junín.

La gratitude du général fut telle qu’il proposa de construire une nouvelle église sur le terrain du parc Saavedra à La Plata, mais devant la réponse négative de l’ecclésiastique, débloqua des fonds pour réparer l’ancienne, qui sera achevée de rénover en 1946.
Connue sous le nom d’Evita, Eva Perón assistera son époux par des activités d’aide sociale et en se faisant l’avocate des droits politiques des femmes, auxquelles le droit de vote sera accordé pour la première fois en Argentine. Le 26 juillet 1952, alors que Perón exerçait son deuxième mandat de président de la république, Evita mourut elle aussi des suites d’un cancer de l’utérus.
Le 15 novembre 1961, il épousa en Espagne María Estela Martínez Cartas, connue comme Isabel ou Isabelita, qui sera ensuite à ses côtés candidate à la vice-présidence en vue de l'élection de septembre 1973 (es), et lui succédera à sa mort au poste de président, jusqu’au 24 mars 1976, date à laquelle elle fut renversée par un coup d’État militaire.
Juan Perón n’eut pas d’enfants, en raison de quoi ses héritiers plus directs étaient ses nièces et neveux, c'est-à-dire les enfants de son frère Avelino Mario et d’Eufemia Jáuregui, nommément : Dora Alicia, Eufemia Mercedes, María Juana (née en 1921), Mario Alberto, Olinda Argentina, Lía Vicenta, Amalia Josefa, Antonio Avelino et Tomás Perón.

## Carrière militaire
Le 1er mars 1911, il put s’inscrire au Collège militaire de la nation, grâce à la bourse d’études que réussit à lui faire obtenir le docteur Antonio M. Silva (es), ami intime de sa grand-mère paternelle, laquelle, malgré sa maladie, prendra soin de lui jusqu’à son décès,. Juan Perón se diplôma le 18 décembre 1913, détenteur alors du grade de sous-lieutenant d’infanterie, et progressera par la suite rapidement dans la hiérarchie.
En 1914, il fut versé dans le 12e régiment d’infanterie, caserné à Paraná, dans la province d’Entre Ríos, où il restera jusqu’en 1919.
En 1916, pour la première fois, Juan Perón manifesta publiquement une position politique. Cette année-là se tinrent en Argentine, pour la première fois dans l’histoire du pays, des élections au suffrage universel secret (quoique réservé encore aux seuls hommes), élections qui furent remportées par Hipólito Yrigoyen de l’Union civique radicale (UCR) et amenèrent au pouvoir ce qui est considéré comme le premier gouvernement démocratique d’Argentine. Perón vota dans ce scrutin pour la première fois, portant sa voix sur Yrigoyen et l’UCR, en confrontation ouverte avec les secteurs conservateurs et oligarchiques réunis au sein du Parti autonomiste national d’idéologie roquiste, qui avait gouverné l’Argentine sans alternance durant les 36 années précédentes. C'est également au cours de cette période qu'il commença à développer sa conscience politique. Au fil des gouvernements radicaux successifs (1916-1930), Perón adopta une position proche des militaires nationalistes légalistes (position qu’incarnaient notamment Enrique Mosconi ou Manuel Savio (es)), mais dans le même temps critique vis-à-vis de ces gouvernements, plus particulièrement après le massacre d’ouvriers survenu en janvier 1919 et connu sous le nom de Semaine tragique, et en raison de ce qu’il considérait comme l’« inopérance » du gouvernement face aux graves problèmes sociaux du pays.
En 1917 et 1919, le 12e régiment d’infanterie de Paraná, qui était placé sous les ordres du général Oliveira Cézar, et dont faisait partie désormais le lieutenant Perón, fut dépêché par le gouvernement d’Yrigoyen pour intervenir militairement contre les grèves ouvrières qui avaient éclaté dans les domaines d’exploitation forestière que possédait l’entreprise britannique La Forestal (es) dans le nord de la province de Santa Fe. La position de Perón, et celle des autres militaires de l’époque, était qu’en aucun cas l’armée n’avait vocation de réprimer les grévistes,.

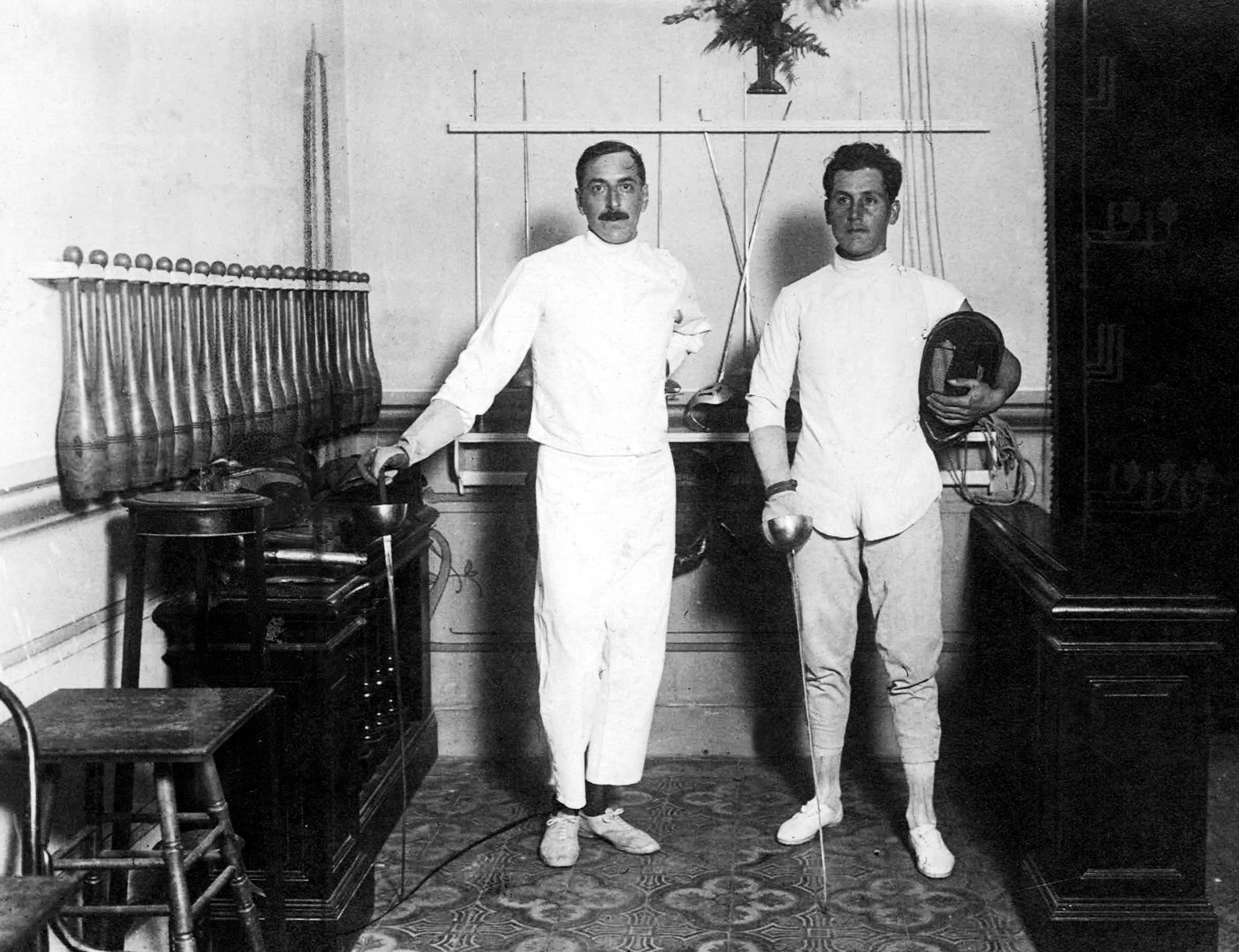
Perón attacha une grande importance à la diffusion du sport. La photo le représente en 1921, alors lieutenant, aux côtés du professeur Ángel Arias après une partie d’escrime lors de la fête sociale du centre Tres de Febrero à Villa Urquiza.

En 1919, la Patagonie fut traversée par un vaste mouvement de grève : les ouvriers n'acceptaient plus les rythmes de travail effrénés auxquels ils étaient tenus de s’astreindre et exigeaient un salaire décent. Pour toute réponse, les entreprises britanniques installées dans la région procédèrent à l’enrôlement de mercenaires chargés de réprimer par la violence le mouvement ouvrier. Le 12e régiment, auquel Perón était affecté, fut déployé sur place pour désamorcer les tensions. Un petit détachement sera alors confié au commandement de Perón et celui-ci s’emploiera à convaincre les propriétaires anglais d’accéder à certaines revendications ouvrières. Des augmentations de salaires et une réduction du temps de travail maximal à soixante-dix heures hebdomadaires furent ainsi promises en échange de la reprise du travail. Néanmoins, les conflits sociaux reprendront après quelques mois, notamment en raison de l’agitation anarchiste et du non-respect des engagements pris par certaines entreprises. Ces événements sont connus sous le nom de Patagonie rebelle et laisseront 1 500 ouvriers massacrés par l’armée, mais Perón n'y prit aucune part.
Perón faisait grand cas de l’activité sportive, pratiquant la boxe, l’athlétisme et l’escrime. En 1918, il fut consacré champion militaire et national d’escrime et rédigea plusieurs textes sur la pratique du sport dans le cadre de l’entraînement militaire. Le 31 décembre 1919, il fut promu premier-lieutenant et en 1924 capitaine. En 1926, il entra à l’École supérieure de guerre.
Durant ces années, il écrivit divers articles qui, imprimés, serviront de matière d’étude dans les académies militaires, notamment Higiene militar (1924), Moral militar (1925), Campaña del Alto Perú (littér. Campagne du Haut-Pérou, 1925), El frente oriental en la guerra mundial de 1914. Estudios estratégicos (1928), etc Le 12 janvier 1929, il décrocha son diplôme d’officier d’état-major, et le 26 février fut destiné à l’état-major de l’armée comme assistant du colonel Francisco Fasola Castaño, sous-chef d’état-major. Début 1930, il fut nommé professeur suppléant en histoire militaire à l’École supérieure de guerre, puis, à la fin de l’année, professeur titulaire..

## Coup d’État de 1930 et Décennie infâme

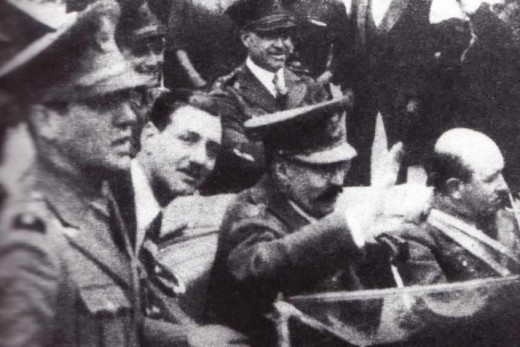
Le lieutenant Perón (à gauche) et le général José Félix Uriburu (au milieu), avec lequel il a collaboré au coup d'État de droite de 1930. Perón a cependant soutenu le général Agustín Justo, plus modéré.

Cette même année 1930 se produisit le coup d’État du 6 septembre, dirigé par le général José Félix Uriburu, qui renversa le président constitutionnel Hipólito Yrigoyen. Le coup d’État avait bénéficié de l’appui d’un ample éventail de personnalités et de groupes politiques, incluant des radicaux, des socialistes, des conservateurs, des organisations patronales et estudiantines, le pouvoir judiciaire, ainsi que les gouvernements des États-Unis et de la Grande-Bretagne.
Perón n’occupera aucun poste au sein du gouvernement dictatorial d’Uriburu, mais participa marginalement à la préparation du coup d’État en faisant partie d’un groupe autonome, de tendance nationaliste-légaliste, dirigé par les lieutenants-colonels Bartolomé Descalzo et José María Sarobe et critique vis-à-vis du groupe conservateur-oligarchique qui composait l’entourage d’Uriburu. Ce groupe s’efforçait de donner un large soutien populaire au mouvement et d’éviter l’instauration d’une dictature militaire, ce qui néanmoins finit par arriver. Pendant le coup d’État, Perón faisait partie d’une colonne militaire qui s’empara pacifiquement du palais de gouvernement, la Casa Rosada à Buenos Aires, où des groupes de civils perpétraient des saccages et des destructions.
Juan Perón a relaté en détail sa participation au coup d’État du 6 septembre 1930 dans son livre Tres revoluciones militares. Il y raconte comment, en juin 1930, il fut contacté par le major Ángel Solari, un « vieil et cher ami », qui lui déclara sans ambages : « Le général Uriburu envisage d’organiser un mouvement armé » ; il demanda ensuite à Perón s’il était de connivence avec quelqu’un, et devant la négative, lui dit : « Alors nous comptons sur toi », ce à quoi Perón répliqua : « Oui, mais il est nécessaire de savoir d’abord ce qu’ils proposent » (ibid., p. 11). Ce même soir, Perón, invité par Solari, assista à une réunion où étaient présents le général Uriburu, son fils et d’autres officiers. Uriburu « parla de questions relatives à un mouvement armé, qui devait être judicieusement préparé », ce à quoi tous acquiescèrent (ibid.). L’on discuta aussi de la façon de recruter des adhérents et de les inscrire. Quand, toujours au cours de cette même réunion, Perón proposa de « commencer le travail définitif d’organisation et de préparation du mouvement », il s’entendit répondre que cela ne pouvait pas se faire encore, attendu qu’il y avait d’autres groupes qui « s’ils penchent, comme nous, pour renverser le gouvernement, avaient d’autres idées quant aux finalités ultérieures » (ibid., p. 14).
Perón indique que « depuis ce moment, je tentai de m’ériger, au sein de ce groupement, en celui qui se chargerait de l’unir avec les autres [groupements] qui pourraient exister, et m’efforçai par tous les moyens d’éviter que, pour des intérêts personnels ou pour des divergences dans le choix des moyens, la révolution ne s’écartât du 'principe de la masse', si élémentairement indispensable si l’on voulait mener celle-ci à bon terme » (ibid., p. 15).
Les jours suivants, Perón continua d’entreprendre des démarches pour faire adhérer des officiers au projet, et le 3 juillet, le lieutenant-colonel Álvaro Alsogaray lui communiqua qu’il avait été désigné pour faire partie de la section « Opérations » de l’état-major révolutionnaire (EMR), dont Alsogaray était le chef. Cependant, dans les semaines qui suivirent, selon ce qu’en écrit Perón, il se mit à avoir de sérieux doutes sur les capacités de ceux qui dirigeaient l’EMR, et le 3 septembre, il fit part à Alsogaray que pour cette raison il quittait le mouvement, tout en s’engageant à collaborer avec celui-ci quand la révolution se produirait (ibid. p. 61-63).
Le lendemain, à l’initiative du lieutenant-colonel Bartolomé Descalzo, les cinq officiers ― dont Perón ― ayant participé à la conspiration, tinrent une réunion et s’accordèrent pour estimer que « le pire qui puisse se faire serait d’introniser une dictature militaire que serait combattue absolument par la nation tout entière » (ibid., p. 65). Dès lors, et compte tenu qu’ils ne disposaient pas d’un appui militaire suffisant pour lancer le coup d’État, « l’unique salut était le peuple et plus particulièrement les étudiants, ainsi qu’également la Legión de Mayo », de sorte que l’on résolut de se mettre au travail sans tarder pour trouver des soutiens chez les officiers ; en outre, un programme de gouvernement, rédigé par le lieutenant-colonel Sarobe, fut approuvé.
La veille du coup d’État, Perón fut désigné aide de camp du lieutenant-colonel Descalzo, et le 6 septembre, les deux hommes se rendirent à l’École supérieure de guerre, où ils s’assurèrent de son ralliement. Ensuite, ils allèrent, à la tête d’une colonne, au régiment de grenadiers à cheval General San Martín, mirent en détention son commandant en chef, qui refusait de se rallier, et le remplacèrent par un autre officier. Une colonne fut alors constituée avec des troupes, au sein de laquelle Perón se déplaçait dans une voiture blindée et armée de quatre mitrailleuses ; la colonne fit mouvement sur la Casa Rosada, la trouvant envahie de civils en train de se livrer à des déprédations, et qu’ils s’employèrent à déloger pacifiquement (ibid., p. 80). Perón y restera tout au long de cette journée, assurant la sécurité, jusqu’à l’arrivée du reste des troupes ; durant la nuit, il patrouilla dans les rues de Buenos Aires pour prévenir les débordements.
Après le coup d’État, le groupe militaire des lieutenants-colonels Descalzo et Sarobe, dont Perón était membre, fut dissous par la dictature militaire et ses membres expédiés à l’étranger ou dans des lieux éloignés à l’intérieur du pays. Perón en particulier sera affecté à la Commission des frontières, et amené ainsi à se fixer près de la frontière nord de l’Argentine.
La dictature d’Uriburu (1930-1932) convoqua des élections, mais empêcha Hipólito Yrigoyen d’y participer et entrava les possibilités d’action du radicalisme yrigoyéniste, ce qui facilita la victoire électorale d’une coalition regroupant des radicaux opposés à Yrigoyen, des conservateurs et des socialistes, et nommée Concordancia. Cette coalition allait gouverner, à la faveur d’une succession de scrutins frauduleux, jusqu’en 1943. Cette période de l’histoire argentine est connue sous la dénomination de Décennie infâme.
Le 31 décembre 1931, Perón fut promu major. En 1932, il fut nommé aide de camp du ministre de la Guerre et publia l’ouvrage Apuntes de historia militar (littér. Notes d’histoire militaire), qui sera récompensé l’année suivante par une médaille et un diplôme d’honneur au Brésil. Il fit paraître d’autres publications encore, comme Apuntes de historia militar. Guerra ruso-japonesa de 1904-1905 (1933) et Toponimia araucana (littér. Toponymie araucane, 1935).
Le 26 janvier 1936, il fut désigné attaché militaire à l’ambassade d’Argentine au Chili, fonction à laquelle s’ajouta peu de mois plus tard celle d’attaché aéronautique. De retour en Argentine début 1938, il fut affecté à l’état-major de l’armée de terre. Début 1939, on l’envoya en Italie suivre des cours d’initiation à différentes disciplines, telles que l’économie, l’alpinisme, le ski et la haute montagne. Il visita également l’Allemagne, la France, l’Espagne, la Hongrie, la Yougoslavie, l’Albanie et l’Union soviétique. Il s’en revint en Argentine deux années après son départ, le 8 janvier 1941. Il prononça alors une série de conférences portant sur l’état de situation des conflits militaires en Europe dans le cadre de la Deuxième Guerre mondiale, et à l’issue desquelles il se vit conférer le grade de colonel à la fin de la même année, puis, l’année suivante, fut nommé commandant d’une unité de montagne dans la province de Mendoza, publiant dans le même temps un article et des instructions au sujet des commandos de chasseurs alpins.
En 1942 et 1943 s’éteignirent les deux principales figures politiques de la Décennie infâme, l’ancien président Marcelo T. de Alvear (chef de file du principal parti populaire d’opposition, l’Union civique radicale) et l’ancien président Agustín P. Justo (figure de proue des forces armées et des partis qui formaient la coalition alors au pouvoir, la Concordancia). La disparition subite de ces dirigeants, qui avaient été actifs tant dans la sphère politique que militaire, aura une forte influence sur les événements militaires et politiques que se dérouleront l’année suivante et dans lesquels Perón jouera un rôle de plus en plus déterminant.

## La dictature dite Révolution de 1943

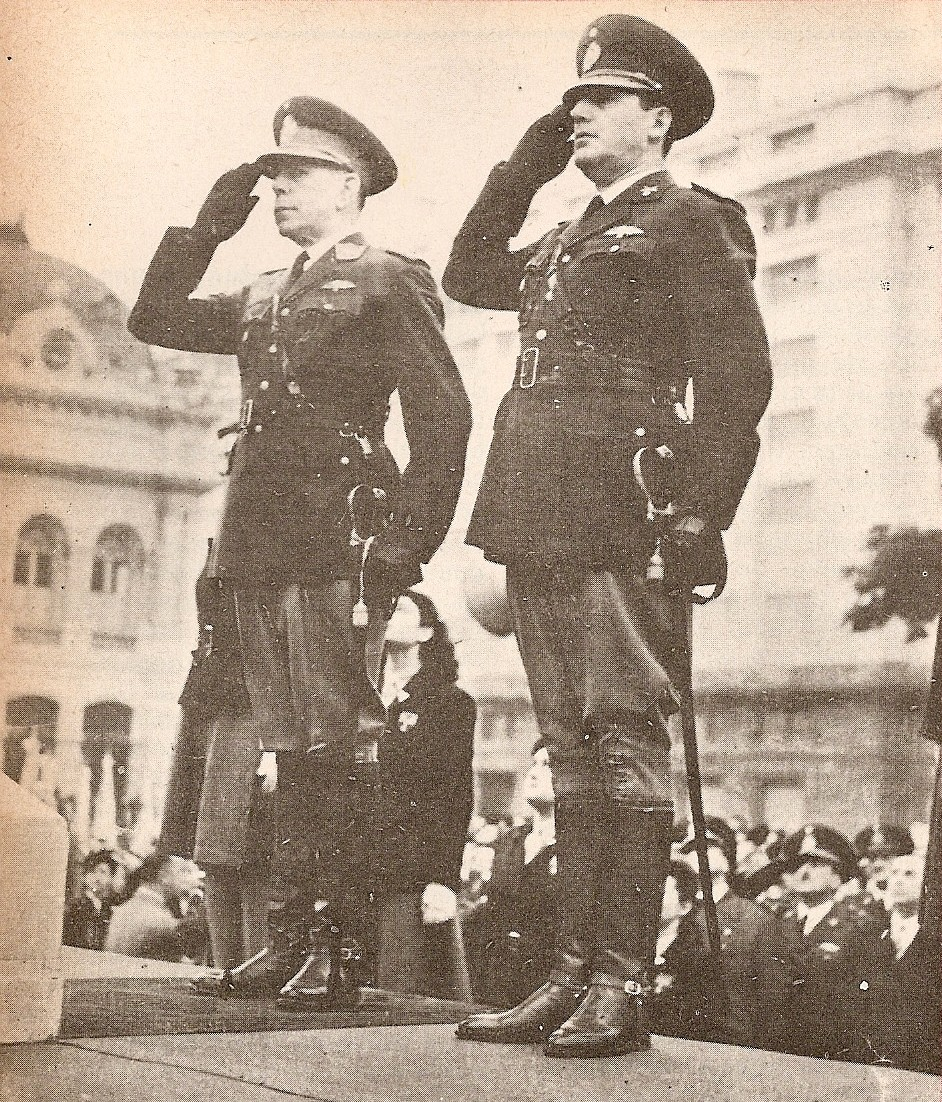
Le président Edelmiro Julián Farrell (à gauche) et son bienfaiteur, le vice-président et colonel Juan Perón, en avril 1945.

Le 4 juin 1943 eut lieu le coup d’État qui renversa le gouvernement du président conservateur Ramón Castillo. Le gouvernement de Castillo fut le dernier d’une série de gouvernements connue dans l’historiographie argentine comme la Décennie infâme, série amorcée par la dictature du général José Félix Uriburu (1930-1931) et prolongée ensuite par la pratique de la fraude électorale.
Les putschistes de 1943 imposèrent un gouvernement dictatorial dirigé initialement par le général Arturo Rawson, qui fut évincé cependant trois jours seulement plus tard par le général Pedro Pablo Ramírez.
Le rôle du colonel Perón dans le coup d’État militaire de 1943 et dans le gouvernement dictatorial établi dans la foulée est objet de controverses entre les historiens. Plusieurs auteurs le mettent en relation avec le GOU, sigle dont les lettres peuvent correspondre à Groupe Œuvre d’Unification ou à Groupe d’Officiers Unis et qui désigne une loge militaire secrète (non maçonnique), ou avec l’ATE (Association de Lieutenants de l’Armée, en espagnol Asociación de Tenientes del Ejército), composée d’officiers de l’armée de terre de rang inférieur ou moyen. On attribue à ce groupe, ou à ces groupes, une grande influence dans le coup d’État et dans le gouvernement militaire subséquent. À l’inverse toutefois, plusieurs historiens éminents, comme Rogelio García Lupo et Robert Potash ont soutenu que le GOU n’a jamais existé en tant que tel, ou, en admettant que oui, qu’il n’eut que peu de pouvoir.
Quelles que soient les différentes versions historiques sur son rôle dans le putsch et dans le gouvernement qui s’ensuivit, il demeure que Perón n’occupa aucune charge gouvernementale pendant encore plusieurs mois après le coup d’État. Perón figurera d’abord comme secrétaire personnel du ministre de la Guerre, Edelmiro Farrell, et ce jusqu’au 27 octobre 1943, date à laquelle il accéda au poste de chef du Département national du travail, qui n’était à cette époque qu’un petit organisme d’État, de faible importance politique.

### Débuts de Perón dans le nouveau gouvernement: l’alliance avec les syndicats

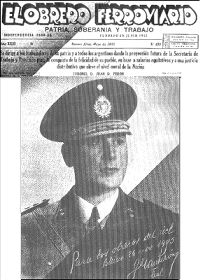
Couverture de 1945 de la revue de l’, syndicat de cheminots et principal syndicat d’Argentine depuis la décennie 1920. Fin 1943, le colonel Perón constitua une alliance avec un vaste ensemble de syndicats de diverses tendances, qui s’organisa en un courant travailliste-nationaliste et influa notablement sur le cours de l’autodénommée Révolution de 1943.

Le coup d’État une fois accompli, Perón exerça comme secrétaire privé du général Edelmiro Farrell, à qui avait échu le poste de ministre de la Guerre depuis le 4 juin 1943. Peu de jours après le putsch, la CGT n°2, dirigée par la fraction socialiste sous les personnes de Francisco Pérez Leirós et d’Ángel Borlenghi, et les communistes, eurent un entretien avec le ministre de l’Intérieur de la dictature et lui offrirent l’appui des syndicats, appui qui devait se concrétiser par une marche vers la Casa Rosada. Le gouvernement cependant repoussa cette offre, et peu après décida la dissolution de la CGT no 2, emprisonnant plusieurs de ses dirigeants.
En août 1943, le mouvement ouvrier tenta un nouveau rapprochement avec la dictature militaire, cette fois à l’initiative du puissant syndicat Union ferroviaire (Unión Ferroviaria, en abrégé UF) de la CGT n° 1 (es), en misant sur le fait qu’un de ses dirigeants était le frère du lieutenant-colonel Domingo Mercante. Ces pourparlers furent féconds, si bien que vinrent peu à peu se joindre à ceux-ci d’autres responsables syndicaux et, sur sollicitation de Mercante, le colonel Juan Perón. Jusqu’à ce jour, les syndicats, qui se subdivisaient selon quatre courants (socialisme, syndicalisme révolutionnaire, communisme et anarchisme), n’avaient joué qu’un rôle mineur dans la vie politique du pays. Les deux principaux syndicats étaient l’Union ferroviaire, emmenée par José Domenech (es), et la Confédération des employés de commerce, dirigée par Ángel Borlenghi.
Lors des premières réunions, où prédominait encore la méfiance, les syndicalistes proposèrent aux deux militaires de nouer une alliance qui prendrait ses quartiers dans le peu important Département national du travail, afin d’impulser à partir de ce lieu l’adoption et surtout la mise en application effective des lois du travail depuis longtemps réclamées par le mouvement ouvrier, ainsi que d’œuvrer au renforcement des syndicats et du Département du travail lui-même. Le pouvoir et l’influence croissante de Perón au sein du gouvernement militaire devait découler de cette alliance, principalement avec les courants syndicaux socialiste et syndicaliste révolutionnaire.
Fort de cette alliance, et secondé en cela par Mercante, Perón, manœuvrant au sein du gouvernement, sut obtenir d’être nommé, le 27 octobre 1943, à la tête du Département national du travail, encore que celui-ci n’était à cette date que peu influent encore. Perón désigna aux principales fonctions de ce Département les dirigeants syndicaux, lesquels à partir de là mirent en marche leur plan syndical, en menant en premier lieu une politique de pression sur les entreprises pour les inciter à résoudre les conflits de travail au moyen de conventions collectives. La vertigineuse activité du Département du travail et l’appui croissant donné par les dirigeants syndicaux de toutes tendances (socialistes, syndicalistes révolutionnaires, communistes et anarchistes) à la politique adoptée par le Département eurent pour effet de consolider la position de Perón au sein du gouvernement militaire.

### Secrétaire au Travail et à la Prévoyance

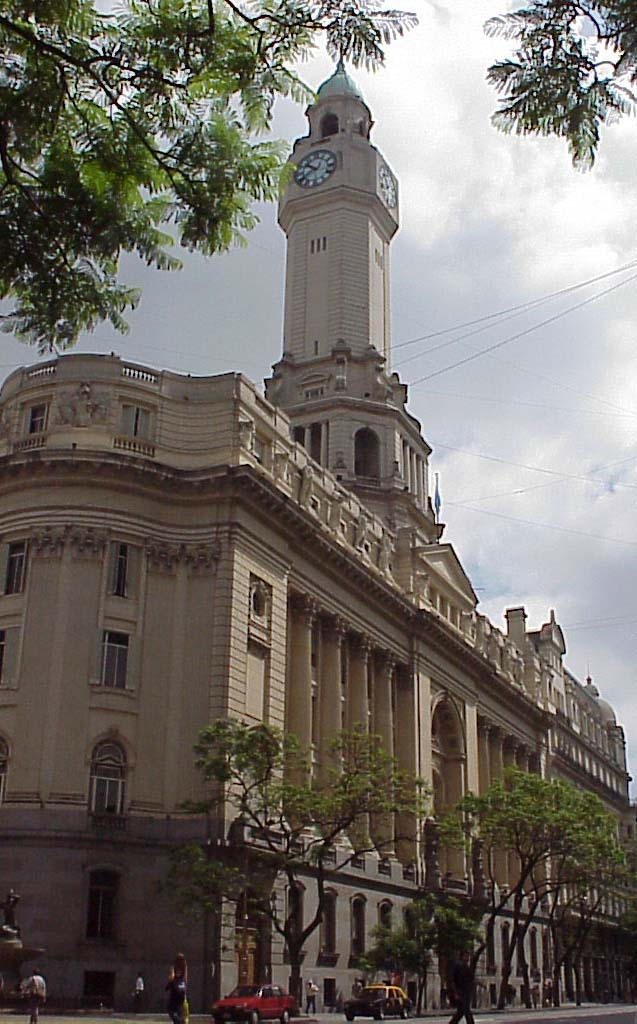
En novembre 1943, Perón installa son bureau de secrétaire au Travail dans le siège du Conseil de délibération de Buenos Aires (actuel Palais législatif).

Le 27 novembre 1943, un décret, rédigé par José Figuerola et Juan Atilio Bramuglia, disposa la création du secrétariat au Travail de la Nation, en même temps que la nomination de Perón comme secrétaire au Travail,.
Le nouvel organisme incorpora dans son organigramme, outre les fonctions du Département au travail, plusieurs autres attributions, telles que la Caisse nationale de retraites et pensions, la Direction nationale de la santé publique et de l’assistance sociale, le Comité national de lutte contre le chômage, la Chambre des locations, entre autres. Il dépendait directement du président, de sorte qu’il jouissait de toutes les prérogatives d’un ministère ; sa fonction consistait à centraliser toute l’action sociale de l’État et à confier aux tribunaux la mise en œuvre des lois sociales, à l’effet de quoi il disposait de délégations régionales dans tout le pays. Furent en outre transférés à ce secrétariat les services et dispositifs de caractère conciliatoire et arbitral, ainsi que les fonctions de police du travail, les services d’hygiène industrielle, ceux d’inspection des associations mutualistes et ceux relatifs au travail maritime, fluvial et portuaire.
Témoin de la hiérarchisation administrative du nouveau secrétariat, Perón transféra les bureaux de l’ancien Département, jusque-là hébergés dans un petit édifice rue Perú (angle rue Victoria), actuelle rue Hipólito Yrigoyen, vers le siège du Conseil de délibération de Buenos Aires (=conseil municipal), qui se trouvait en face et qui depuis 1941 n’accueillait plus de séances.
Fin 1943, le syndicaliste socialiste José Domenech (es), secrétaire général de la puissante Unión Ferroviaria (es), proposa à Perón de participer en personne aux assemblées ouvrières. La première assemblée syndicale à laquelle il assista fut celle du 9 décembre 1943 dans la ville de Rosario, assemblée lors de laquelle Domenech le présenta comme « le premier travailleur d’Argentine ». Cette présentation de Domenech devait avoir des conséquences historiques, ce titre servant en effet deux ans plus tard comme l’un des arguments permettant l’affiliation de Perón au nouveau Parti travailliste et resurgissant d’autre part en tant que l’un des versets les plus fameux de la Marche péroniste.

### Secrétaire au Travail, ministre de la Guerre et vice-président
Le 24 février 1944, après que le duo Farrell-Perón eut évincé Ramírez de la présidence, Perón fut nommé à la fonction stratégique de ministre de la Guerre puis, le lendemain, Farrell accéda à la présidence de la Nation, d’abord à titre intérimaire, ensuite définitivement à partir du 9 mars. L’historien Roberto Ferrero soutient que le duo Farrell-Perón tenta de former un pôle « nationaliste populaire » propre à permettre une issue démocratique au régime, se confrontant ainsi à la fraction « nationaliste élitiste » non démocratique, qui avait appuyé Ramírez comme président.
Au cours de l’année 1944, Farrell s’attacha à promouvoir résolument les réformes sociales proposées par le secrétariat au Travail. Cette année-là, le gouvernement convoqua syndicats et employeurs à négocier des conventions collectives, processus sans précédent dans le pays. Cette même année furent signées 123 conventions collectives touchant plus de 1 400 000 ouvriers et employés, et l’année suivante en furent signé 347 autres concernant 2 186 868 travailleurs.
Le secrétariat au Travail et à la Prévoyance s’attela à transformer en réalité le programme historique du syndicalisme argentin : le décret 33.302/43 fut adopté, qui étendait à l’ensemble des travailleurs les indemnisations de licenciement dont bénéficiaient déjà les employés de commerce ; l’on fixa le statut du journaliste ; l’on créa l’hôpital polyclinique à l’usage des cheminots ; les bureaux de placement privés furent interdits ; et l’on créa des écoles techniques à destination des ouvriers.
L’ascension du duo Farrell-Perón au sein du régime militaire atteignit son point culminant quand, le 8 juillet 1944, ils surent faire désigner Perón vice-président de la Nation, tout en le maintenant simultanément aux postes de ministre de la Guerre et de secrétaire au Travail.
Le 18 novembre 1944, le statut de l’ouvrier agricole (peón de campo), adopté le mois précédent, fut promulgué (décret-loi no 28.194), modernisant ainsi la situation semi-féodale où se trouvaient encore les travailleurs ruraux, mais alarmant les grands propriétaires (latifondistes) qui avaient la main sur les exportations argentines. Le 30 novembre furent instaurés les tribunaux de prud’hommes, auxquels s’opposèrent fortement le milieu patronal et les groupes conservateurs.
Le 4 décembre, le régime de retraites des employés de commerce fut approuvé, ce qui sera suivi par une manifestation syndicale de soutien à Perón, la première en sa faveur et la première où il prit la parole lors d’un rassemblement public, manifestation qui avait été organisée par le socialiste Ángel Borlenghi, secrétaire général du syndicat, et qui réunit une importante foule estimée à 200 000 personnes.
Parallèlement, la syndicalisation des travailleurs était en augmentation : alors qu’en 1941, il y avait 356 syndicats avec un total de 441 412 membres, en 1945, ce nombre s’était accru à 969 syndicats totalisant 528 523 membres, en leur majorité de « nouveaux » travailleurs, ethniquement distincts des immigrants des décennies antérieures et issus de la migration massive en train de se produire depuis l’intérieur du pays et des pays limitrophes vers les villes argentines, en particulier vers le grand Buenos Aires. Les épithètes dépréciatives de morochos, grasas, negros et cabecitas negras commencèrent à leur être appliquées par les classes moyennes et supérieures, voire par quelques vieux travailleurs industriels, descendants de l’immigration européenne.
Le secrétariat au Travail, avec l’appui d’une fraction toujours plus importante du syndicalisme, s’employait à réformer massivement la culture sous-jacente aux relations de travail, caractérisée jusque-là par la prédominance du paternalisme typique du grand domaine agricole (estancia). Un exposant du secteur patronal opposé aux réformes sociales péronistes soutint alors que la conséquence la plus grave de celles-ci était que les travailleurs « commençaient à regarder dans les yeux » leurs employeurs. Pendant que se produisait cette transformation culturelle quant à la place des travailleurs dans la société, la classe ouvrière gagnait constamment en effectifs par suite de l’industrialisation accélérée du pays. Cette grande transformation socio-économique sera la base du nationalisme travailliste qui prendra forme entre la seconde moitié de 1944 et la première moitié de 1945 et adoptera le nom de péronisme.

### L’année 1945
L’année 1945, l’une des plus importantes de l’histoire argentine, commença par l’intention manifeste de Farrell et de Perón d’une part de préparer les esprits à une déclaration de guerre à l’Allemagne et au Japon, dans le but de sortir de la situation de total isolement où se trouvait le pays, et d’autre part d’ouvrir la voie vers la tenue d’élections.
Dès octobre de l’année précédente, l’Argentine avait sollicité une réunion de l’Union panaméricaine pour élaborer une direction d’action commune. Par la suite, l’alliance de Perón avec les syndicats réussit à évincer la fraction nationaliste de droite qui s’était portée au gouvernement après le coup d’État de 1943 et qui se composait du ministre des Affaires étrangères Orlando L. Peluffo (es), de l’interventeur dans la province de Corrientes David Uriburu, et surtout du général Sanguinetti (es), écarté du crucial poste d’interventeur dans la province de Buenos Aires, poste qui, au terme d’un court interrègne, sera occupé par Juan Atilio Bramuglia, l’avocat socialiste de l’Unión Ferroviaria (es) et membre du secteur syndical qui avait amorcé le rapprochement du mouvement ouvrier avec les militaires du groupe de Perón.
En février, Perón entreprit un voyage secret aux États-Unis pour convenir de la déclaration de guerre, de la levée du blocus, de la reconnaissance du gouvernement argentin et de l’adhésion de celui-ci à la Conférence interaméricaine de Chapultepec prévue pour le 21 février.
Peu après, le nationaliste de droite Rómulo Etcheverry Boneo (es) démissionna du ministère de l’Éducation et fut remplacé par Antonio J. Benítez (es), homme du groupe Farrell-Perón.
Le 27 mars 1945, en même temps que la plupart des pays latinoaméricains, l’Argentine déclara la guerre à l’Allemagne et au Japon, signa une semaine plus tard l’acte de Chapultepec, et fut habilitée à participer à la conférence de San Francisco par laquelle fut fondée l’Organisation des Nations unies le 26 juin 1945, rejoignant ainsi le groupe des 51 pays fondateurs de cette organisation.
Concomitamment avec ces démarches internationales, le gouvernement entama de semblables démarches intérieures en vue de la tenue d’élections. Le 4 janvier, le ministre de l’Intérieur, l’amiral Tessaire, annonçait la légalisation du Parti communiste. Les journaux pro-nazis Cabildo et El Pampero furent interdits, et l’on ordonna la suspension des interventeurs dans les universités, pour en revenir au système d’autonomie universitaire mis en place par la Réforme universitaire de 1918, tandis que les professeurs limogés se virent restituer leurs chaires. Horacio Rivarola et Josué Gollán furent élus par la communauté universitaire respectivement recteur de l’UBA et de l’UNL, et procédèrent à leur tour à la suspension des enseignants qui s’étaient auparavant ralliés au gouvernement.

### Péronisme et anti-péronisme

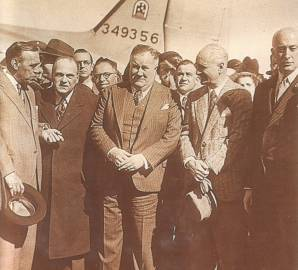
Spruille Braden, nouvel ambassadeur des États-Unis en Argentine, arriva à Buenos Aires le 19 mai 1945. Il sera le principal organisateur de l’anti-péronisme.

La caractéristique principale de l’année politique 1945 en Argentine est l’exacerbation de la polarisation entre péronisme et anti-péronisme, la population argentine est traditionnellement divisée entre les grands propriétaires agricoles dépendant des exportations et une nouvelleclasse ouvrière majoritairement péroniste, dépendant des subventions au secteur des entreprises publiques déficitaires.
Le 19 mai 1945, Spruille Braden, le nouvel ambassadeur américain, arriva à Buenos Aires et occupera ce poste jusqu’en novembre de la même année. Braden, l’un des propriétaires de l’entreprise minière Braden Copper Company au Chili, était partisan de la politique impérialiste dure dite du « gros gourdin », avait une position ouvertement anti-syndicale et s’opposait à l’industrialisation de l’Argentine. Auparavant, il avait joué un rôle important dans la guerre du Chaco entre la Bolivie et le Paraguay, s’efforçant de préserver les intérêts de la Standard Oil, et à Cuba en 1942, œuvrant à ce que ce pays rompît ses relations diplomatiques avec l’Espagne. Ultérieurement, il fut nommé sous-secrétaire des Affaires latino-américaines des États-Unis, puis commença à intervenir en tant qu’agent d’influence pour le compte de la United Fruit Company, favorisant notamment le coup d’État contre Jacobo Arbenz au Guatemala en 1954.
Selon l’ambassadeur de Grande-Bretagne, Braden était possédé par « l’idée fixe qu’il avait été élu par la Providence pour renverser le régime Farrell-Perón ». Dès le début, Braden se mit ouvertement à organiser et à coordonner l’opposition, en exaspérant l’antagonisme politique intérieur. Cependant, Braden n'a été ambassadeur que 6 mois et l’historien radical Félix Luna dira que l’apparition de l’antipéronisme fut antérieure à l’apparition du péronisme et qu'elle est bien antérieure à l'arrivée de l'ambassadeur éphémère Braden. Cette idée d'une cause américaine de l'anti-péronisme n'est donc pas établie, la violence politique étant permanente en Argentine depuis des décennies.
Une caractéristique de l'Argentine serait plutôt l'opposition entre une économie informelle de travailleurs exploités ou indépendants non syndiqués dépendants des latifundias et des estancias exportatrices et une économie formelle de travailleurs très syndiqués dépendant des déficits publics et de la sur-évaluation du pesos pour acquérir des biens importés, étant observé que l'armée est sensiblement davantage un refuge pour les enfants du peuple exploité que pour les travailleurs syndiqués,.
Le 16 juin 1945, l’opposition lança l’offensive par son fameux Manifeste du commerce et de l’industrie, dans lequel 321 organisations patronales, avec à leur tête la bourse de commerce de Buenos Aires et la Chambre de commerce d’Argentine, s’en prenaient vertement à la politique du travail du gouvernement. La principale doléance du secteur entrepreneurial concernait l’instauration d’« un climat de méfiance, de provocation et de rébellion, qui attise le ressentiment et un esprit permanent d’hostilité et de revendication ».
Le mouvement syndical, au sein duquel un appui franc et ouvert à Perón n’avait pas prédominé jusque-là, ne fut pas long à réagir en défense de la politique sociale menée par le gouvernement, et la CGT organisa le 12 juillet une manifestation de foule sous le mot d’ordre « Contre la réaction capitaliste ». D’après Félix Luna, ce fut la première fois que les travailleurs s’identifiaient comme « péronistes ».
La polarisation sociale et politique cependant ne cessa de s’exacerber. L’anti-péronisme se saisit du drapeau de la démocratie et critiqua violemment chez ses adversaires ce qu’elle qualifia d’attitudes anti-démocratiques ; les péronistes pour leur part se drapèrent dans la bannière de la justice sociale et blâmaient âprement chez leurs adversaires leur dédain envers les travailleurs. En écho à cette polarisation, le mouvement étudiant exprima son opposition avec le slogan « Non à la dictature des espadrilles », à quoi le mouvement syndical répliqua par « Espadrilles oui, livres non ».

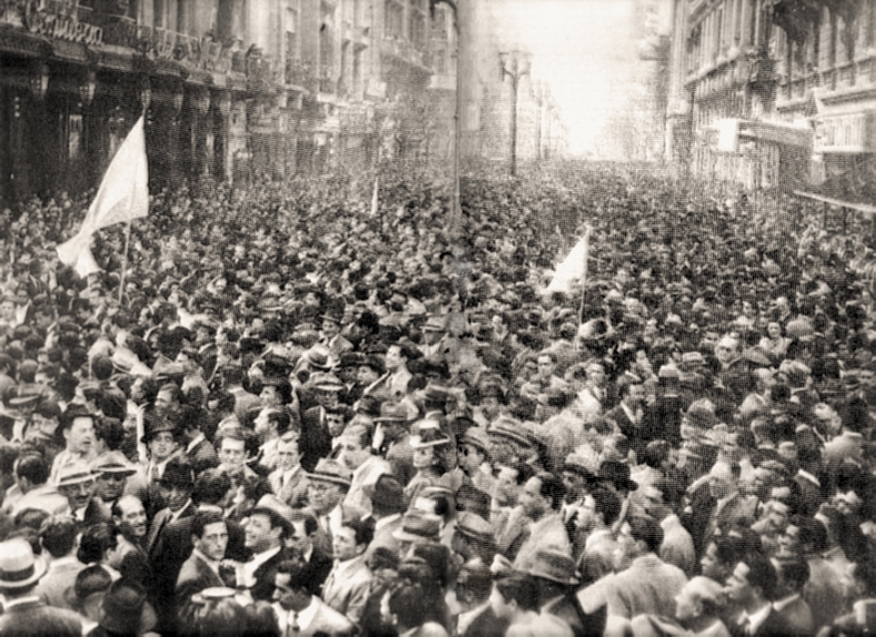
Le 19 septembre 1945, l’opposition anti-péroniste réussit à mobiliser une vaste foule pour sa Marche pour la constitution et la liberté.

Le 19 septembre 1945, l’opposition se présenta unie pour la première fois, sous la forme d’une énorme manifestation de plus de 200 000 personnes, appelée Marche pour la constitution et la liberté, qui se dirigea du palais du Congrès jusqu’au quartier de la Recoleta. Une cinquantaine de personnalités de l’opposition ouvrirent la marche, parmi lesquelles les radicaux José P. Tamborini, Enrique Mosca, Ernesto Sammartino et Gabriel Oddone, le socialiste Nicolás Repetto, les radicaux antipersonnalistes José M. Cantilo et Diógenes Taboada, le conservateur (PDN) Laureano Landaburu, les démocrates chrétiens Manuel Ordóñez et Rodolfo Martínez, le philocommuniste Luis Reissig, le démocrate progressiste Juan José Díaz Arana, et le recteur de l’UBA Horacio Rivarola.
L’historien Miguel Ángel Scenna commente ainsi cet événement :

« La marche fut une spectaculaire démonstration de force de l’opposition. Une longue et compacte masse de 200 000 personnes ― quelque chose qui ne s’était vu que peu de fois, voire jamais ― couvrit les trottoirs et la chaussée. »

Il a été dit que la manifestation se composait majoritairement de personnes issues des classes moyennes et supérieures, ce qui est historiquement indiscutable ; cela toutefois n’enlève rien à sa signification historique, à son amplitude sociale et à sa pluralité politique.
La marche de l’opposition eut en tout cas une forte répercussion sur le pouvoir de Farrell-Perón et déchaîna une succession d’émeutes militaires antipéronistes, qui atteignirent leur point culminant le 8 octobre 1945, lorsque les forces militaires de Campo de Mayo, sous le commandement du général Eduardo Ávalos (l’un des chefs de file du GOU), exigèrent la démission et la détention de Perón. Le 11 octobre, les États-Unis demandèrent à la Grande-Bretagne de cesser d’acheter des biens argentins pendant deux semaines pour provoquer la chute du gouvernement. Le 12 octobre, Perón fut détenu et conduit sur l’île Martín García, par suite de quoi les dirigeants du mouvement d’opposition eurent le pays et le gouvernement à leur disposition ; en effet, « Perón était un cadavre politique », et le gouvernement, formellement encore présidé par Farrell, se trouvait en réalité aux mains du général Ávalos, qui accéda au poste de ministre de la Guerre en remplacement de Perón et n’avait d’autre intention que de remettre le pouvoir aux civils dès que possible.
À la vice-présidence, Perón fut remplacé par le ministre des Travaux publics, le général Juan Pistarini, qui assuma les deux fonctions, tandis que le chef de la marine, le contre-amiral Héctor Vernengo Lima (es), fut mis à la tête du ministère de la Marine. La tension monta à un point tel que le dirigeant radical Amadeo Sabattini fut chahuté et traité de nazi à la Maison radicale, qu’un gigantesque rassemblement civil attaqua le Círculo Militar (le 12 octobre), et qu’un commando paramilitaire envisagea d’assassiner Perón.
La Maison radicale de la rue Tucumán à Buenos Aires était devenue le centre de délibération de l’opposition. Cependant, les jours s’écoulaient sans qu’aucune résolution ne fût prise, et les dirigeants de l’opposition commirent quelques erreurs graves, dont celle de ne pas s’organiser et d’attendre passivement que les forces armées agissent d’elles-mêmes, et celle encore, beaucoup plus grave, d’accepter et maintes fois d’encourager le revanchisme patronal. Le mercredi 16 octobre était jour de paie :

« En allant toucher leur quinzaine, les ouvriers s’aperçurent que le salaire pour le jour férié du 12 octobre n’était pas payé, en dépit du décret signé quelques jours auparavant par Perón. Les boulangers et les travailleurs du textile étaient les plus frappés par la réaction patronale. – Allez donc le réclamer auprès de Perón !, était la sarcastique réponse. »

### Le 17 octobre

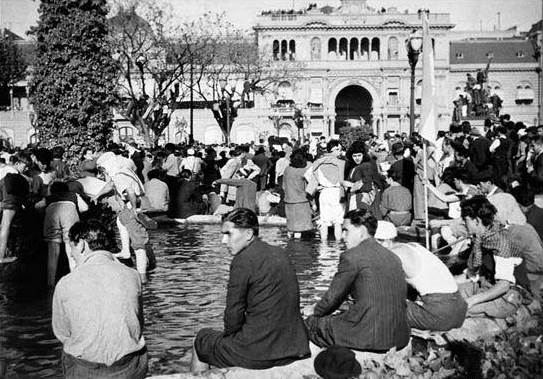
« Les pattes dans la fontaine », photo célèbre prise sur la place de Mai le jour de la mobilisation pro-Perón, connue sous le nom de Día de la Lealtad (jour de la Loyauté, le 17 octobre 1945), par laquelle fut obtenue la libération de Juan Perón.

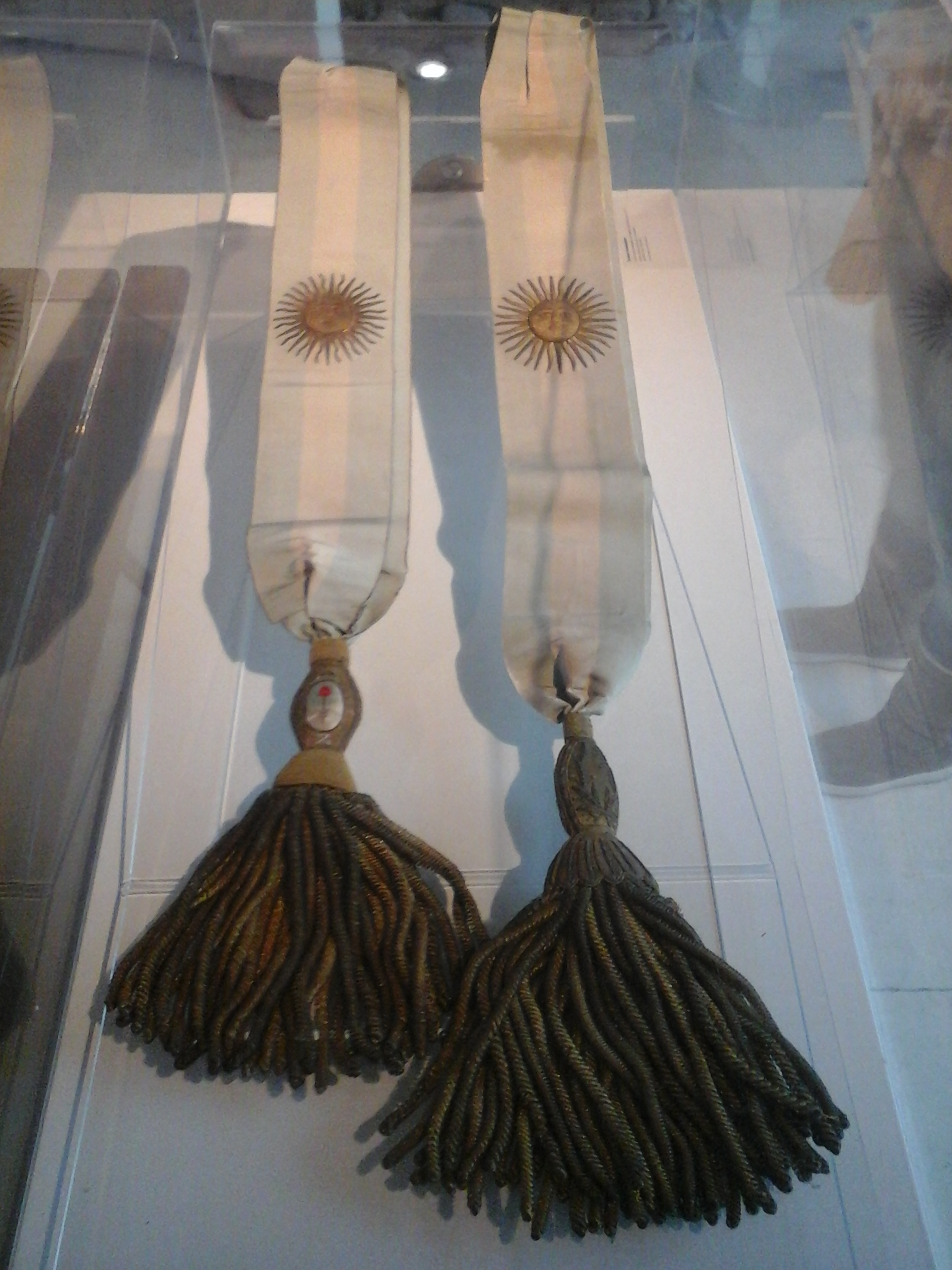
Écharpe de Perón, exposée au musée du Bicentenaire.

Le mercredi 17 octobre 1945 vit se produire une vaste mobilisation des travailleurs et des secteurs défavorisés de la société, qui entreprirent d’occuper la place de Mai, en exigeant la libération de Perón. Si les dirigeants syndicaux — notamment les metallurgistes Ángel Perelman (es) et Patricio Montes de Oca, Cipriano Reyes du syndicat des travailleurs de la viande, ainsi que les dirigeants de base de la CGT, qui parcoururent les usines en incitant les travailleurs à quitter leur lieu de travail et à marcher par les rues principales vers le centre-ville de Buenos Aires en scandant des slogans en faveur de Perón — jouèrent assurément un rôle décisif dans cette mobilisation, aux côtés de militants comme la femme écrivain uruguayenne Blanca Luz Brum,,, c’est à peine cependant si l’action fut coordonnée par quelques dirigeants syndicaux, qui avaient certes fait de l’agitation les jours précédents, et les colonnes du 17 octobre recrutaient spontanément, se gonflant au fur et à mesure de leur propre mouvement.
Le président Edelmiro Farrell garda une attitude impassible. Les personnalités les plus hostiles au péronisme dans le gouvernement, tels que l’amiral Vernengo Lima, proposèrent d’ouvrir le feu sur les manifestants. Le nouvel homme fort du gouvernement militaire, le général Eduardo Ávalos, resta passif, attendant que la manifestation se dispersât elle-même, et refusa de mobiliser les troupes. Finalement, devant la vigueur de la pression populaire, ils parlementèrent avec Perón et négocièrent les conditions de sa remise en liberté : Perón aurait à parler aux manifestants pour les calmer, sans faire mention de sa détention, et s’efforcerait d’obtenir leur retrait, tandis que le cabinet pour sa part démissionnerait en bloc et qu’Ávalos solliciterait sa mise à la retraite. Perón devait se retirer aussi et n’occuperait plus les fonctions dont il avait été écarté, tandis que le gouvernement s’engagerait à convoquer des élections libres.
À 23h10, Perón se présenta à un balcon du palais de gouvernement et s’adressa aux travailleurs pendant qu’ils célébraient la victoire. Il annonça sa retraite de l’armée, salua la « fête de la démocratie » et avant de prier la foule des manifestants de rentrer pacifiquement dans leurs logis en ménageant les femmes présentes, il dit encore :

« J’ai souvent assisté à des réunions de travailleurs. À chaque fois, j’ai senti une énorme satisfaction ; mais à partir d’aujourd’hui, je sentirai une véritable fierté d’Argentin, parce que j’interprète ce mouvement collectif comme la renaissance d’une conscience des travailleurs, qui est la seule chose qui puisse rendre la Patrie grande et immortelle [...]. Et souvenez-vous, travailleurs, unissez-vous et soyez plus frères que jamais. C’est sur la fraternité de ceux qui travaillent que notre belle Patrie devra se dresser, dans l’unité de tous les Argentins. »

— Juan Domingo Perón, 17 octobre 1945

### Élections de 1946
À l’issue d’une courte période de repos, durant laquelle il contracta mariage avec Eva Duarte à Junín le 22 octobre 1945, Perón engagea sa campagne politique. La fraction au sein de l’Union civique radicale qui l’appuyait se constitua en l’UCR Junta Renovadora (UCR-JR), que vinrent ensuite rejoindre le Parti travailliste et le Parti indépendant ; l’organisation radicale FORJA décida de se dissoudre pour s’intégrer dans le mouvement péroniste.
Dans le camp opposé, les premières manifestations de masse anti-péronistes furent organisées par le mouvement étudiant, avec pour cri de ralliement « À bas la dictature des espadrilles » (en espagnol : Abajo la dictadura de las alpargatas). Les manifestations ouvrières qui appuyaient les lois sociales que Perón s’apprêtait à mettre en place répliquèrent par un « Espadrilles oui, livres non ».
La montée en puissance de la figure de Perón au sein du gouvernement militaire et son étroite alliance avec les syndicats ouvriers avaient dès le début provoqué une forte opposition tant dans les rangs des Forces armées qu’en dehors de celles-ci, plus spécialement dans les classes moyennes et supérieures. En 1945, l’ambassade des États-Unis, dirigée par Spruille Braden, encouragea l’unification des forces d’opposition en vue de former un grand mouvement anti-péroniste, qui comprendrait les partis communiste, socialiste, radical, démocrate progressiste, conservateur, ainsi que la Fédération universitaire argentine (FUA), la Société rurale (grands propriétaires), l’Union industrielle (es) (grandes entreprises), la Bourse de commerce, et les syndicats d’opposition. Durant son bref exercice comme ambassadeur, Braden, possédant une excellente maîtrise de l’espagnol, agit comme un dirigeant politique d’opposition, dans une évidente violation du principe de non intervention dans les affaires intérieures d’un pays étranger. Par la constitution d’un front d’opposition, Braden se sentait sûr de battre celui qu’il présentait comme le « Hitler de demain ». Entre autres actions, Braden favorisa en 1946, quelques jours seulement avant la date des élections, la publication d’un rapport dénommé El Libro Azul (le Livre bleu), où tant les membres du gouvernement militaire que ceux du précédent gouvernement ― sous la présidence de Castillo ― étaient accusés d’avoir collaboré avec les puissances de l'Axe, sur la foi de documents recueillis par le Département d’État américain. En écho à la publication de cette brochure, les partis politiques soutenant la candidature présidentielle de Perón feront paraître un livre de réplique intitulé El Libro Azul y Blanco (le Livre bleu et blanc ― couleurs de l’Argentine), qui réussira à diffuser habilement le slogan Braden o Perón.
Le soutien populaire, géré par le Parti travailliste et par l’UCR Junta Renovadora, permit à Perón de remporter la présidence de la république avec 56 % des voix aux élections du 24 février 1946, Perón l’emportant dans toutes les provinces, sauf celle de Corrientes.
À la différence des élections organisées durant la Décennie infâme, celles de février 1946 furent reconnues absolument irréprochables par la presse d’opposition et par les dirigeants politiques eux-mêmes.

## Première présidence (1946-1955)

### Premier mandat (1946-1952)

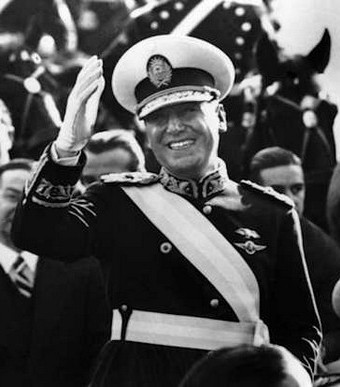
Juan Peron en 1946 avec l'écharpe présidentielle.

Le premier mandat présidentiel de Juan Perón s’étend du 4 juin 1946 au 4 juin 1952. Parmi les actions politiques les plus marquantes de cette période, on note en particulier la mise en place d’un vaste État providence, s'appuyant sur un ministère du Travail et de la Prévoyance sociale nouvellement créé et sur la fondation Eva Perón, une ample redistribution des richesses au bénéfice des couches les plus défavorisées, la reconnaissance des droits politiques des femmes, une politique économique tendant à stimuler l’industrialisation et à nationaliser les secteurs de base de l’économie et une politique étrangère d'alliances sud-américaines se fondant sur le principe de la troisième position. Ces actions s'accompagnent d'une réforme constitutionnelle en 1949. D'autre part, Perón unifia les trois partis qui avaient soutenu sa candidature (le Parti travailliste, l’UCR-JR et le Parti indépendant) sous la forme du nouveau Parti péroniste et soutint en 1949 la fondation du Parti péroniste féminin.

#### Politique économique
Sous le gouvernement de Perón, la politique de substitution des importations fut encore renforcée, à travers le développement de l’industrie légère, déjà stimulée pendant la décennie antérieure. En outre, Perón investit fortement dans l’agriculture, en particulier dans l’ensemencement en céréales.
En 1946, face à la pénurie de devises, résultat de la stagnation du secteur primaire, devises qui servaient à importer les biens de capitaux et les biens d’équipement nécessaires à l’industrialisation, Perón nationalisa le commerce extérieur à travers la création de l’Institut argentin de promotion des échanges (en esp. Instituto Argentino para la Promoción del Intercambio, IAPI), qui instituait le monopole de l’État du commerce extérieur. Cette institution permit à l’État d’obtenir des ressources qu’il utilisa ensuite pour en pourvoir l’industrie argentine. Cet échange intersectoriel du secteur agraire vers l’industrie provoqua des conflits avec quelques associations patronales d’agriculture et d’éleveurs, en particulier avec la Société rurale argentine.

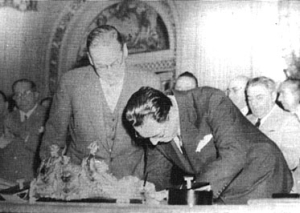
Perón signant le document par lequel l’ensemble des chemins de fer d’Argentine passèrent aux mains de l’État.

En 1947, Perón annonça un Plan quinquennal destiné à renforcer les nouvelles industries créées, à commencer par l’industrie lourde (sidérurgie et production d’énergie électrique à San Nicolás et dans la province de Jujuy). Cette même année encore, il créa la Sociedad Mixta Siderúrgica Argentina (es) (acronyme Somisa), nommant à sa tête le général Manuel Savio (es), et l’entreprise Agua y Energía Eléctrica (es). En 1948, l’État nationalisa les chemins de fer, en majorité aux mains de capital britannique, et mit sur pied l’entreprise ferroviaire Ferrocarriles Argentinos. En 1948, il fonda l’Empresa Nacional de Telecomunicaciones (es) (ENTel), et en 1950 Aerolíneas Argentinas, la première entreprise argentine d’aviation.
Le nombre de passagers transportés par la Flota Mercante de la Argentina (flotte marchande créée en 1941) augmenta de 1,4 million en 1947 à 17,6 millions en 1951, tandis que le tonnage transporté passa de 575 à 866 mille tonnes.
Dans le domaine de la science et des technologies, Perón développa l’énergie nucléaire par le biais notamment de la création en 1950 de la Commission nationale de l’énergie atomique et avec la collaboration de scientifiques tels que José Antonio Balseiro et Mario Báncora, qui, après avoir démantelé d’abord les projets frauduleux du scientifique autrichien Ronald Richter (en), jetèrent les bases du plan nucléaire argentin.
Dans le secteur aéronautique, une forte impulsion sera donnée à la production nationale à travers la Fábrica Argentina de Aviones (FADEA), entreprise créée en 1927 par le président radical Marcelo Torcuato de Alvear, et ce plus particulièrement par la mise au point d’avions à réaction dans le cadre du projet Pulqui dirigé par l’ingénieur allemand Kurt Tank.

#### Instruction publique
La politique sociale du gouvernement péroniste se traduisit également par un engagement inédit de l’État argentin en matière de santé et d’éducation. Ainsi, l’enseignement universitaire fut déclaré gratuitement accessible à tous les Argentins à partir de 1949, ce qui entraîna une augmentation de 300 % du nombre d’étudiants au cours de la présidence de Juan Perón.

##### Enseignement primaire et secondaire
Sous le gouvernement péroniste, le nombre d’inscrits dans les écoles primaires et secondaires s’accrut à des taux nettement supérieurs à ceux des années antérieures ; s’il y eut en 1946 un nombre de 2 049 737 élèves inscrits dans les écoles primaires et de 217 817 dans les établissements secondaires, ces mêmes chiffres s’élevèrent pour l’année 1955 à 2 735 026 et 467 199 respectivement,, par suite de l’accession à l’enseignement secondaire de la plupart des enfants des classes moyennes et d’une part significative des franges supérieures des classes laborieuses, surtout dans l’enseignement commercial et technique. L’enseignement religieux dans les écoles primaires et secondaires, institué sous la présidence de Ramírez, fut maintenu, avant d’être aboli le 16 décembre 1954, dans le sillage du conflit entre le gouvernement et l’Église catholique.
Un motif d’irritation pour l’opposition était l’insertion, dans le texte des manuels scolaires, de dessins, de photographies et de passages louangeux sur Perón et Evita, tels que p.ex. « Vive Perón ! », « Perón est un bon gouvernant », « Perón et Evita nous aiment », et autres semblables,. À l’école secondaire fut introduite la matière culture citoyenne, qui dans la pratique se révéla être un moyen de propagande à la gloire du gouvernement, de ses protagonistes et de ses réalisations. Le livre La razón de mi vida (la Raison de ma vie) d’Eva Perón fut rendu obligatoire après sa parution, tant au niveau primaire que secondaire.

##### Enseignement universitaire
Dans le domaine de la politique universitaire, Perón prit pendant sa première présidence un certain nombre de mesures tendant à rendre l’université publique accessible aux couches populaires. En 1948, il soumit au Congrès un projet de loi portant création de l’Université ouvrière nationale (dénomination actuelle Université technologique nationale, UTN), laquelle fut effectivement fondée par la loi no 13.229 et inaugurée en 1952, avec des campus à Buenos Aires, La Plata, Bahía Blanca et Avellaneda. L’objectif de l’université ouvrière était d’offrir, dans le domaine de l’ingénierie productive, des régimes d’études gratuits afin de faciliter l’accession des jeunes travailleurs à l’enseignement supérieur.
En 1949 fut décrétée la gratuité de l’enseignement public universitaire (décret no 29.337/1949), entraînant un triplement du nombre d’étudiants universitaires,. En annonçant ledit décret, Perón déclara :

« À partir de ce jour sont supprimés les actuels droits d’entrée à l’université, de telle sorte que l’enseignement soit absolument gratuit et à la portée de tous les jeunes Argentins aspirant à s’instruire pour le bien du pays. »

— Juan Domingo Perón
Pendant son premier mandat, l’on construisit également le bâtiment de la nouvelle faculté de droit de l’université de Buenos Aires (UBA) et l’on créa, toujours à l’université de Buenos Aires, les facultés d’architecture et d’odontologie.
Durant sa deuxième présidence, Perón mit en place le Conseil national de recherche technique et scientifique (CONITYC, selon son sigle en espagnol), prédécesseur du Conseil national de recherche scientifique et technique (CONICET), et un nouveau campus régional de l’université ouvrière fut fondé à Tucumán.
Perón entama son mandat comme les universités subissaient, sur décision du gouvernement antérieur, une intervention fédérale, c’est-à-dire une mise sous tutelle directe des universités par l’autorité centrale. Des historiens anti-péronistes ont critiqué la politique éducative du pouvoir péroniste, lui imputant la démission et la mise à l’écart de nombre d’enseignants dans les universités publiques. Une proportion très élevée des étudiants et diplômés universitaires étaient ouvertement anti-péronistes, et leurs organisations comme la Fédération universitaire de Buenos Aires, la Fédération universitaire argentine et le Collège des avocats participeront dans quelques cas à des activités putschistes et terroristes dirigées contre les autorités péronistes. La sociologue Silvia Sigal note :

« Il y a au moins deux points de consensus parmi ceux qui se sont intéressés à la relation entre les intellectuels et le premier péronisme. Le premier est que la quasi-totalité des écrivains, artistes et universitaires libéraux et démocratiques furent anti-péronistes, le second que, si les intellectuels péronistes étaient en nombre fort réduit, plus réduit encore était le nombre de ceux qui parmi eux jouissaient de prestige et de reconnaissance dans la sphère culturelle »

L’homme politique justicialiste Antonio Cafiero en revanche souligne :

« Au fil du temps, tous les terroristes responsables des attentats de la place de Mai, jeunes professionnels et universitaires issus de familles de la classe moyenne supérieure, furent détenus et jugés par la justice devant les juges compétents, avec toutes les garanties de la Constitution et de la loi. Nul n’eut à souffrir de brimades ou de condamnation autre que celle disposée par la justice [...]. Les attentats terroristes de ce funeste soir marquèrent le début d’une étape de violence, de douleur et de mort, qui allait se prolonger sur trente années de l’histoire argentine [...]. Ces vents semés dans la soirée du 15 avril apportèrent ces tempêtes postérieures. Il me faut le dire : ce furent les péronistes qui payèrent le tribut le plus élevé à cette ordalie. Car la violence eut deux visages. Celui du péronisme, à l’époque de la proscription et de l’exil (1955-1973), se caractérisa par une sorte de rodomontades verbales et par l’attaque de biens physiques symboliques, assurément très valables et respectables. En revanche, celui de l’anti-péronisme se signala par le terrorisme brutal et par le mépris de la vie humaine. Les péronistes furent insolents. Mais l’anti-péronisme suintait la haine. Les péronistes fanfaronnaient ; les anti-péronistes fusillaient. Il fallut attendre vingt ans pour voir s’accomplir la réconciliation entre péronistes et anti-péronistes telle que nous la léguèrent Perón et Balbín. »

— Antonio Cafiero

#### Politique de santé

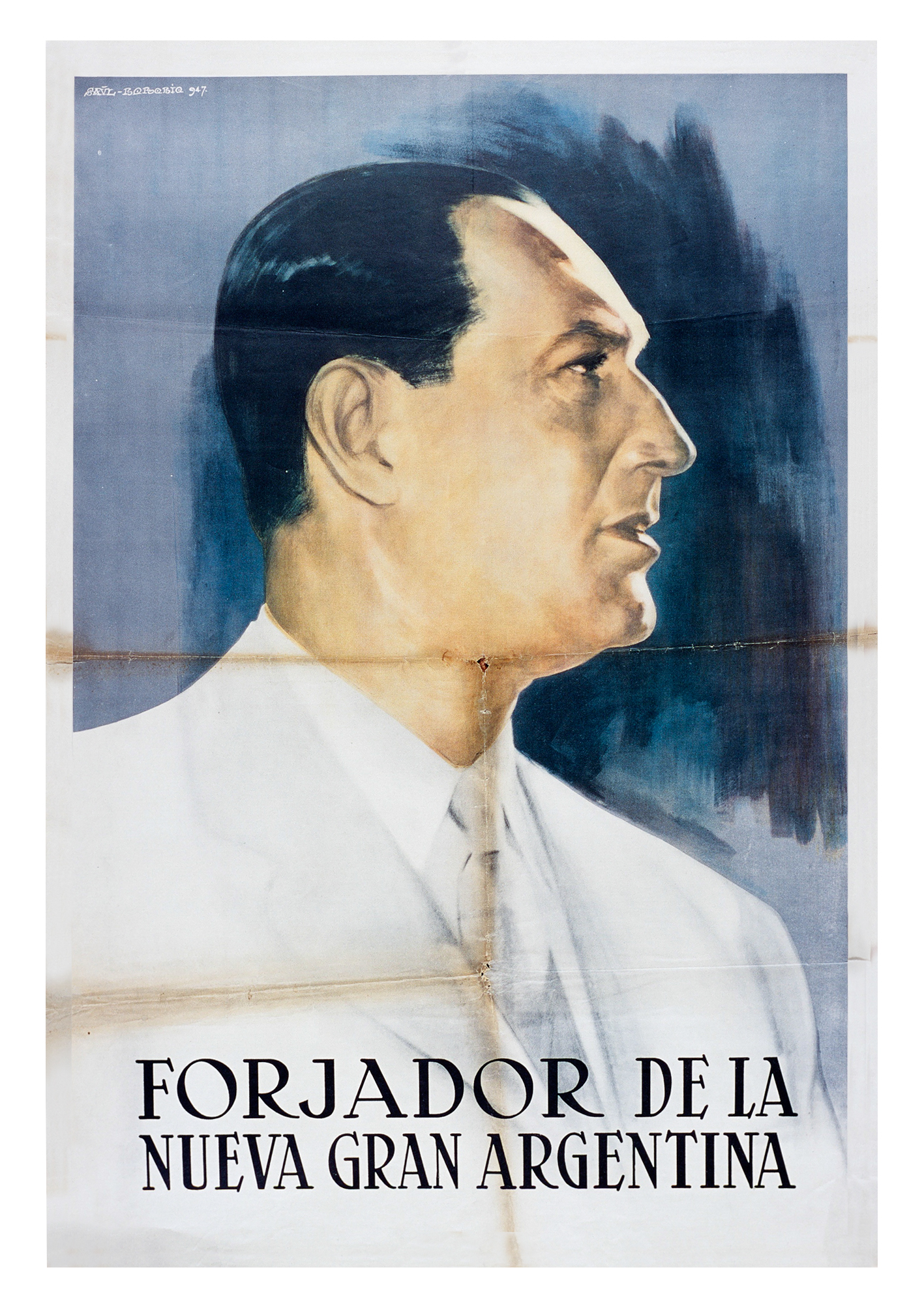
Forjador de la Nueva Argentina (Forgeur de la nouvelle Argentine, 1948), affiche conçue par Raúl Manteola et exposée au musée du Bicentenaire à Buenos Aires.

En 1946, le Dr Ramón Carrillo fut nommé secrétaire à la Santé publique, puis en 1949, après qu’eurent été créés de nouveaux ministères, devint ministre chargé de cette compétence. Dans l’exercice de sa fonction, il s’attacha à mener à bien un programme sanitariste axé sur la mise en place d’un système unifié de santé, à la fois préventif, curatif et d’assistance sociale, d’application universelle, et dans lequel l’État jouerait un rôle préponderant. Quoiqu’elle se heurtât à de grands obstacles, l’action gouvernementale se traduisit par une amélioration substantielle dans le domaine de la santé publique. Un de ces obstacles était la constitution ou la difficile intégration des œuvres sociales des syndicats, en particulier de ceux ayant les plus grands nombres d’affiliés, comme les syndicats de cheminots et d’employés de banque, et un autre était l’activité de la fondation Eva Perón, qui sur certains plans se recoupait avec celle de la Santé publique ; ces deux facteurs se conjuguaient contre le projet unificateur de Carrillo. Le nombre de lits d’hôpital, qui s’élevait à 66 300 en 1946 (4 pour 1 000 habitants), passa en 1954 à 131 440 (7 pour 1 000 habitants). Des campagnes furent mises sur pied pour lutter contre les maladies endémiques telles que le paludisme, la tuberculose et la syphilis, par l’usage à grande échelle du DDT pour la première et de la pénicilline pour les dernières, et l’on renforça la politique sanitaire dans les écoles en rendant obligatoire la vaccination dans les établissements scolaires. En 1942, quelque 6,5 millions d’habitants étaient approvisionnés en eau courante et 4 millions étaient raccordés au système d’égouts, et en 1955, le nombre de bénéficiaires s’était accru à 10 et 5,5 millions respectivement. La mortalité infantile, de 80,1 pour mille en 1943, baissa à 66,5 pour mille en 1953, tandis que l’espérance de vie, de 61,7 ans en 1947, grimpa à 66,5 ans en 1953.

#### Politique de la presse
Le gouvernement de Perón fut le premier gouvernement argentin à mener une politique dans le domaine des moyens de communication. L’État organisa un monopole de l’information et un monopole des médias pour consolider son influence sur les masses. D’une part, le gouvernement limita trois libertés fondamentales de l’individu :
a) la liberté d’expression et ses deux variantes, la liberté de pensée et la liberté d’opinion ;
b) la liberté d’imprimer ;
c) la liberté de la presse.
D’autre part, le gouvernement rendit possible une structure oligopoliste du système médiatique par l’instauration d’un ensemble articulé de normes. Ce processus eut lieu dans un contexte de manipulation et de distorsion de l’information mises en œuvre tant par les médias favorables au gouvernement que dans ceux hostiles à Perón,.
Le cinéma fut stimulé par l’effet de trois mesures : l’obligation de projeter des films argentins dans tout le pays (loi 1299/47), la réglementation de la loi de protection de l’industrie cinématographique (décret 16688/50) et la protection de l’industrie cinématographique (décret 11731/52).
La loi sur le statut du journaliste professionnel promulguée en 1946 devait favoriser la presse écrite.
Quant à la télévision, la première émission fut réalisée par Canal 7 le 17 octobre 1951, avec la retransmission d’un rassemblement politique, tenu sur la place de Mai en commémoration du Jour de la Loyauté.
En 1953 fut adoptée la première loi argentine sur la radiodiffusion (no 14241/53), laquelle loi définit le service comme étant « d’intérêt public », porta création du ministère des Communications, prescrit un minimum de 70 % de capital national aux détenteurs de licence d’émission, décréta les licences pour une durée de 20 ans avec possibilité de prolongation sujette à l’approbation du ministère des Communications, et obligea à promouvoir l’action gouvernementale, l’instruction et la culture nationale, tout en n’apportant aucune restriction à la publicité. À l’article 24 de la loi, il était précisé que les dispositions du cahier des charges devaient être accomplies dans un délai de 45 jours suivant sa promulgation.
En juin 1954, par la voie du décret 9967/54, une licence fut octroyée aux trois chaînes de radio existant en Argentine (Radio el Mundo, LR3 et Primera Cadena Argentina de Broadcasting (es), et Radio Splendid), ainsi qu’à Canal 7, et deux autres licences à des stations de télévision. L’attribution des licences au travers du décret 17959/54 se fit au bénéfice de détenteurs de licence remplissant une condition implicite du cahier des charges, à savoir : correspondre à une structure politique étatique ou familiale qui fût inconditionnellement en faveur de Perón. LR1 fut attribuée à la maison d’édition Haynes, présidée par Oscar Maroglio (ancien président de la Banco de Crédito Industrial, propriété de l’État), LR3 à l’Association de promoteurs de la téléradiodiffusion, dirigée par Jorge Antonio, ami personnel de Perón, et LR4 au quotidien La Razón, que présidait Miguel Miranda (es), ancien président du Conseil économique et social.

#### Politique extérieure

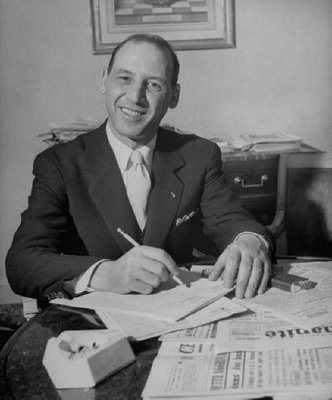
Juan Atilio Bramuglia, ancien dirigeant syndical de l’Union ferroviaire d’allégeance socialiste et fondateur du péronisme, fut le premier des ministres des Affaires étrangères du président Perón et sera à l’origine de la doctrine péroniste de la troisième position face à l’affrontement entre les États-Unis et l’Union soviétique au début de la Guerre froide.

En 1946, peu avant la fin de la Deuxième Guerre, qui hissa les États-Unis au rang de plus grande puissance mondiale, l’Argentine se trouvait dans une situation d’isolement international à cause justement de sa confrontation avec les États-Unis, qui s’explique par de multiples raisons. L’année d’auparavant, l’Argentine avait été absente de la Conférence interaméricaine, qui s’était clôturée par la signature de l’acte de Chapultepec, les États-Unis ayant en effet bloqué la reconnaissance du gouvernement du président Farrell, de qui Perón était le vice-président. Après l’accession de Perón à la présidence, ces tensions avec les États-Unis s’étaient poursuivies sans changements substantiels.
Le premier des ministres des Affaires étrangères nommés par Perón fut l’avocat syndical de formation socialiste Juan Atilio Bramuglia, un des fondateurs du péronisme. La première mission qu’il lui confia fut de remédier à la situation d’isolement de l’Argentine. Dans ce contexte fut élaboré la troisième position justicialiste, attitude philosophique, politique et internationale de prise de distance tant avec le monde capitaliste qu’avec le camp communiste. Ce fut Perón lui-même qui ébaucha pour la première fois la signification de la troisième position justicialiste dans son Message à tous les peuples du monde prononcé le 16 juillet 1947, lorsqu’il échut à l’Argentine de présider le Conseil de sécurité lors de la première crise en date de la Guerre froide, le blocus de Berlin. Le message de Perón fut retransmis par plus de mille stations de radio de par le monde, y compris par la BBC de Londres :

« Les efforts pour atteindre la paix internationale doivent se réaliser sur la base de l’abandon des idéologies antagonistes et de la création d’une conscience mondiale de ce que l’homme est au-dessus des systèmes et des idéologies, et qu’il n’est donc pas acceptable que l’humanité soit détruite en holocauste d’hégémonies de droite ou de gauche. »

— Juan Domingo Perón
Plus tard, dans son discours d’ouverture des séances du Congrès national, prononcé le 1er mai 1952, il devait développer plus avant ce concept :

« Jusqu’à ce que nous proclamions notre doctrine, se dressaient triomphants face à nous l’individualisme capitaliste et le collectivisme communiste étendant l’ombre de leurs ailes impériales sur tous les chemins de l’humanité. Aucun d’eux n’avait réalisé, ni ne pouvait réaliser le bonheur de l’homme. D’un côté, l’individualisme capitaliste soumettait les hommes, les peuples et les nations à la volonté omnipotente, froide et égoiste de l’argent. De l’autre côté, le collectivisme, derrière un rideau de silence, soumettait les hommes, les peuples et les nations au pouvoir écrasant et totalitaire de l’État [...]. Notre propre peuple avait été assujetti pendant plusieurs années aux forces du capitalisme intronisé dans le gouvernement de l’oligarchie et avait été exploité par le capitalisme international [...]. Le dilemme qui se présentait à nous était catégorique et, à ce qu’il semblait, définitif : ou nous continuions sous l’ombre de l’individualisme occidental, ou nous avancions par la nouvelle voie collectiviste. Cependant, aucune de ces deux solutions n’était appelée à nous emmener à la conquête de la félicité que notre peuple méritait. C’est pourquoi nous décidâmes de créer les nouvelles bases d’une troisième position que nous permît d’offrir à notre peuple un autre chemin qui ne le conduirait pas à l’exploitation et à la misère [...]. Ainsi naquit le Justicialisme, par la suprême aspiration à un haut idéal ― le Justicialisme créé par nous et pour nos enfants, comme une troisième position idéologique tendant à nous libérer du capitalisme sans tomber dans les griffes opprimantes du collectivisme. »

— Juan Domingo Perón, 1er mai 1952
La troisième position argentine fut promue par Bramuglia d’abord, par ses successeurs au ministère des Affaires étrangères ensuite, dans une attitude pragmatique et en évitant de se confronter aux États-Unis. Peu après son accession au pouvoir, Perón envoya au Congrès pour ratification l’acte de Chapultepec (alliance panaméricaine, ancêtre direct de l’OEA) et le traité de création de l’Organisation des Nations unies. Le Sénat approuva ensuite la ratification à l’unanimité, mais à la chambre des députés, l’opposition radicale proposa de rejeter les deux traités et décida de s’abstenir lors du vote, aux côtés de sept députés du parti gouvernemental. Le député radical Ernesto Sanmartino (es) déclara que « le premier devoir des représentants argentins à l’assemblée des Nations unies sera de mettre en œuvre ces réformes urgentes et fondamentales, afin d’y faire admettre le principe d’universalité, d’égalité absolue de tous les États, d’abolition du véto, de rénovation démocratique du Conseil de sécurité et d’élargissement des compétences de l’Assemblée générale, qui doit être souveraine en toutes ces matières pour s’accorder à une pensée élevée et à une construction démocratique définie, pour en finir avec la vassalisation coloniale ». Son compagnon de strapontin Luis Dellepiane s’interrogea : « Qu’est-ce qui peut nous amener à nous lier à cet édifice (l’ONU) qui s’écroule ? Quoi donc peut nous amener à nous impliquer dans cette instance, où n’est jamais prononcée la moindre parole de paix lors des débats qui se tiennent au Conseil de sécurité ? ». Arturo Frondizi souligna que l’on remettait aux mains de gouvernements étrangers « nos décisions de guerre et de paix, nos ressources économiques et jusqu’à la valeur de notre monnaie » et qu’il ne pouvait soucrire sans réserves ni au pacte des Nations unies, ni aux actes de Chapultepec. Il y a là, argua-t-il, des obligations de toute sorte que l’Argentine ne pourra pas remplir ; si les accords de Chapultepec étaient fidèlement mis à exécution, on pourrait être conduit à détruire non seulement la formation d’une conscience nationale, mais aussi la formation du pays d’un point de vue économique, financier, militaire et culturel.
En 1947, l’Argentine signa le Traité interaméricain d'assistance réciproque (TIAR, ou traité de Rio), après avoir tenté en vain de convaincre les pays latino-américains que les décisions militaires eussent à être prises à l’unanimité. En 1947, l’Argentine remporta un succès international en se faisant élire membre pour deux années du Conseil de sécurité de l’ONU, et assuma même la présidence de celui-ci en 1948, au moment où l’on eut à traiter le conflit provoqué par le blocus de Berlin ; cette tâche fut alors confiée à Bramuglia, qui mit en œuvre une politique active de médiation entre les deux camps. Le 3 juin 1947, dans un geste sans précédent, le président Truman invita l’ambassadeur argentin, le Dr Oscar Ivanissevich, à se rendre à la Maison-Blanche, où l’on conversa aimablement, en l’absence visible de Braden, qui avait démissionné deux jours auparavant. L’Argentine établit sans délai des relations diplomatiques avec l’Union soviétique, et dans la suite engagea des pourparlers commerciaux et conclut des accords de commerce avec la Roumanie, la Bulgarie, la Pologne, la Tchécoslovaquie et la Hongrie.
Ce nonobstant, les États-Unis continuèrent d’agir au préjudice de l’Argentine, notamment en interdisant que les fonds du plan Marshall fussent employés à acheter des céréales et de la viande argentines. En particulier, la troisième position adoptée par l’Argentine fut jugée « défavorable » aux intérêts des États-Unis. Un mémorandum du Département d’État des États-Unis du 21 mars 1950 porte en effet :

« Il y a une dimension de la politique argentine dénommée 'la troisième position' qui est défavorable aux intérêts des États-Unis. Quand il fut publié pour la première fois à la mi-1947, ce concept paraissait être une indication que l’Argentine ne souhaitait suivre ni les États-Unis capitalistes, ni la Russie communiste dans les questions mondiales, mais choisissait au contraire une ligne indépendante. D’autres pays furent invités à s’unir avec l’Argentine dans un troisième groupe qui travaillerait pour la paix et qui freinerait la tendance à la guerre entre les deux blocs. Ultérieurement toutefois, le président Perón nous a assuré que la 'troisième position' est une politique d’en temps de paix et un 'recours politique' qui n’aurait aucun effet si les États-Unis et l’URSS entraient en guerre, auquel cas l’Argentine déclarerait la guerre immédiatement aux côtés des États-Unis. Quelles que soient les intentions de Perón, les propagandistes argentins de la 'troisième position' ont endommagé les relations entre les États-Unis et l’Argentine dans une mesure moindre qu’ils n’ont été la cause d’embarras pour les États-Unis dans leurs relations avec les autres républiques américaines. En Argentine et à l’étranger, ils ont vilipendé Moscou et son influence internationale, mais ont attaqué avec une sévérité égale, sinon plus grande, l’'impérialisme yankee' et 'Wall Street' pour diverses supposées activités dans l’hémisphère occidental. Notre politique sera de contrecarrer cette propagande partout où ce sera possible. Au travers de canaux diplomatiques, nous signalons à Perón et à ses représentants que si le gouvernement argentin est sincère dans le désir qu’il professe de collaborer avec les États-Unis contre le communisme, il doit s’abstenir d’affaiblir la cause de la démocratie par des attaques contre les États-Unis. »

Une autre question internationale de cette époque qui suscite des controverses entre les historiens est l’entrée sur le territoire de l’Argentine et d’autres pays sud-américains de nombreux nazis en fuite pendant et après la Deuxième Guerre mondiale, notamment Adolf Eichmann, Joseph Mengele, Erich Priebke, Dinko Sakic, Josef Schwammberger, Gerhard Bohne, Walter Kutschmann (en) et Ante Pavelic,. Durant la même période, à la suite du renversement du colonel Gualberto Villarroel en juillet 1946, l’Argentine accueillit plusieurs exilés politiques venus de Bolivie, comme p.ex. Víctor Paz Estenssoro, Augusto Céspedes (es), Carlos Montenegro (es) et le général Alfredo Pacheco Iturri.

#### Égalité entre hommes et femmes

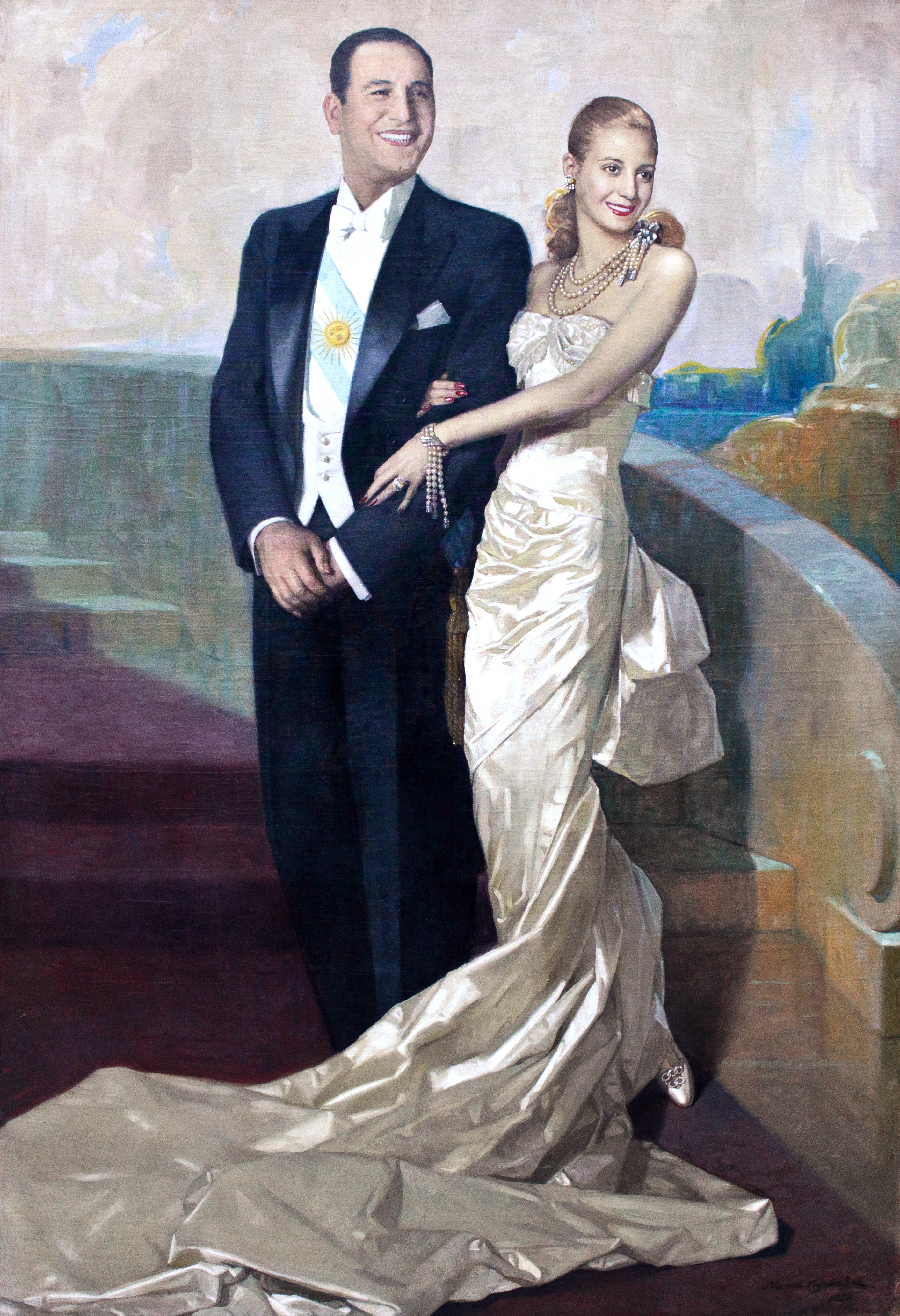
Juan Domingo Perón aux côtés de son épouse Eva Duarte, qui fut la principale promotrice des droits de la femme en Argentine. Ce tableau de Numa Ayrinhac, exposé au museo du Bicentenaire à Buenos Aires, est le seul portrait officiel d’un président argentin où il est représenté accompagné de la Première dame.

Sous le premier gouvernement de Perón eut lieu un changement historique au regard de la reconnaissance des droits de la femme. Les nouveaux droits sociaux, ainsi que le droit de vote des femmes approuvé en 1947, mirent fin à la marginalisation politique de la femme en Argentine et furent inscrits dans la charte juridique suprême du pays.

##### Le droit de vote des femmes
En 1947 fut adoptée la loi reconnaissant à toutes les femmes à partir de 18 ans le droit de vote et le droit d’éligibilité, instaurant ainsi le suffrage universel en Argentine. Ce droit avait déjà été reconnu dans la province de San Juan, par la réforme constitutionnelle de 1927. À l’échelon national, le suffrage féminin était réclamé par les femmes depuis 1907, c’est-à-dire depuis le moment où Alicia Moreau et d’autres femmes fondèrent le Comité Pro Sufragio Femenino. Cependant, ni l’Union civique radicale, ni les conservateurs n’avaient soutenu institutionnellement cette revendication et les projets présentés en ce sens avaient été systématiquement rejetés.
Toutefois, il y eut des résistances au droit de vote des femmes, y compris au sein du péronisme, et c’est à cet égard qu’Eva Perón (Evita) joua un rôle important. Après le 17 octobre 1945, sur proposition d’Evita, Juan Perón, en sa qualité de vice-président, tenta de faire sanctionner la loi sur le vote féminin, mais les résistances tant à l’intérieur des Forces armées au gouvernement que dans l’opposition, qui accusait les péronistes d’arrière-pensées électoralistes, feront capoter cette tentative. Un autre facteur était qu’avant le 24 février 1946, l’influence d’Evita au sein du péronisme était encore relativement faible.
Au lendemain des élections de 1946, Evita se mit à mener ouvertement campagne en faveur du droit de vote des femmes, sous forme de rassemblements de femmes et de discours radiophoniques, en même temps que son influence dans le péronisme s’accroissait. Le projet de loi fut présenté aussitôt après la mise en place du gouvernement constitutionnel (le 1er mai 1946). Bien qu’il s’agît d’un texte très court, ne comportant que trois articles, qui en pratique n’eût dû donner lieu à aucune discussion, le Sénat argentin ne donna sa demi-sanction au projet que le 21 août 1946, et il fallut attendre plus d’un an encore avant que la Chambre des députés ne vînt sanctionner, le 9 septembre 1947, la loi no 13.010 établissant l’égalité en droits politiques entre hommes et femmes. La loi énonce textuellement :

« Article premier : Les femmes argentines auront les mêmes droits politiques et seront assujetties aux mêmes obligations que [les droits et obligations que] les lois accordent ou imposent aux hommes argentins.
Article deuxième : Les femmes étrangères résidant dans le pays auront les mêmes droits politiques et seront assujetties aux mêmes obligations que [les droits et obligations que] les lois accordent ou imposent aux hommes étrangers, au cas où ceux-ci auraient de tels droits politiques.
Article troisième : À la femme s’appliquera la même loi électorale qu’à l’homme, et il y aura lieu de les mettre en possession du livret civique correspondant, comme document d’identité indispensable à tous les actes civils et électoraux. »

##### Égalité juridique des époux etpatria potestad

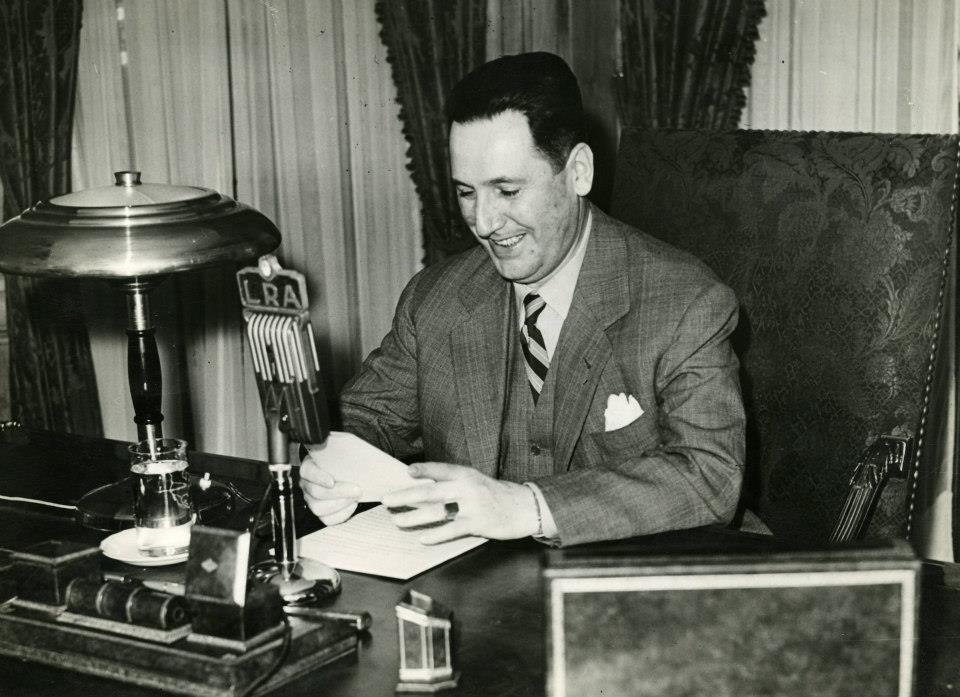
Perón parlant en direct à la LRA Radio Nacional depuis son bureau (photo: AGN).

L’instauration de l’égalité politique entre hommes et femmes fut complétée par l’« égalité juridique des conjoints et la patria potestad  partagée », garantie désormais par l’article 37 (II.1) de la Constitution de 1949 (es). Le texte aurait été rédigé directement par Eva Perón.
En 1955, à la suite du renversement de Perón par un coup d’État civico-militaire, le nouveau pouvoir amenda la Constitution, abolissant la garantie d’égalité juridique entre homme et femme dans le régime matrimonial et réinstaurant la priorité de l’homme sur la femme. La réforme constitutionnelle de 1957 négligea ensuite de réinscrire cette garantie dans la constitution, et la femme argentine restera discriminée légalement jusqu’à ce que le gouvernement de Raúl Alfonsín adoptât la loi de patria potestad partagée en 1985.

#### Politique sociale et ouvrière
Entre autres réformes sociales et politiques menées sous son premier gouvernement, Perón supprima la loi établissant la discrimination entre enfants légitimes et illégitimes, et lança un vaste projet de construction de logements pour travailleurs. En 1951, la station LR3 Televisión Radio Belgrano, actuellement dénommée Canal 7 commença à émettre.
Sous le premier gouvernement péroniste, la composante salariale du revenu national dépassa pour la première fois dans l’histoire du pays les revenus obtenus au titre de gains, intérêts et rente de la terre. En 1948, ladite composante s’éleva à 53 %, contre 47 % pour ces derniers, situation qui se compare favorablement avec celle d’il y avait seulement un lustre, quand les travailleurs percevaient 44,4 % et les entrepreneurs, détenteurs de capitaux et rentiers 55,6 % du revenu national.

##### Programmes ouvrier et industriel
Fortement influencé par la doctrine sociale de l'Église et notamment par les encycliques Rerum Novarum de 1891 et Quadragesimo Anno de 1931, Perón poursuivit des politiques dont le but était de donner plus de poids politique et économique à la classe ouvrière. Il permit l’explosion du nombre d’ouvriers syndiqués et aida à la création de la puissante Confederación General del Trabajo (CGT, Confédération Générale du Travail, fondée la première fois en 1930).
Il appelait cette politique la « troisième voie » entre le capitalisme et le communisme, bien qu’il fût fortement anti-américain et anti-britannique. Malgré ses ressemblances avec certains points de la doctrine sociale de l'Église et surtout de la démocratie chrétienne, le péronisme s’en distingue nettement, à la fois par son mode de gouvernement autoritaire, et aussi en raison du conflit avec l’Église dans lequel s’engage Perón à partir de 1954, à la suite de la légalisation sur le divorce.
Afin de, selon lui, valoriser les travailleurs, Perón va aussi, le 24 février 1947, mettre sur le papier la « Déclaration des droits du travailleur ». Ce document, aussi appelé la « Décalogue du travail » comprend 10 points, où chacun représente un droit reconnu aux travailleurs. Selon les juristes, cette déclaration représentait un idéal de société qui venait combler les insuffisances de la « Déclaration des droits de l'Homme ». Ce texte justicialiste (doctrine de Perón) se voulait un intermédiaire entre le communisme et le libéralisme. Il détermine les droits des travailleurs et précise les obligations qui doivent être respectées par la société, les entreprises et les employeurs envers les travailleurs. Des nouvelles normes furent mises en place pour améliorer les conditions de travail, mettant l’accent sur une qualité de vie acceptable (disposition d’un logement, d’une tenue et d’une nourriture adéquats). Pour Perón, les travailleurs étaient une de ses priorités. Il croyait qu’en développant davantage l’économie, le niveau de vie et de travail allait augmenter et ainsi contribuer à l’amélioration de la qualité de vie des travailleurs. La famille étant également capitale pour Perón, il fit rédiger une déclaration solennelle des « Droits de la Famille » et modifia dans ce sens la Constitution en 1949. Par ce document, l’État s’engageait à adopter les mesures nécessaires afin de protéger la maternité et l’enfance.
Le justicialisme prônait une redistribution plus juste des richesses ; l’historien Pierre Lux-Wurm indique :

« Droit à une juste rétribution – La richesse, la rente, et l’intérêt du capital étant le fruit exclusif du travail humain, la communauté doit organiser et activer les sources de production, de façon à rendre possible et garantir au travailleur une rétribution morale et matérielle qui puisse satisfaire ses nécessités vitales et qui compense le rendement obtenu et l’effort réalisé. »

Perón savait que la richesse était une des motivations principales au travail pour l’être humain, mais il considérait toutefois que chacun devait être récompensé en fonction du travail et des efforts consentis. Il pratiqua le dirigisme, système où l’État intervient et oriente l’économie, dans un but de redistribution des ressources. Perón apparaît comme le protecteur des travailleurs, qui leur donna un rôle actif fondamental dans la structure de l’État. Il précisa le sens de la Déclaration des droits du travailleur en 1947 : « Dans la nouvelle Argentine, le travail est un droit, mais c’est aussi un devoir parce qu’il est juste que chacun pour le moins produise ce qu’il consomme ».
Par ailleurs, Perón croyait que les travailleurs devaient être utilisés à leur plein potentiel. La contribution de chacun permet aux capitaux de s’accroître, et la société doit donc encourager de telles initiatives : « Droit à l’amélioration économique […], la société doit appuyer et favoriser les initiatives des individus qui tendront vers ce but, et stimuler la formation et l’emploi de capitaux […] ». C’est grâce à un effort collectif que la productivité ira augmentant. Il mit en avant la motivation des travailleurs pour développer l'économie.
D'autres déclarations suivirent : des « Droits de l'Éducation et de la culture », aux « Droits de l’Enfance » etc.

##### Programme social et influence d'Eva Perón
La figure d’Eva Perón contribuera fortement à l’image sociale du premier péronisme et à sa popularité dans les classes les plus pauvres de la population. Venant d'un milieu modeste, elle suscita l’antipathie de l’élite mais sera rapidement plébiscitée par les pauvres pour son travail en faveur des malades, des personnes âgées et des orphelins. C'est à son influence que l’on attribue le droit de vote des femmes accordé en 1947 et la création d’une aile féministe au sein du 3e Parti, le Parti péroniste féminin. Simultanément aux plans quinquennaux de Perón, elle soutint le mouvement féminin qui se concentrait sur les droits des femmes, des pauvres et des malades,.
Elle créa la Fondation Eva Perón en 1948, qui sera peut-être sa plus grande contribution à la politique sociale de son mari. Bénéficiant d’un budget annuel d’environ 50 millions de dollars (près de 1 % du PIB à l’époque), la Fondation réunissait 14 000 employés et fonda des centaines de nouvelles écoles, cliniques, maisons de retraite et centres de vacances. Elle distribua également des centaines de milliers de produits ménagers, de bourses d’étude, organisa des visites de médecins, entre autres avantages. Parmi les plus connus des nombreux grands projets de construction de la Fondation figurent le développement de Ciudad Evita, cité dans la banlieue sud de Buenos Aires (25 000 foyers) et la République des Enfants, parc à thème inspiré des contes de Grimm. En 1955, après l’éviction de Perón, vingt projets de construction seront abandonnés inachevés et la dotation de la fondation sera liquidée,.

#### Politique énergétique

Logotype de l’entreprise publique Gas del Estado.

Juan Perón reprit le fil de la politique energétique d’inspiration nationaliste qu’avait impulsée le président Yrigoyen avec la création en 1922, après nationalisation du secteur des hydrocarbures, de la société YPF ― mesure de nationalisation que viendra entériner l’article 40 de la constitution péroniste de 1949 actant la nationalisation des gisements pétroliers et faisant de l’entreprise YPF un monopole d’État. En six ans de gouvernement, on parvint, au moyen d’une politique de subvention à la consommation, à augmenter de 50 % la production nationale de petrole, pour atteindre 84 % du total du brut extrait dans le pays. Néanmoins, ne réussissant pas à assurer l’autosuffisance, on dut faire appel à l’importation, et 54 % seulement du pétrole consommé en Argentine était d’origine nationale. C’est pourquoi Perón signa le 11 décembre 1947 un contrat entre YPF et l’entreprise pétrolière américaine Drilexco en vue de l’exploration de quarante puits de pétrole, compte tenu que les ressources dont disposait l’État argentin ne suffisaient pas à assurer l’autosuffisance. Le président demanda au Congrès une loi d’investissements dans le secteur pétrolier. Cependant, il y eut d’âpres débats au Congrès national, y compris sur les bancs du parti gouvernemental, beaucoup considérant que la loi violait les principes de la constitution péroniste, et le législateur John William Cooke fut un notable opposant à cette loi. La loi fut néanmoins adoptée en 1953, nonobstant que subsistât la crainte que, sous la nouvelle réglementation, des concessions abusives pussent être accordées à des compagnies pétrolières étrangères. Au début du deuxième mandat de Perón en 1952, l’Argentine se trouvait dans une crise énergétique aiguë : YPF était très loin de pouvoir seul approvisionner le pays en combustible, et devait en conséquence importer environ 60 %, ce qui provoqua en 1954 la première crise de la balance des paiements. En 1954, le général Perón conclut également avec l’entreprise américaine California Oil un accord prévoyant l’exploitation d’une vaste zone de gisements dans le sud de l’Argentine. Accusé de violer la souveraineté argentine, le contrat suscita de dures critiques et restera sans effet après la coup d’État qui renversa Perón en 1955,.
L’entreprise de distribution de gaz Gas del Estado, fut créée en janvier 1946, et le premier gazoduc raccordant la ville de Comodoro Rivadavia avec Buenos Aires entra en service le 29 décembre 1949,. Ce gazoduc fut le premier de son espèce en Amérique du Sud et, d’une longueur de plus de mille six cents kilomètres, était pour lors le plus long du monde, construit au surplus sans financement étranger. Cependant, après le coup d’État de septembre 1955, les valves et terminaux nécessaires à rendre le gazoduc capable de transporter le gaz jusque dans les foyers ne seront plus construits.
Durant ses années d’exil, Perón déclara à propos d’YPF :

« Je crois qu’YPF n’a ni la capacité organisationnelle, ni la capacité technique, ni la capacité financière pour un effort de cette nature. Les systèmes employés en Argentine s’écartent fort des nouvelles méthodes modernes d’exploration, de prospection, de forage et d’exploitation rationnelle des gisements. Les coûts de production d’YPF sont absolument anti-économiques. Faire de cela une affaire d’amour-propre est dangereux et stupide [...]. Ces nationalistes d’opérette ont fait autant de mal au pays avec leurs stupidités que les colonialistes avec leur impétuosité. Les quelques négatifs et les positivistes excessifs représentent deux fléaux pour l’économie du pays. »

— Juan Domingo Perón.

#### Grève ferroviaire de 1950 et 1951

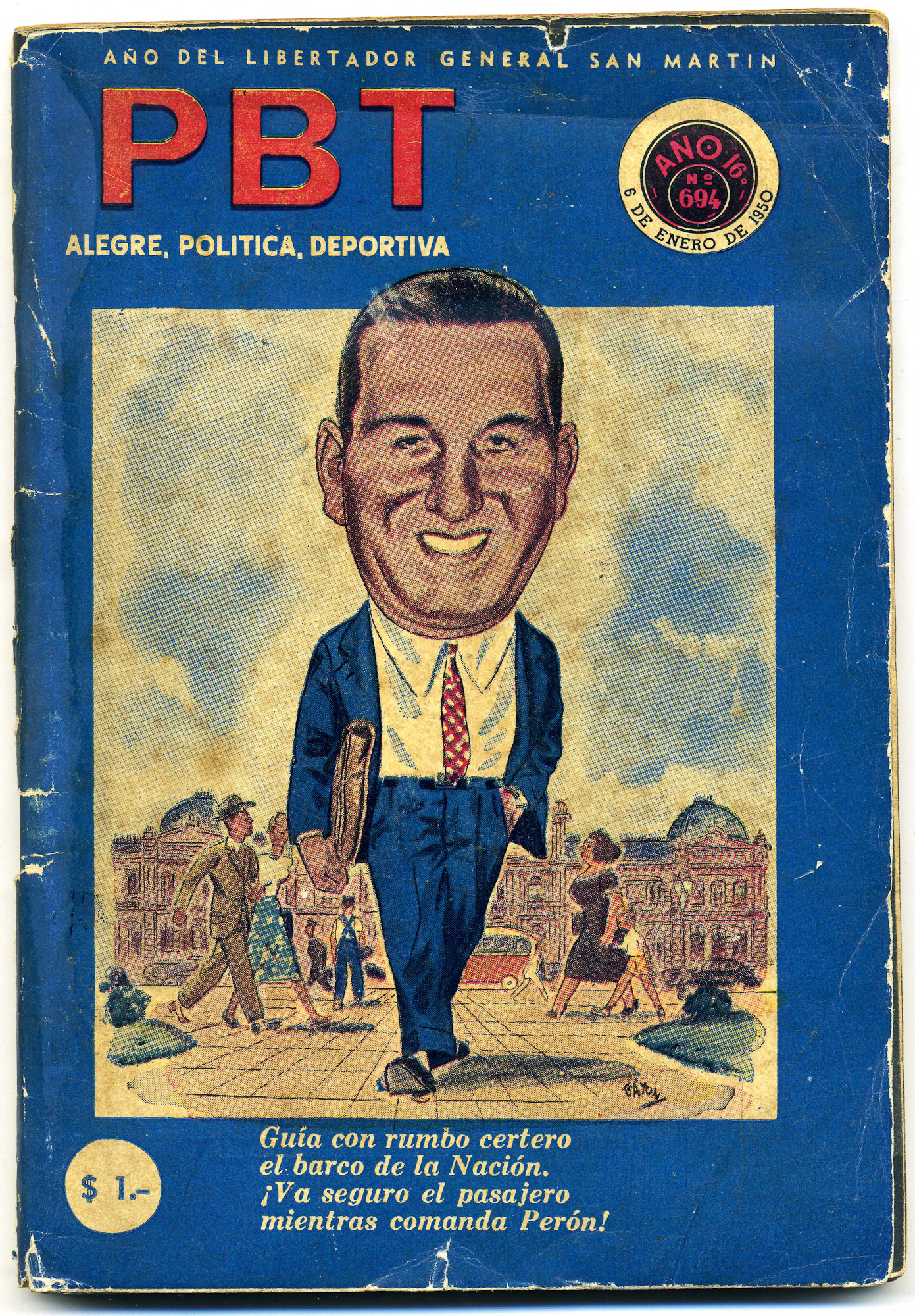
Couverture de la revue satirique argentine PBT. Cette revue, qui appuyait ostensiblement Perón, présentait invariablement sur sa page de couverture quelque caricature en rapport avec Perón, réalisée par Narciso Bayón et assortie d’une strophe rimée.

De novembre 1950 à janvier 1951 eurent lieu en Argentine trois grèves consécutives, décidées par les travailleurs des Ferrocarriles Argentinos, entreprise d’État récemment créée. Le mouvement, qui eut pour motif initial une revendication salariale, se développa en marge des instances du syndicat Unión Ferroviaria, qui pourtant regroupait la majorité des salariés de cette activité,.
L’agitation provoquée par la baisse des salaires réels des cheminots et l’inaction de leurs dirigeants, qui quelques jours avant la grève avaient affirmé que « toute tentative de perturber la vie interne du secteur ferroviaire [était] une attaque à la Patrie, au justicialisme et au général Perón » déterminèrent les ouvriers à élire, lors d’une assemblée, une Commission consultative d’urgence pour coordonner les actions et les négociations, et à lancer un mouvement de grève le 15 novembre 1950,. Dans le cours du conflit une discussion se fit jour à propos de l’autonomie syndicale, jugée mise en péril par la position, ouvertement favorable au gouvernement et peu attentive aux revendications de la base, adoptée par les instances dirigeantes,. Le syndicat des machinistes La Fraternidad, qui ne prit pas part aux actions, manifesta sa solidarité avec elles,.
La première grève fut déclenchée le 19 novembre 1950 et se prolongea sur cinq jours, jusqu’au 24 novembre, date à laquelle la Commission d’urgence arriva à un accord avec le ministre des Transports, le colonel Juan Francisco Castro, aux termes duquel les grévistes se voyaient octroyer une augmentation de 22 % en sus du salaire familial pour l’épouse et par enfant jusqu’à 18 ans,. En décembre, l’Unión Ferroviaria intervint dans huit de ses sections, tandis que le ministre des Transports réduisit les hausses de salaire qu’il avait accordées et que quelques-uns des ouvriers qui avaient participé à la grève furent licenciés et emprisonnés,. La Commission consultive d’urgence publia un communiqué réitérant la revendication d’un réaménagement des salaires de 550 à 700 pesos sur 10 ans (c’est-à-dire conformément à l’accord conclu), exigeant la levée des mesures disciplinaires et de représailles prises à la suite du conflit, et réclamant la démission du Comité directeur de l’Unión Ferroviaria,.
Le 14 décembre, une nouvelle grève fut déclenchée ; l’Unión Ferroviaria subit une intervention de la CGT, où ceux chargés de cette intervention, qui étaient étrangers au secteur ferroviaire,,, refusèrent de normaliser les sections ainsi que le demandaient les grévistes, pendant que les licenciements se poursuivaient et que la police réprimait les manifestations ouvrières, en mettant en détention un grand nombre de manifestants.
Le 20 décembre, les parties en cause parvinrent à un nouvel accord, qui rétablissait l’échelonnement de l’accord précédent, avec mise en œuvre du salaire familial pour l’épouse et pour chaque enfant jusqu’à l’âge de 15 ans. Dans le même temps, quelques-uns des grévistes détenus dans le cadre du conflit commençaient à être remis en liberté.
Les négociations se poursuivirent, mais sans plus progresser. En désaccord avec la politique menée par le secrétaire aux Transports, le colonel Castro, Perón le poussa à démissionner le 16 janvier 1951,, et le 23 janvier, le Congrès extraordinaire des délégués des différents réseaux ferroviaires proclama la grève pour une durée indéterminée à partir de cette date, exigeant : 1) l’application immédiate du barème modifié pour les ouvriers et les garde-barrière ; 2) la modification immédiate du barème en vigueur avec la participation de la Commission consultive d’urgence ; 3) la cessation de l’intervention cégétiste et la tenue d’élections syndicales avant un délai de 60 jours. Les autorités gouvernementales rejetèrent en bloc cette plateforme de revendications et déclarèrent la grève illégale, sans cependant en obtenir la cessation. Le ministère des Transports publia le même jour un communiqué annonçant que les travailleurs qui ne se présenteraient pas au travail seraient immédiatement remplacés,,.
Dans un discours prononcé le 24 janvier, Perón affirma, se référant aux travailleurs des chemins de fer : « Celui qui ira travailler, se trouvera mobilisé, et celui qui n’ira pas, passera en jugement et se rendra dans les casernes pour être jugé par la justice militaire, conformément au code de justice militaire ». Le lendemain 25 janvier, Perón décréta la mobilisation militaire des ouvriers cheminots, sous l’autorité de l’armée. Près de deux mille travailleurs furent détenus et quelque trois cents gardés en prison ; trois jours après, les grévistes se remettaient au travail. Deux milliers d’entre eux seront cependant limogés,. Le 20 juin 1951, Perón amnistia 611 ouvriers mis en examen, mais 24 restèrent en détention.

#### Actes de violence
Les deux premières présidences de Perón se sont caractérisées par une violence croissante. Si les péronistes dénonçaient les actions racistes, de haine sociale, putschistes et terroristes des anti-péronistes, actions se concrétisant par des assassinats, des massacres et des coups d’État, les anti-péronistes pour leur part dénonçaient les tortures policières, les détentions arbitraires, la violation de la liberté de la presse et de la liberté d’expression, et les assassinats politiques résultant de l’action ou de la complaisance du gouvernement.
Parmi les actes de violence commis par le gouvernement, les plus souvent cités sont : l’attentat contre le syndicaliste Cipriano Reyes en 1947 et sa subséquente détention et condamnation sur l’accusation de faire partie d’un complot putschiste ; les tortures pratiquées par la police fédérale à l’encontre de plusieurs opposants, dont Ernesto Mario Bravo, Luis Vila Ayres, Juan Ovidio Zavala, Roque Carranza, Yolanda J. V. de Uzal, les frère et sœur María Teresa et Jorge Alfredo González Dogliotti ; les mises à pied d’enseignants universitaires anti-péronistes ; la détention de députés de l’opposition comme Ricardo Balbín, Ernesto Sanmartino et Alfredo Palacios ; les restrictions à la liberté d’expression et de la presse ; l’expropriation des journaux La Prensa et La Nueva Provincia ; la condamnation judiciaire pour irrévérence et l’emprisonnement de Michel Torino, propriétaire du quotidien El Intransigente de Salta ; l’incendie en avril 1953 du siège central et de la bibliothèque du Parti socialiste et d’autres locaux de partis non péronistes et du Jockey Club ; l’incendie d’églises du 16 juin 1955 ; la torture et l’assassinat du syndicaliste tucuman Carlos Aguirre par la police de Tucumán ; la mort sous la torture du médecin Juan Ingallinella.
Le gouvernement de Perón frappa les médias non péronistes par des mesures restrictives de la liberté d’expression et de la presse dirigées contre les médias non péronistes,,,, en même temps qu’il prit le contrôle de l’ensemble des stations de radio et qu’il favorisa la création d’organes de presse péronistes,.
Parmi les actes de violence les plus répréhensibles commis par les anti-péronistes, on relève : la détention de Perón et le plan visant à l’assassiner d’octobre 1945 ; le projet de coup d’État de février 1946 ; la généralisation d’expressions publiques de haine et de discrimination telles que « alluvion zoologique », « graisses », « têtes noires » (cabecitas negras), « oreillons populistes », ou « Vive le cancer ! », au moment où Eva Perón était mourante des suites de cette maladie ; la création de commandos civils terroristes ; le coup d’État du 28 septembre 1951 ; l’attentat terroriste du 15 avril 1953 sur la place de Mai ; le bombardement et mitraillage de la foule sur la place de Mai le 16 juin 1955, qui fit plus de 350 morts et 800 blessés ; le coup d’État de septembre 1955 qui renversa Perón et fut suivi de la dictature militaire dite Révolution libératrice ; la profanation, l’enlèvement et la disparition de la dépouille d’Eva Perón ; les exécutions et assassinats de péronistes en 1956, ayant entraîné la mort de dizaines de militaires, dont notamment le général de division Juan José Valle et les lieutenants-colonels José Albino Yrigoyen et Oscar Lorenzo Cogorno ; la mise hors la loi du péronisme décrétée en 1956 et les milliers de détentions et d’interdictions professionnelles contre des militants, artistes, sportifs, fonctionnaires et enseignants sympathisants du péronisme ; la mise sous tutelle militaire des syndicats en 1956 ; l’abrogation, par voie de proclamation militaire, de la Constitution de 1949 ; les restrictions à la liberté d’expression et de la presse ; l’annulation des élections de 1962 ; la disparition et la dissimulation du meurtre du syndicaliste Felipe Vallese en 1962 ; l’immobilisation, par la dictature militaire brésilienne et sur les instances du gouvernement argentin d’Arturo Illia, de l’avion dans lequel Perón se proposait de retourner en Argentine en 1964 ; la proscription du Parti péroniste entre 1955 et 1972 et de Perón lui-même jusqu’à 1973.
La haine mutuelle entre péronistes et anti-péronistes devait se prolonger pendant de longues années. En 1973, Perón et le dirigeant radical Ricardo Balbín s’étreignirent publiquement afin de faire comprendre à la population argentine la nécessité de mettre un terme à cette haine, avec un succès limité. Parmi nombre d’autres personnalités impliquées dans ces événements, le péroniste Antonio Cafiero ― qui exerça comme ministre de l’Économie de Perón ― et l’historien et homme politique radical Félix Luna ont fait part de leurs réflexions sur la violence politique réciproque entre péronistes et anti-péronistes :

« Félix Luna (1993) : C’était une atmosphère dans laquelle l’opposition était tenue comme si elle était une ombre négative dans le pays, un secteur qui, en raison de ce qu’il ne partageait pas les idées de la majorité, devait être rejeté à la marge du processus politique.
Antonio Cafiero (2003) : Les attentats terroristes de ce funeste après-midi marquèrent le début d’une étape de violence, de douleur et de mort qui allait s’étendre sur trente années d’histoire argentine. Ces vents semés dans l’après-midi du 15 avril amenèrent ces tempêtes ultérieures. Je dois le dire : ce furent les péronistes qui payèrent le tribut le plus élevé à cette ordalie. Car la violence eut deux visages. Celui du péronisme, à l’époque de la proscription et de l’exil (1955-1973), se caractérisa par une sorte de tartarinades verbales et par l’attaque de biens matériels symboliques, certes de très haute valeur et respectables. En revanche, celle de l’anti-péronisme se caractérisa par le terrorisme brutal et le mépris de la vie humaine. Les péronistes furent insolents. Mais l’anti-péronisme suintait la haine. Les péronistes fanfaronnaient ; les anti-péronistes fusillaient. Il fallut attendre vingt ans pour parvenir à la réconciliation entre péronistes et anti-péronistes que Perón et Balbín nous ont léguée. »

La dictature militaire installée en 1976, d’idéologie anti-péroniste, mena la violence politique au paroxysme du terrorisme d’État systématique. Après la restauration de la démocratie le 10 décembre 1983, la violence politique entre péronistes et anti-péronistes diminua substantiellement.

#### Réforme constitutionnelle
La réforme de la constitution argentine entreprise en 1949, sous le premier gouvernement de Perón, sera l’occasion d’inscrire dans le texte constitutionnel entre autres les droits du travail et les droits sociaux participant du constitutionnalisme social (Art. 37), ainsi que les bases juridiques permettant d’exproprier de grandes entreprises monopolistes (Art. 40). En même temps fut établie la réélection présidentielle illimitée (Art. 78). Cette Constitution sera abrogée par une proclamation du régime militaire issu du coup d’État de septembre 1955.

#### Droits politiques des habitants des territoires nationaux
Sous sa première présidence, Perón mit en train une politique visant à la reconnaissance des droits politiques dans les territoires nationaux (Chaco, Chubut, Formosa, La Pampa, Misiones, Neuquén, Río Negro, Santa Cruz et Terre de feu, Antarctique et Îles de l’Atlantique Sud), dont les habitants ne pouvaient pas élire leurs propres autorités, ni participer à l’élection des autorités nationales. En effet, jusque là ne détenaient de droits politiques que les seuls citoyens habitant les quatorze provinces alors existantes (Buenos Aires, Catamarca, Córdoba, Corrientes, Entre Ríos, Jujuy, La Rioja, Mendoza, Salta, San Juan, San Luis, Santa Fe, Santiago del Estero et Tucumán) et la capitale fédérale Buenos Aires.
L’article 82 de la Constitution de 1949 avait arrêté que les élections du président et du vice-président devaient s’accomplir par suffrage direct de tous les citoyens résidant dans les provinces, la capitale fédérale et les territoires nationaux (ou fédéraux). Jusqu’alors, le président et le vice-président étaient élus indirectement par les collèges électoraux provinciaux, dont les membres étaient élus par les seuls résidents des provinces concernées ou de la capitale fédérale. Afin de réglementer ce droit, Perón prit le décret no 17.821 du 10 septembre 1951, autorisant pour la première fois la participation des habitants des territoires nationaux à l'élection présidentielle de 1951, lors de laquelle les femmes argentines votèrent également pour la première fois.
Par ce même décret, Perón établit la fonction de délégué ― un pour chaque territoire national ― auprès de la Chambre des députés de la nation, élu par les citoyens de chacun de ces territoires. Les délégués avaient le droit de parole et de vote dans les commissions, mais n’avaient que le droit de parole aux séances plénières et n’entraient pas en ligne de compte pour le quorum. Perón disposa qu’à partir de 1951, les autorités des municipalités situées dans les territoires nationaux soient élues par le vote populaire direct.
Cette politique d’élargissement des droits politiques fut complétée par l’octroi du statut de province auxdits territoires, à l’effet notamment que les autorités en fussent élues par les habitants eux-mêmes. Par la loi no 14037 du 8 août 1951 les deux premiers territoires nationaux furent ainsi provincialisés : Chaco et La Pampa. Les nouvelles provinces se mirent en place quelques mois plus tard, à travers des assemblées constituantes, élues démocratiquement, qui adoptèrent leurs constitutions respectives ainsi que leur appellation, décidant en l’espèce de s’appeler Juan Perón et Eva Perón, respectivement. Pendant sa deuxième présidence seront adoptées les lois portant provincialisation de tous les autres territoires nationaux, encore que la dictature qui le renversa devait partiellement annuler cette décision, en rétablissant le territoire national de la Terre de feu.
Après le renversement de Perón en 1955, le gouvernement dictatorial abolit la constitution de 1949 et, restaurant le suffrage indirect pour l'élection présidentielle, en revint à retirer leurs droits politiques aux habitants des territoires nationaux. L’assemblée constituante de 1957, convoquée par la dictature, valida cette perte de droits.

### Deuxième mandat (1952-1955)

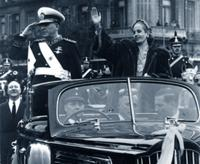
Perón avec Evita le 4 juin 1952, lors de sa deuxième investiture.

La révision de la constitution nationale de l’Argentine ayant rendu possible un deuxième mandat présidentiel, Perón put à nouveau présenter sa candidature en vue des premières élections nationales au suffrage universel direct, auxquelles les femmes étaient admises à voter, et remporta la victoire avec 62 % des suffrages.

#### Droits politiques des habitants des territoires nationaux
Sous sa deuxième présidence, Perón poursuivit son plan d’élargissement des droits politiques pour les habitants des territoires nationaux, en procédant à la provincialisation de tous les territoires nationaux encore restants : Chubut, Formosa, Misiones, Neuquén, Río Negro, Santa Cruz et Terre de feu (ces deux derniers fusionnés en une seule province, sous la dénomination de province de Patagonie). Ces mesures cependant furent partiellement annulées par la dictature instaurée après le renversement de Perón en 1955, laquelle restaura le territoire national de Terre de feu, dont les résidents seront ainsi frustrés des droits que la provincialisation venait de leur octroyer.

#### Crise économique

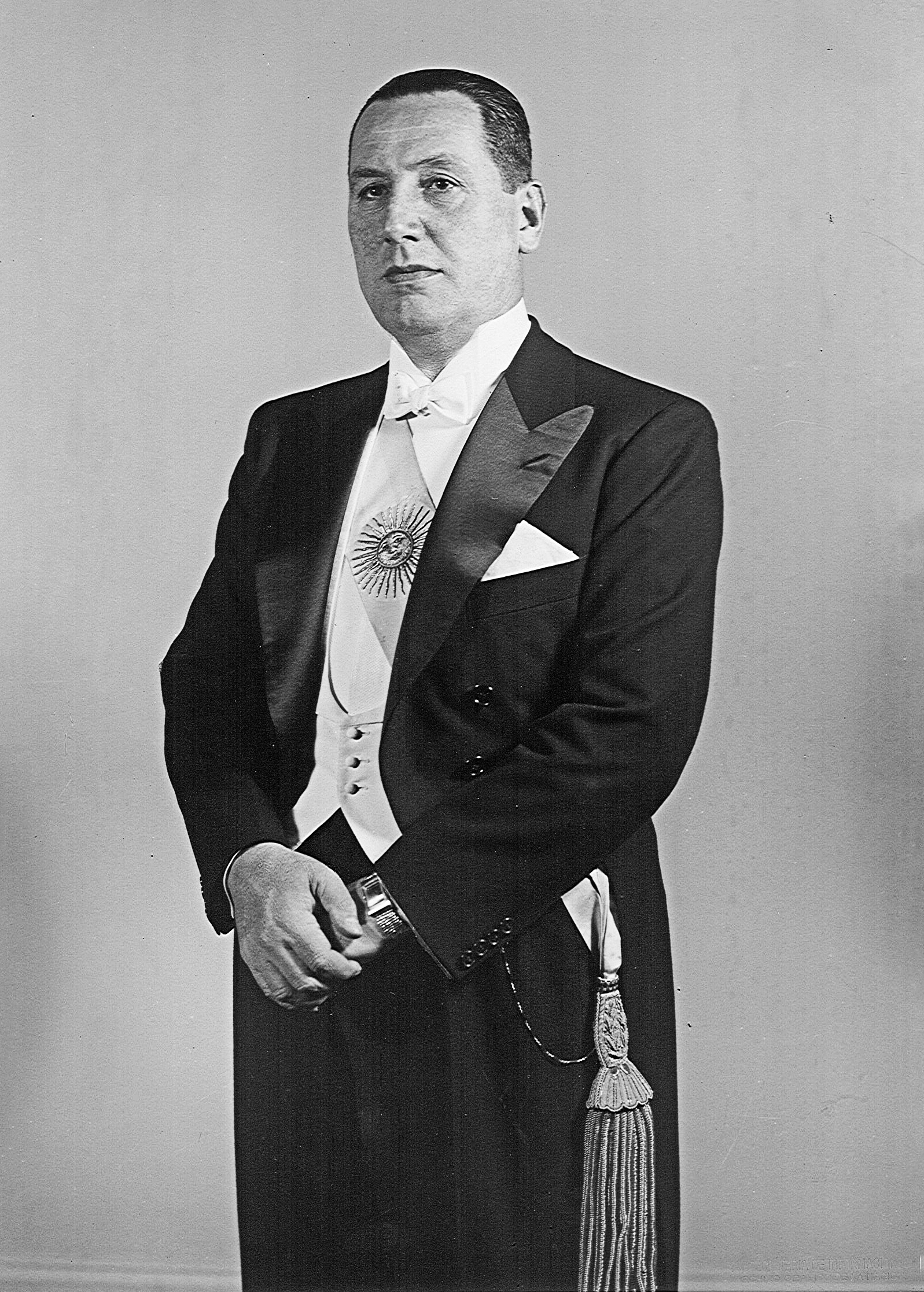
Le président Perón en 1952, entamant son deuxième mandat.

Dans un premier temps, l’immédiat après-guerre se caractérisa en Argentine par une croissance de 6 % par an, ainsi que par une nette augmentation de la production industrielle et de la consommation, ce dernier point constituant une conséquence palpable de l’amélioration des conditions de vie des classes populaires. Dès 1952, le régime fut confronté à une récession économique de grande ampleur. Les licenciements toucheront 40 000 travailleurs du textile et 25 000 travailleurs de l’industrie agro-alimentaire. L’effondrement des exportations agricoles, provoqué par une sévère sécheresse, joua un rôle déterminant dans cette récession : l’Argentine n’a plus les fonds nécessaires à l’importation des produits manufacturés indispensables à son industrie. Au surplus, en raison des différends politiques opposant les États-Unis et le gouvernement de Perón, les productions argentines furent explicitement exclues des marchés européens bénéficiaires du plan Marshall. Cet état de fait porta préjudice en particulier au secteur agraire argentin, très tributaire des exportations vers l’Europe, et contribua à accélérer la détérioration de l’économie du pays, détérioration qui s’était manifestée dès la fin de la première présidence de Perón. En 1952, le revenu moyen des ouvriers non qualifiés était de 20 % inférieur à celui de 1949. Le gouvernement péroniste doit lancer un programme d’austérité qui comprend le gel des revenus des travailleurs.
Ainsi, les résultats de cette politique dirigiste et sociale étaient beaucoup moins brillants que les programmes affichés. Alors que le reste du monde jouissait d’une forte croissance durant les années d’après-guerre, l’Argentine connaissait un faible taux de croissance. Le tissu industriel gardait de « graves faiblesses, fruits de l'improvisation qui caractérise le développement de l'industrie argentine », notamment pour les secteurs de l’énergie, des transports et des communications, qui accusaient de grands retards. Les plans quinquennaux conduisirent à « une mauvaise utilisation permanente de la capacité de production ». L’inflation galopante entraînait fuite des capitaux et appauvrissement des classes moyennes et aisées. L’investissement industriel privé fuyait le pays. Enfin, le péronisme renforça « une bureaucratie aussi pléthorique qu'inefficace » qui pesait lourdement sur le budget de l’État.
Entre juin 1952 et septembre 1955, la chute de la production industrielle, et surtout la baisse des prix des produits agricoles sur le marché international consécutive au rétablissement économique de l’Europe dans l’après-guerre, provoquèrent une forte diminution des recettes de l’État argentin et portèrent le gouvernement à augmenter les taux d’intérêt des crédits bancaires, ce qui eut à son tour pour effet de réduire la pression inflationniste mais aussi de freiner la rapide croissance de la part des rémunérations dans le PIB total. Les salaires, qui avaient considérablement augmenté jusque-là, furent gelés, à l’égal des prix, au moyen de contrats semi-annuels. L’Institut argentin de promotion de l’échange (IAPI, selon son acronyme en espagnol) dut se remettre à subventionner le secteur agraire, tandis que fut mis en œuvre un Plan économique de conjoncture et que l’on s’efforça en même temps d’attirer des investissements étrangers dans le secteur pétrolier dans le but de développer l’industrie lourde, projet qui suscita la polémique et provoqua les critiques de l’opposition, notamment de Frondizi.
Vers 1953, l’on était parvenu à juguler la tendance inflationniste et l’économie connut de nouveau une croissance accélérée à partir de début 1955.

#### Crise sociale et conflit avec l’Église
Le décès d’Eva Perón le 26 juillet 1952 occasionna une crise chez Juan Perón et l’entraîna à prendre un ensemble de mesures propres à compromettre les relations entre l’Église catholique et le gouvernement péroniste, relations qui se détérioreront encore au fil du temps.
Eva Perón fut désignée après sa mort « chef spirituel de la nation », et chaque jour, à 20h25, toutes les stations de radio avaient l’obligation de rappeler qu’à cette heure Eva Perón « passa à l’immortalité ».

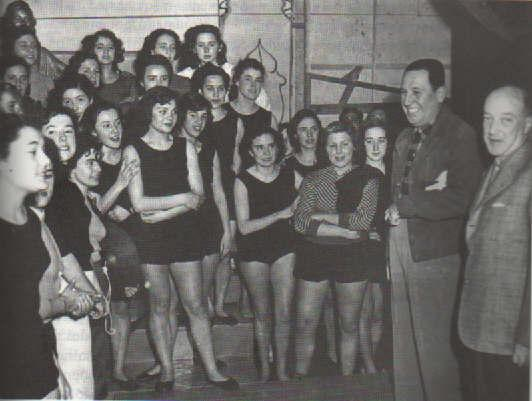
Juan Perón en 1953, en compagnie d’étudiantes de l’Union des étudiants du secondaire (UES).

On assista durant cette période à une convergence dans l’irritation entre, d’une part, certaines fractions qui avaient jusque-là appuyé le gouvernement et, d’autre part l’opposition, qui considérait le péronisme comme un type de populisme se nourrissant du ressentiment social des classes populaires contre ce que les péronistes nommaient génériquement l’oligarchie, laquelle comprenait les classes supérieures et moyennes supérieures et était soupçonnée de vouloir approfondir les inégalités sociales.
Dans le but de faire coïncider dans l’esprit public péronisme et nation argentine, l’on procéda, parmi d’autres abus, à un endoctrinement de la jeunesse au moyen notamment de l’insertion dans les manuels scolaires de dessins, photographies et textes louangeant Juan et Eva Perón, tels que « Vive Perón ! Perón est un bon gouvernant. Perón et Evita nous aiment », et tendant à instaurer un culte de la personnalité autour de la personne du líder. L’on introduisit dans les programmes d’enseignement la matière « Culture citoyenne », qui dans la pratique n’était qu’un outil de propagande du gouvernement, en faveur de ses membres et de ses réalisations. Après la publication du livre la Raison de ma vie d’Eva Perón, le texte de cet ouvrage fut rendu obligatoire aussi bien dans le primaire que dans le secondaire. En 1953, le ministre de l’Éducation Armando Méndez San Martín mit sur pied l’Union des étudiants du secondaire (UES), qui servit, outre à organiser des activités récréatives et sportives, à endoctriner les élèves,,,.
Fin 1954 débuta, en une spirale complexe, une série de confrontations entre le gouvernement et l’Église catholique, laquelle pourtant avait activement soutenu le péronisme jusqu’à cette année. En réaction à des gestes d’opposition relativement anodins de la part de la hiérarchie ecclésiastique, le gouvernement fit adopter la loi no 14.394, dont l’article 31 prévoyait le divorce. Peu après, la municipalité de Buenos Aires, alors directement contrôlée par le président, interdit aux commerçants d’exposer des crèches de Noël et d’autres représentations religieuses destinées à célébrer la nativité. Dans une rapide escalade de la tension, au cours de seulement quelques mois, le gouvernement retira à certaines fêtes religieuses catholiques le statut de jour férié officiel,, autorisa l’ouverture d’établissements de prostitution,, interdit les manifestations religieuses dans les lieux publics, et expulsa du pays deux évêques, Manuel Tato et Ramón Novoa.

#### Le renversement (1955)

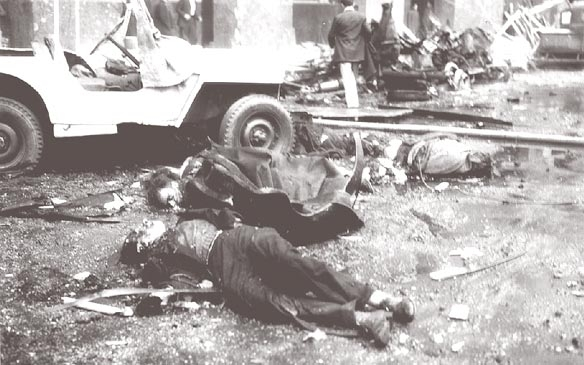
Victimes du bombardement de la place de Mai le 16 juin 1955.

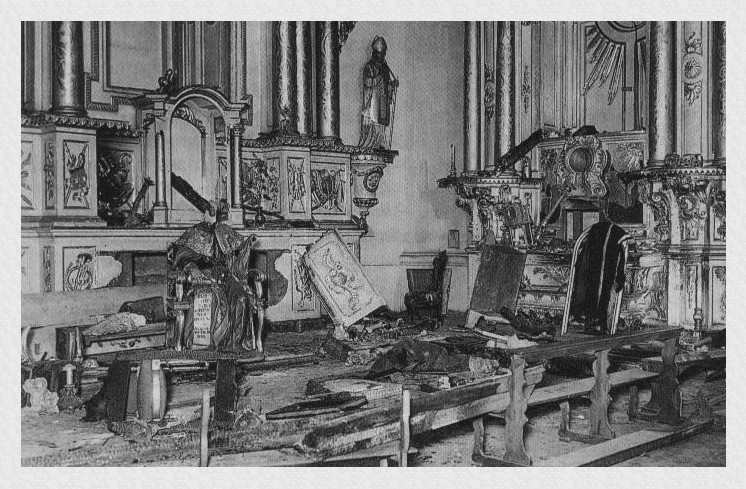
L’église Saint-Ignace de Buenos Aires après l’incendie criminel du 16 juin 1955, perpétré par les partisans du président Perón en réaction au bombardement de la place de Mai commis par des militaires anti-péronistes.

Les milieux civico-militaires anti-péronistes avaient commencé à partir de 1951 à déployer une activité terroriste, notamment par le biais des dénommés Commandos civils. Le 16 juin 1955 en particulier, ces Commandos civils, composés de conservateurs, de radicaux et de socialistes, et assistés par des éléments de la marine de guerre et de certaines franges de l’Église catholique, tentèrent d’exécuter un coup d’État, dans le cadre duquel la foule présente pour un rassemblement péroniste sur la place de Mai au centre de Buenos Aires fut bombardée et mitraillée par une vingtaine d’avions de l’aéronavale, faisant plus de 364 morts et des centaines de victimes civiles. Ces attaques se prolongèrent jusqu’à 18 heures. Pour protéger le président, l’armée loyaliste installa des blindés et des batteries antiaériennes, à la suite de quoi l’ordre fut donné aux insurgés d’attaquer les soldats de l’armée et les civils venus au secours de Perón. Finalement, la tentative de coup de force ayant échoué, les rebelles solliciteront l’asile politique en Uruguay.

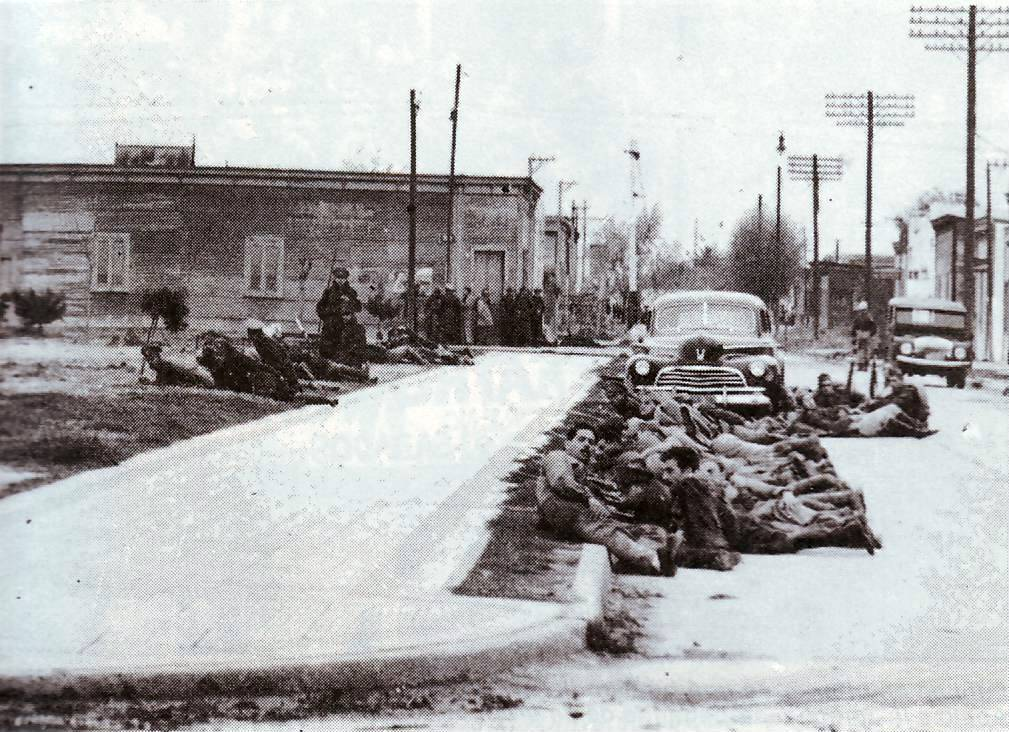
Troupes loyales au gouvernement de Perón résistant au coup d’État de septembre 1955 dans la localité bonaerense d’Ensenada.

Dans une allocution publique à la radio, Perón demanda à la population de garder le calme, mais ses partisans entreprirent, en riposte aux attaques, à incendier plusieurs églises (es) dans le centre de la capitale, tandis que la police s’abstenait d’intervenir et que les sapeurs-pompiers se bornaient à empêcher que le feu ne se propageât aux édifices circonvoisins.
Perón déclara ensuite terminée la dénommée révolution péroniste, et appela les partis politiques de l’opposition à engager un processus de dialogue propre à éviter la guerre civile. Les radicaux demandèrent aussitôt de pouvoir utiliser la radio, mais essuyèrent un refus, au motif que les réglementations en vigueur interdisaient la retransmission de discours politiques sur les ondes contrôlées par le gouvernement. Le 15 juillet, Perón insista dans un discours sur son appel à la pacification ; les partis politiques d’opposition réitérèrent leur demande d’utilisation de la radio, demande cette fois agréée, et pour la première fois en dix ans, l’opposition put faire usage des moyens de diffusion de l’État, ; le texte des discours devait être communiqué au préalable et pendant que l’orateur en donnait lecture, il était enregistré, et diffusé seulement ensuite sur les ondes avec un décalage de 10 secondes, intervalle durant lequel un colonel du Service de renseignements contrôlait si le discours ne s’écartait pas du texte transmis auparavant. Dans son allocution du 27 juillet 1955, Arturo Frondizi accepta la pacification, en échange d’un plan concret comprenant un ensemble de dispositions allant du rétablissement des garanties constitutionnelles jusqu’à l’industrialisation du pays ; il ne dit rien sur le conflit du gouvernement avec l’Église ni sur la mise à feu des temples catholiques. Le lendemain, on apprit la nouvelle du meurtre du dirigeant communiste Juan Ingallinella, qui eut un retentissement énorme et fut répercutée jusque dans les publications catholiques. Perón remplaça Alberto Teisaire par Alejandro Leloir au poste de président du Parti péroniste. Les 9 et 22 août 1955, les dirigeants du Parti démocrate et du Parti démocrate progressiste purent parler à la radio. Le 31 août, Perón déclara closes les conversations lors de son fameux discours Cinq pour un.
Le 16 septembre 1955, les Forces armées entrèrent en rébellion contre le gouvernement. La CGT, des fractions du péronisme, et même certains secteurs de l’opposition requirent alors des armes pour empêcher la prise de pouvoir par les militaires, cependant le président Perón les leur refusa et décida de s’exiler temporairement au Paraguay, déléguant le pouvoir à une junte militaire, laquelle ensuite se rendra aux rebelles.

## Exil

### De 1955 à 1966
Une fois actée la Révolution libératrice qui renversa Perón en septembre 1955, le président de facto, le général Eduardo Lonardi, maintiendra inchangée la constitution, s’efforcera de réaliser la « réconciliation nationale » (selon la formule « sans vainqueurs ni vaincus »), et s’abstiendra de remettre en cause les changements politiques et sociaux accomplis antérieurement. Peu après toutefois, il fut contraint à la démission par les fractions les plus dures de l’armée de terre et de la marine, cédant alors le pouvoir au général Pedro Eugenio Aramburu, qui proscrivit le péronisme, y compris Perón lui-même, dont la simple mention était considérée comme un délit. La proscription du péronisme devait se prolonger — avec de brèves interruptions, jamais suffisantes pour permettre à Perón de déployer une action politique durable — jusqu’au début de la décennie 1970.
Le nouveau régime militaire s'est donné beaucoup de mal pour détruire la réputation de Juan et Eva Perón, en organisant des expositions publiques de ce qu'ils prétendaient être le goût scandaleusement somptueux des Perón pour les antiquités, les bijoux, les roadsters, les yachts et autres produits de luxe. En outre, ils ont souligné une prétendue « association » entre le péronisme et le nazisme et ont accusé Perón d'avoir commis un génocide.
Le 12 octobre 1955 fut constitué au sein de l’armée, pour juger de la conduite de Perón, un tribunal d’honneur que présidait le général Carlos von der Becke (es) et duquel faisaient partie également les généraux Juan Carlos Bassi, Víctor Jaime Majó, Juan Carlos Sanguinetti et Basilio Pertiné (es), quelques-uns d’entre eux ayant servi avec loyauté le président déchu. Plusieurs jours plus tard, le tribunal émit son jugement, qui portait que Perón avait commis une large gamme de délits incluant celui d’incitation à la violence, d’incendie du drapeau national, d’attaque contre la religion catholique et de relations sexuelles illicites ― le tribunal lui reprochant d’avoir entretenu une relation avec Nelly Rivas (es), alors mineure ―, et recommanda de le dégrader et de lui interdire le port de l’uniforme. Par la suite, le général Lonardi signa un décret approuvant et mettant en œuvre ces recommandations.
Entre-temps, Alfredo Stroessner, président du Paraguay, où Perón avait trouvé refuge, lui conseilla de quitter le pays, alléguant de son incapacité à garantir la sécurité de Perón dans l’éventualité d’attentats contre sa vie. Stroessner lui accorda un sauf-conduit pour le Nicaragua, mais en chemin Perón décida de demander l’asile au Panama ; il prit ses quartiers à l’hôtel Washington, dans la ville de Colón, à l’extrémité caribéenne du canal de Panama, où il se proposait de terminer le livre qu’il avait commencé d’écrire à Asunción, La fuerza es el derecho de las bestias (littér. la Force est le droit des bêtes). Il dut quitter le Panama, parce qu’une conférence panaméricaine devait s’y tenir bientôt, avec la participation du président américain Dwight Eisenhower, et passa quelques jours au Nicaragua, où il fut accueilli par le président Anastasio Somoza. En août 1956, il décida de se rendre avec son entourage au Venezuela, alors gouverné par le dictateur Marcos Pérez Jiménez ; au long de son séjour à Caracas, il bénéficia de la protection officielle de la Direction de la sûreté nationale, bien que le dictateur vénézuélien ne voulût jamais recevoir l’ancien président argentin, pour cause de divergences politiques. Ce nonobstant, Perón dut, après le renversement de Pérez Jiménez le 23 janvier 1958, se réfugier à l’ambassade de la République dominicaine, puis de là s’enfuit dans ce pays, où il fut accueilli par le dictateur Rafael Leónidas Trujillo.
Il quitta ensuite la République dominicaine pour l’Espagne, arrivant à Séville le 26 janvier 1960, puis se fixant à Madrid, où il épousa la danseuse María Estela Martínez de Perón, alias Isabelita, de qui il avait fait la connaissance à Panama en 1956. Après avoir vécu quelque temps dans deux maisons en tant que locataire,, il finit par s’établir dans le quartier résidentiel de Puerta de Hierro, dans la lointaine banlieue nord-ouest de Madrid, où il s’était fait construire une villa baptisée par lui Quinta 17 de Octubre, au no 6 de la calle de Navalmanzano. Selon le maître franc-maçon Licio Gelli, Perón sera initié, par les soins de Gelli lui-même, à sa loge Propaganda Due (P2) lors d’une cérémonie à Puerta de Hierro.
Sous le régime de la Révolution libératrice, des groupes de syndicalistes et de militants péronistes se livrèrent à des actes de sabotage dans les usines et dans les officines de l’État, placèrent des charges explosives sur les voies de chemin de fer, dressèrent des barrages routiers et des barricades de rue, etc. Ces actions, regroupées sous l’épithète de Résistance péroniste, étaient organisées par l’ancien député John William Cooke, que Perón désigna pour son délégué personnel en Argentine et à qui il confia la conduite du péronisme. L’ancien président appuya ces actions, allant jusqu’à cautionner le dessein de Cooke de convertir le péronisme en un mouvement révolutionnaire de gauche ou de centre-gauche.
Il y eut d’autre part plusieurs conspirations militaires, parmi lesquelles se signale en particulier le soulèvement du 9 juin 1956, sous le commandement du général Juan José Valle, où un groupe de militaires et de militants péronistes tenteront de mener une insurrection contre le gouvernement de facto. La tentative cependant échouera, et Valle, de même que ses complices militaires et civils, sera fusillé. La répression s’étendit à des secteurs non péronistes de la classe ouvrière. Néanmoins, les responsables syndicaux garderont leur énorme influence sur les conseils de direction dans l’industrie et les services. Dans une lettre envoyée à Cooke, le jour même du soulèvement de Valle, Perón ne fit pas montre de la moindre compassion pour les militaires rebelles, dont il critiqua la précipitation et le manque de prudence, et assura que seule la colère consécutive à leur mise à pied involontaire par le pouvoir les avait motivés à agir.
Pendant ses années d’exil, Perón publia plusieurs ouvrages : Los Vendepatria (littér. les Vendeurs de patrie, 1956), La fuerza es el derecho de las bestias (1958), La Hora de los Pueblos (littér. l’Heure des peuples, 1968), etc.
Il est présumé qu’en 1958, alors que la tenue d’une élection présidentielle était imminente, Perón aurait négocié l’appui des péronistes à la candidature présidentielle d’Arturo Frondizi, candidat pour l’UCRI, en échange de l’octroi du pouvoir de négociation sociale aux syndicats et de la fin de la proscription électorale du général et de son mouvement. Frondizi remporta la présidence, cependant n’accomplit qu’en partie ce qui avait été convenu, mais toujours est-il que la plupart des syndicats seront à nouveau sous le contrôle du péronisme. Les circonstances dans lesquelles ce pacte fut conclu, voire l’existence même de celui-ci, reste l’objet de débat entre les historiens ; Enrique Escobar Cello dément dans son livre Arturo Frondizi. El mito del pacto con Perón la réalité dudit pacte, argumentant que jusqu’à aujourd’hui aucun document n’a été découvert portant la signature de Frondizi, et rappelant que Frondizi lui-même en a toujours nié l’existence ; l’historien Félix Luna lui aussi a mis en doute l’existence de ce pacte, pour les mêmes raisons que Cello ; Albino Gómez émet pour sa part les mêmes doutes dans son ouvrage Arturo Frondizi, el último estadista, suggérant en outre que l’appui des péronistes à Frondizi a pu être le produit de la congruence d’idées entre Perón et Frondizi au sujet des mesures qu’il convenait de prendre en Argentine, et relevant que le général était un lecteur de la revue Qué! (es), dirigée par Rogelio Frigerio (es),.
Entre le 17 mars et le 17 avril 1964, Perón aurait rencontré Che Guevara dans sa maison de Madrid. L’entrevue fut maintenue dans le secret le plus strict et n’a pu venir à la connaissance du public que grâce au journaliste Rogelio García Lupo (es),. Le Che aurait remis à Perón des fonds destinés à soutenir l’opération de retour en Argentine qu’il préparait. Lors de cette même réunion, Perón se serait engagé à appuyer les entreprises de guérilla envisagées par Guevara contre les dictatures latino-américaines, ce qu’il fit effectivement jusqu’en 1973.
En décembre 1964, sous le gouvernement d’Arturo Illia, Perón tenta de retourner en Argentine en avion. Cependant, ledit gouvernement, qui avait ratifié la décision d’interdiction de résidence prise à l’encontre de Perón par la dictature de 1955, sollicita la dictature militaire qui gouvernait alors au Brésil de mettre à profit une escale technique dans ce pays pour intercepter Perón et le renvoyer en Espagne.

#### Relation avec Che Guevara
Che Guevara et Perón étaient sympathiques l'un à l'autre malgré leur nette différence idéologique. Pacho O'Donnell affirme que Che Guevara, en tant que ministre cubain, a tenté d'organiser le retour de Perón en Argentine dans les années 1960 et a envoyé un soutien financier à cette fin. Cependant, Perón a désapprouvé le plaidoyer de Guevara en faveur de la guérilla comme étant désuet. À Madrid, Perón et Guevara se sont rencontrés deux fois. Ces réunions, comme les réunions que Perón a tenues avec d'autres nationalistes de gauche latino-américains à Madrid (comme Salvador Allende), ont été organisées dans le plus grand secret pour éviter des plaintes ou l'expulsion de l'Espagne franquiste.
Selon Enrique Pavón Pereyra, présent à la deuxième rencontre entre Guevara et Perón à Madrid, Perón aurait découragé et averti Guevara de ses projets de guérilla en Bolivie : « vous ne survivrez pas en Bolivie. Suspendez ce plan pour des alternatives. [...] Ne vous suicidez pas. »
Après sa première rencontre, Perón a commenté à un ami dans une lettre au sujet de sa rencontre avec Guevara, le qualifiant d'« utopiste immature – mais l'un d'entre nous – je suis heureux qu'il en soit ainsi parce qu'il donne un véritable mal de tête aux Yankees. »

### De 1966 à 1972
En Argentine, les décennies 1950 et 1960 furent marquées par de fréquents changements de gouvernement, presque invariablement le fruit de coups d’État. Ces gouvernements se trouveront confrontés à de continuelles revendications sociales et syndicales. Les péronistes, pour avoir prise sur la politique argentine, avaient constitué des partis néo-péronistes et faisaient alterner opposition frontale et négociation.
À la suite de la Révolution libératrice de 1955, et surtout après la dictature instaurée en 1966, laquelle notamment abolit les partis politiques, apparurent en Argentine plusieurs groupes armés se proposant de combattre la dictature, tandis que se produisaient, en divers points du pays, des révoltes populaires localisées, dites puebladas, dont la plus connue est celle survenue en mai 1969 dans la ville de Córdoba, le Cordobazo. La plupart des groupes armés de cette époque se réclamaient du péronisme, notamment les Montoneros, les FAR (Forces armées révolutionnaires, de tendance marxiste-péroniste), les FAP (Forces armées péronistes) et les FAL (Forces argentines de libération).
Peu de mois après que se fut installée la dictature d’Onganía, entre septembre et octobre 1966, Perón se réunit à Madrid pour la deuxième fois avec Che Guevara, qui lui demanda l’appui du péronisme à son projet de guérilla en Bolivie. Perón s’engagea à ne pas faire obstacle à ce que les péronistes qui le souhaiteraient pussent accompagner Guevara dans son entreprise, mais ne voulut pas accepter que le mouvement péroniste en tant que tel s’impliquât dans une action de guérilla en Bolivie, tout en promettant le soutien du péronisme au cas où la guérilla du Che étendrait son action vers le territoire argentin.
Perón manifesta publiquement son soutien au péronisme révolutionnaire et à ses organisations de guérilla, qu’il appelait « formations spéciales », et justifia la lutte armée contre la dictature. L’une des phrases les plus connues qui ont été attribuées à Perón, encore qu’il ne l’ait pas prononcée telle quelle textuellement, énonçait que « la violence d’en haut engendre la violence d’en bas ». Il élabora en outre une « actualisation politique et doctrinale » du péronisme, l’adaptant aux luttes révolutionnaires tiers-mondistes qui avaient cours à l’époque, et définissant le péronisme de la décennie 1970 comme un « socialisme national ». Pour exprimer en une formule le contenu socialiste que le péronisme avait acquis dans la décennie 1970, la faction du péronisme dite la Tendencia (ou Tendencia revolucionaria) adopta la devise « Perón, Evita, la patria socialista ». En 1970, Perón exposa son adhésion au socialisme dans les termes suivants :

« Ma position à propos de l’influence étrangère sur le problème argentin est bien connue : le pays se libère de l’impérialisme qui le néocolonise ou il ne pourra jamais résoudre son problème économique [...]. Le monde actuel marche vers une idéologie socialiste, aussi distante du capitalisme déjà périmé que du marxisme international dogmatique [...]. Le justicialisme est un socialisme national chrétien. »

— Juan Domingo Perón
Parmi les actions les plus retentissantes de la guérilla péroniste sous la dictature autodénommée Révolution argentine, on peut citer l’assassinat en juin 1970 de l’ancien dictateur Pedro Eugenio Aramburu, figure clef du coup d’État contre Perón en 1955, des syndicalistes Augusto Timoteo Vandor et José Alonso (es), la prise de La Calera (es), et l’évasion hors de la prison de Rawson en Patagonie en août 1972.
Une semaine après l’assassinat d’Aramburu par les Montoneros, le dictateur Onganía se vit contraint de démissionner, et le projet d’installer une dictature corporatiste permanente s’effondra. Le régime militaire n’eut plus d’autre choix que de mettre en route un processus de sortie de crise devant conduire à un gouvernement élu, processus qui n’exclurait plus le péronisme, mais serait mené et piloté par les militaires. L’idéologue de ce projet était le dictateur et général Alejandro Agustín Lanusse, qui nomma ce plan Grand Accord National (GAN).
Perón prit alors contact avec Ricardo Balbín, chef de l’Union civique radicale du peuple (es) (UCRP), l’aile anti-péroniste du radicalisme ; c’est sous la présidence de Perón que Balbín avait autrefois été déchu de ses attributions de député et détenu. Les deux hommes s’engagèrent dans une relation de réconciliation historique, dont les clauses furent consignées dans le document La Hora del Pueblo (es) en novembre 1970, qui se traduira par la désignation de Héctor J. Cámpora comme délégué personnel de Perón en Argentine, et fera éclater les plans de la dictature visant à imposer un gouvernement d’« accord national » sous tutelle militaire.
En 1971, et surtout en 1972, Perón soutint l’action de Balbín dans quatre domaines :
- Sur le plan politique, Perón s’efforça, en s’aidant de son alliance avec Balbín, de réconcilier le péronisme avec les courants politiques qui avaient été anti-péronistes sous son gouvernement : l’UCRP, le frondizisme, la démocratie chrétienne et la frange populaire du conservatisme (es)[201].
- Dans le champ syndical, Perón chercha à neutraliser le syndicalisme néo-vandoriste, qui proposait un péronisme sans Perón, et à parvenir à un accord avec le dictateur Lanusse, en appuyant au sein de la CGT la figure de José Ignacio Rucci, homme sans grand pouvoir propre, mais favorable à ce que le mouvement ouvrier fît du retour de Perón en Argentine son objectif prioritaire[202].
- Dans le milieu patronal, Perón établit une alliance avec le groupe des chefs d’entreprise nationaux dirigé par José Ber Gelbard, qui était président de la Confederación General Económica (es) (CGE) et secrètement affilié au Parti communiste[203],[204].
- Enfin, Perón porta son attention plus particulièrement à la jeunesse, celle qui s’impliquait dans le militantisme de base, dans les puebladas insurrectionnelles et dans les luttes de guérilla. À cet effet, il nomma comme secrétaire de la Jeunesse péroniste Rodolfo Galimberti (es), chef de la Juventud Argentina por la Emancipación Nacional (acronyme JAEN), organisation de guérilla qui allait s’intégrer dans les Montoneros[205].

### «Perón revient»

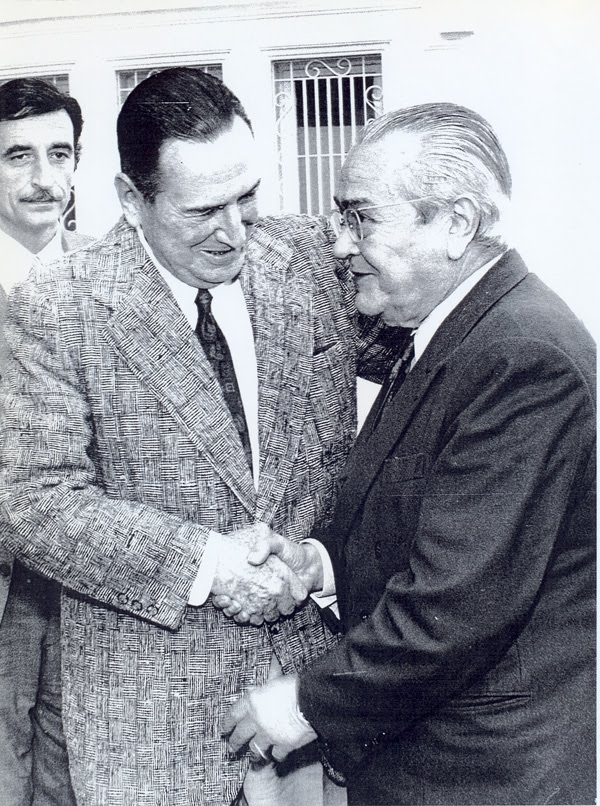
Le 18 novembre 1972, Perón et Balbín, chefs de file respectivement du péronisme et du radicalisme, se réunirent et se donnèrent publiquement l’accolade, à titre de message et symbole de concorde, dans l’espoir d’apaiser la violence politique en Argentine.

Dans la seconde moitié de l’année 1972, le centre de l’arène politique était occupé par une opposition frontale entre Perón et le dictateur Alejandro Agustín Lanusse, maître d’œuvre du Grand Accord National, qui escomptait être élu président avec le soutien du péronisme et du radicalisme. Au mois de juillet, Lanusse adressa un message public au pays, dans lequel il traita Perón de veule (« no le da el cuero ») et le mit au défi de rentrer en Argentine en un mois, s’il voulait se présenter comme candidat aux élections,. Le 22 août, la fraction la plus anti-péroniste de la marine, opposée à la tenue d’élections, assassina 16 guérilléros détenus, crime connu sous le nom de massacre de Trelew, que plusieurs historiens considèrent comme l’un des actes précurseurs du futur terrorisme d’État qui allait se déployer en Argentine dans les années suivantes.
Perón surprit l’opinion publique en annonçant son retour pour le 17 novembre 1972. L’opération Retorno (Retour) fut dirigée par le secrétaire général récemment désigné du Mouvement péroniste, Juan Manuel Abal Medina, et appuyé fermement, sous le mot d’ordre « Luche y Vuelve » (Luttez et il reviendra), par le péronisme révolutionnaire, auquel incomberont les tâches d’organisation,. Perón retourna en Argentine dans un avion d’Alitalia, atterrit sur l’aéroport d’Ezeiza, où il fut reçu et escorté par des dizaines de personnalités issues des sphères les plus diverses,. Ce même jour, des centaines de milliers de personnes s’étaient mobilisées pour accueillir Perón, en dépit de la répression exercée par la dictature pour les en empêcher, raison pour laquelle le 17 novembre a été proclamé par le péronisme Jour du militantisme (en espagnol Día de la Militancia).
Perón prit ses quartiers dans l’immeuble sis au no 1075 de l’avenue Gaspar Campos, dans le quartier de Vicente López (grande banlieue nord-ouest de Buenos Aires) et resta en Argentine pendant près d’un mois, jusqu’au 14 décembre. Dans cet intervalle de temps, il mit complètement en pièces le projet de Lanusse et de la dictature visant à réaliser des élections sous les auspices du pouvoir militaire. Son premier geste fut de s’entretenir avec Balbín, son adversaire le plus acharné, et de lui donner publiquement l’accolade comme symbole de l’« unité nationale » que tous deux préconisaient comme axe de leurs propositions politiques respectives. Perón et Balbín examinèrent à ce moment la possibilité de constituer un front péroniste-radical qui sous-tendrait une candidature Perón-Balbín, cependant les luttes internes au sein de leurs propres partis empêcha cette possibilité de se concrétiser. Perón néanmoins réussit pendant ces journées-là à mettre sur pied une large coalition politique, baptisée Front justicialiste de libération (es) (en espagnol Frente Justicialista de Liberación, ou FREJULI) et comprenant aussi plusieurs secteurs historiquement anti-péronistes : le frondizisme, la démocratie chrétienne de José Antonio Allende (es), et le Parti conservateur populaire (es) de Vicente Solano Lima (es), ce dernier devenant le candidat du FREJULI à la vice-présidence.
Durant cette même période, Perón s’attacha à faire conclure un autre accord de grande importance : les Concordances programmatiques de la réunion plénière des organisations sociales et des partis politiques (Coincidencias Programáticas del Plenario de Organizaciones Sociales y Partidos Politiques), signées ou avalisées le 7 décembre par la quasi-totalité des partis politiques, par le mouvement ouvrier au travers de la Confédération générale du travail (CGT), et par le patronat national par la voix de la Confédération générale économique (CGE) et de la Fédération agraire argentine (FAA). Cet accord constituera la base du Pacte social de 1973, destiné à servir de pivot politique au gouvernement démocratique jusqu’à la mort de Perón en 1974.
Même si Perón apparut avec évidence comme l’une des figures politiques jouissant du plus grand appui populaire en Argentine, la dictature prit la décision de ne pas lui permettre de se présenter à l'élection fixée pour le 11 mars 1973, au motif qu’il n’était pas domicilié en Argentine au moment où les élections avaient été convoquées. Malgré les alliances conclues, Perón manqua des forces suffisantes pour contraindre la dictature à revenir sur la proscription qui le frappait, ce qui l’obligea à choisir une personnalité chargée de représenter sa coalition politique et de la placer à la tête du binôme présidentiel. Le dernier acte de Perón, avant qu’il ne s’envolât à nouveau pour Madrid — en passant d’abord par le Paraguay et le Pérou —, fut de secrètement désigner à ce rôle Héctor J. Cámpora, homme proche du péronisme révolutionnaire et des organisations de guérilla péronistes, nomination qui sera annoncée devant le Congrès du Parti justicialiste le 16 décembre 1972 et contestée pendant plusieurs heures par le syndicalisme neo-vandoriste dirigé par Rogelio Coria, jusqu’au moment où celui-ci reçut par téléphone, directement de la bouche de Perón, l’ordre d’approbation. Le slogan adopté pour la campagne électorale était « Cámpora al gobierno, Perón al poder » (Cámpora au gouvernement, Perón au pouvoir).

## Troisième péronisme[note 3]
Le 11 mars 1973, des élections générales eurent lieu en Argentine. Héctor José Cámpora, avec la caution de Perón en exil, remporta ces élections avec 49,5 % des voix, le dirigeant radical, Ricardo Balbín, se plaçant deuxième avec 21,3 %. Comme le FREJULI n’avait pas obtenu un score supérieur à 50 % des suffrages, un second tour (ballotage) devait être organisé entre les deux premiers classés ; cependant, Balbín reconnut la victoire de Cámpora et renonça au ballotage. Le délégué personnel de Perón fut donc investi le 25 mai 1973, ce qui du même coup mit un terme à la période dictatoriale de l’autoproclamée Révolution argentine.
En juin 1973, Perón revint définitivement d’exil, de nouveau dans un avion affrété par la Fiat, en compagnie d’Hector Cámpora et de Luchino Revelli-Beaumont, directeur de Fiat-Argentine (qui sera enlevé en 1977 à Paris). Ce jour-là, pendant la cérémonie préparée pour l’accueillir, éclata une fusillade qui frappa d’une part les fractions du péronisme « orthodoxe », qui avaient pris place à la tribune d’où devait parler Perón, et parmi lesquelles se trouvaient nombre de représentants du syndicalisme, et d’autre part de jeunes activistes liés aux Montoneros. L’événement, connu sous la dénomination de massacre d'Ezeiza, se solda par 13 morts et 365 blessés. Les circonstances du massacre varient selon les différents témoignages : Miguel Bonasso (es), qui appartenait aux Montoneros, soutient qu’il n’y eut aucun affrontement et qu’il s’est agi d’un pur massacre ; l’historien Felipe Pigna tient quant à lui que les colonnes de jeunes furent attaquées depuis la tribune ; Horacio Verbitsky enfin affirme que ce fut une embuscade montée depuis la tribune par l’« appareil syndical et politique ancien du péronisme ». Dans l’enquête sur la Triple A ont été versées au dossier deux investigations effectuées par Marcelo Larraqui (es) (López Rega: la biografía) et Juan Gasparini (La fuga del Brujo), lesquelles s’accordent à désigner comme les auteurs du massacre les fractions de l’ultradroite.
Cámpora remit sa démission le 13 juillet 1973, laissant ainsi la voie libre à Perón pour se présenter lors de nouvelles élections.

### Deuxième présidence (1973-1974)
Lors de l'élection du 23 septembre (es), Perón l’emporta avec 62 % des voix face au candidat de l’Union civique radicale, Ricardo Balbín. Le 12 octobre 1973, il accéda pour la troisième fois à la présidence de la république argentine, avec son épouse Isabel Martínez de Perón en qualité de vice-présidente.
La troisième investiture de Perón eut lieu dans un contexte international très compliqué. Peu auparavant, le 23 août 1973, avait débuté la crise pétrolière mondiale, qui bouleversa les conditions dans lesquelles le capitalisme et l’État providence s’étaient développés depuis la décennie 1930. Presque au même moment, le 11 septembre, un coup d’État militaire avait, avec l’appui de la CIA américaine, renversé au Chili voisin le président socialiste Salvador Allende, compromettant les possibilités d’établir des gouvernements démocratiques en Amérique latine ; à ce moment en effet, seuls l’Argentine et l’Uruguay avaient des gouvernements élus démocratiquement dans le Cône sud, tandis qu’en Bolivie, au Brésil, au Chili et au Paraguay sévissaient des dictatures militaires soutenues par les États-Unis, dans le cadre plus large de la Guerre froide.
En matière de politique extérieure, Perón prit derechef position en faveur d'une troisième voie entre les États-Unis et l’URSS. Il laissa entendre qu'il ne s’alignerait pas de façon automatique sur aucun des deux blocs et dirigea les affaires étrangères de son pays dans une perspective nationaliste. L'Argentine avait établi sous sa présidence des relations diplomatiques avec l’Union soviétique en 1946 et entama un rapprochement avec la Chine maoïste, ce qui marquera une rupture avec la politique extérieure anticommuniste de ses prédécesseurs. Simultanément, des controverses éclatèrent à nouveau entre historiens au sujet de l’accueil accordé par l'Argentine à d’anciens nazis à la fin de la Seconde Guerre mondiale ; à l’instar des États-Unis ou du Royaume-Uni, l’Argentine entendait détourner en sa faveur des compétences militaires et scientifiques développées par l’Allemagne et avait pour ce faire organisé un réseau d’exfiltration et de réception d’anciens officiers et scientifiques du régime nazi, en fournissant des passeports argentins.
En octobre 1973, un groupe parapolicier connu sous le nom de Triple A (Alliance anticommuniste argentine) commença à opérer, assassinant des militants de gauche, péronistes et non péronistes,. Le groupe était financé par le gouvernement et dirigé par le ministre du Bien-être social José López Rega. Dans les années qui suivront, la Triple A allait assassiner 683 personnes,. La question de savoir si Perón lui-même était au fait des activités de la Triple A est matière à débats entre chercheurs.
Le 19 janvier 1974, l’organisation de guérilla Armée révolutionnaire du peuple (en espagnol Ejército Revolucionario del Pueblo, sigle ERP) attaqua la garnison militaire d’Azul, l’unité la mieux armée du pays. La tentative d’assaut, emmenée par Enrique Gorriarán Merlo (es), échoua, mais au cours de l’action, l’ERP tua le conscrit Daniel González, le colonel Camilo Gay et son épouse, et fit prisonnier le lieutenant-colonel Jorge Ibarzábal, qui sera assassiné dix mois après. L’ERP pour sa part eut trois tués, et deux guérilléros capturés par les militaires disparaîtront.
Perón réagit en condamnant énergiquement, sur la chaîne nationale, le « terrorisme » et en incriminant, sans le mentionner explicitement, le gouverneur de la province de Buenos Aires, Oscar Bidegain, l’un des cinq gouverneurs de province liés au péronisme révolutionnaire. Il ordonna également de faire passer au Congrès national une réforme du code pénal rendant plus sévères les sanctions prévues pour les délits commis par des groupes de guérilla, durcissant ainsi les normes établies par la dictature destituée. Les treize députés dont disposait le péronisme révolutionnaire s’opposèrent à la réforme : Armando Croatto (es), Santiago Díaz Ortiz, Nilda Garré, Nicolás Giménez, Jorge Glellel, Aníbal Iturrieta, Carlos Kunkel (en), Diego Muñiz Barreto, Juan Manual Ramírez, Juana Romero, Enrique Svrsek, Roberto Vidaña et Rodolfo Vittar, tous liés aux Montoneros et à la Jeunesse péroniste.
Le 22 janvier 1974, Bidegain démissionna et fut remplacé par Victorio Calabró (es), syndicaliste de l’UOM (Unión Obrera Metalúrgica), appartenant à la fraction orthodoxe. Le 25 janvier, Perón convoqua les députés dissidents à une réunion, qu’il fit retransmettre en direct à la télévision. La tension fut à son comble et Perón déclara que s’ils n’étaient pas d’accord, ils n’avaient qu’à quitter le péronisme :

« Toute cette discussion doit se faire en un seul bloc. Et quand le bloc décide par un vote telle chose, elle doit être parole sainte pour tous ceux qui en font partie ; dans le cas contraire, ils quittent le bloc. Et si la majorité dispose, il faut accepter ou s’en aller. Celui qui n’est pas content... s’en va. Nous n’allons quand même pas devenir tristes à cause d’un vote perdu... Nous voulons continuer à agir dans le cadre de la loi et pour ne pas sortir d’elle, nous avons besoin que la loi soit suffisamment forte de façon à empêcher ces maux. Car enfin : si nous ne tenons pas compte de la loi, en une semaine tout ceci est terminé, [autant dire alors :] ‘puisque je forme une force suffisante, je m’en vais vous chercher et vous tuer’, c’est du reste ce qu'eux font. De cette manière, nous allons tout droit à la loi de la jungle, et dans le cadre de la loi de la jungle, il faudra aussi permettre que tous les Argentins portent des armes. Nous avons besoin de la loi, parce que la République est sans défense. »

— Juan Domingo Perón,
Ce même 25 janvier, la réforme pénale fut approuvée, et huit députés du péronisme révolutionnaire renonceront à leur siège. Quatre jours plus tard, Perón nomma sous-chef de la Police fédérale le commissaire Alberto Villar, l’un des chefs de la Triple A.
Le 28 février, un coup d’État policier, dit Navarrazo (es), renversa le gouverneur de la province de Córdoba, Ricardo Obregón Cano (es), le deuxième des cinq gouverneurs proches du péronisme révolutionnaire à être évincé. Perón interviendra dans la province, mais sans rétablir dans leurs fonctions les autorités constitutionnelles.
Le 1er mai 1974 eut lieu sur la place de Mai une grande manifestation à l’occasion de la journée internationale des travailleurs, où Perón devait parler. Les fractions du péronisme révolutionnaire s’y rendirent en grand nombre, interpellant le gouvernement avec la phrase convenue : « Que se passe-t-il, mon général, pour que le gouvernement populaire soit ainsi rempli de gorilles ? » (¿Qué pasa General, que está lleno de gorilas el gobierno popular? ; gorila = anti-péroniste). Perón rétorqua en les appelant « imberbes », « stupides » et « infiltrés », et aussitôt après, en plein milieu du discours, une énorme portion des manifestants, en rupture ouverte, se retira de la place.
Le 6 juin, le gouverneur de Mendoza Alberto Martínez Baca (es) fut déposé par un jugement de nature politique, ce qui fit de lui le troisième des cinq gouverneurs proches du péronisme révolutionnaire à être destitué cette année-là. Dans les six mois suivant la mort de Perón, les deux restants, Miguel Ragone (es), de Salta, et Jorge Cepernic, de Santa Cruz, seront à leur tour relevés de leurs fonctions.
Le 12 juin, un nouveau rassemblement, convoqué par la CGT, eut lieu sur la place de Mai. Ce fut la dernière fois que Perón parla devant une foule. À ce moment déjà, sa santé se trouvait gravement altérée, et ses médecins lui avaient conseillé de démissionner pour pouvoir être traité adéquatement. Il refusa cependant, disant « je préfère mourir bottes aux pieds ». Conscient de son état, Perón saisit l’occasion de cette journée pour prendre congé en public. Il recommanda aux manifestants d’être vigilants sur les conquêtes sociales, car des temps difficiles étaient en vue, et termina son allocution par les paroles suivantes :

« J’emporte dans mes oreilles la musique la plus merveilleuse, qui pour moi est la parole du peuple argentin. »

— Juan Domingo Perón, 12 juin 1974
Quatre jours plus tard, le 16 juin, Perón tomba malade, atteint d’une bronchopathie infectieuse venant compliquer sa maladie circulatoire chronique de fond, et s’éteignit le 1er juillet 1974.
Son épouse lui succéda, en sa qualité de vice-présidente. Celui qui était alors le secrétaire technique de la Présidence de la Nation, Gustavo Caraballo (es), affirme que Perón le sollicita de modifier la loi d’Acéphalie (loi de préséance en cas de vacance des fonctions de président et de vice-président), de façon à permettre au dirigeant radical Ricardo Balbín de prendre sa succession, mais la procédure légale propre à effectuer cette réforme ne fut jamais lancée. María Estela Martínez sera renversée, au milieu d’une violence politique croissante, par le coup d’État du 24 mars 1976, prélude à la dictature autodénommée Processus de réorganisation national et dirigée par une junte militaire autour du général Jorge Rafael Videla.

## Opposition et répression
Les premiers à s'opposer ouvertement au régime de Perón furent l'intelligentsia et la classe moyenne argentines. Les étudiants et les professeurs d’université étaient considérés comme particulièrement gênants. Perón a licencié plus de 2 000 professeurs d'université et membres du corps professoral de tous les principaux établissements d'enseignement public.
L'anti-péronisme a été organisé avec comme une réaction de divers secteurs, principalement des groupes d'affaires soutenus par l'ambassade des États-Unis dirigée par Spruille Braden, contre les politiques de travail et de sécurité sociale mises en œuvre par le ministère du Travail et de la Protection sociale. L'opposition est telle que Spruille Braden va coopérer avec un communiste espagnol pour créer un faux anti-péroniste. Les États-Unis publièrent le Livre bleu sur l'Argentine, attribuant à Perón un certain nombre d'actes de soutien au nazisme, commis en réalité par l'ancien président conservateur Ramón Castillo, qui a été renversé par le GOU, le groupe d'officiers auquel appartenait par Perón. Perón a répondu en publiant le Livre Bleu et Blanc (faisant référence au drapeau national argentin), en soulignant les erreurs historiques des accusations et en soulignant que le livre avait été écrit par le communiste espagnol Gustavo Durán, sous les ordres de Braden. Les États-Unis ont nié cette information, mais Durán l’a reconnu des années plus tard,.
Le leader nationaliste-populiste était intolérant à l’égard de l’opposition radicale de gauche et de la droite conservatrice. Bien qu'il ait usé de violence, Perón a préféré priver l'opposition de son accès aux médias. Le ministre de l'Intérieur Borlenghi administrait El Laborista, le principal quotidien d'information officiel. Carlos Aloé, un ami personnel d'Evita, a supervisé une série de magazines de loisirs publiés par l'éditorial Haynes, dans lesquels le parti péroniste a acquis une participation majoritaire. Par l'intermédiaire du secrétaire aux médias, Raúl Apold, des quotidiens socialistes comme La Vanguardia ou Democracia, et les conservateurs comme La Prensa ou La Razón ont été tout simplement fermés ou expropriés au profit de la CGT ou de l'ALEA, la nouvelle société médiatique d'État du régime. L'intimidation de la presse s'accentue : entre 1943 et 1946, 110 publications sont fermées ; d'autres, comme La Nación et Clarín de Roberto Noble, sont devenus plus prudents et s'autocensurent.
Perón semblait plus menacé par les artistes dissidents que par les personnalités politiques de l'opposition (bien que le leader de l'UCR Ricardo Balbín ait passé la majeure partie de 1950 en prison). De nombreuses personnalités culturelles et intellectuelles de premier plan ont été emprisonnées (l'éditeur et critique Victoria Ocampo, par exemple) ou contraintes à l'exil, parmi lesquelles la comédienne Niní Marshall, le cinéaste Luis Saslavsky, le pianiste Osvaldo Pugliese et l'actrice Libertad Lamarque, victime d'une rivalité avec Eva Perón.
Toutefois, le régime péroniste ne s'est jamais rendu coupable d'assassinat à caractère politique.

## Mort, obsèques et postérité
Juan Domingo Perón mourut le 1er juillet 1974, dans le manoir présidentiel d’Olivos, des suites d’un arrêt cardiaque dans le cadre de la cardiopathie ischémique chronique dont il souffrait. L’annonce au pays en fut faite par sa veuve, la vice-présidente María Estela Martínez, qui accéda au même moment à la présidence.

### Funérailles de Juan Perón

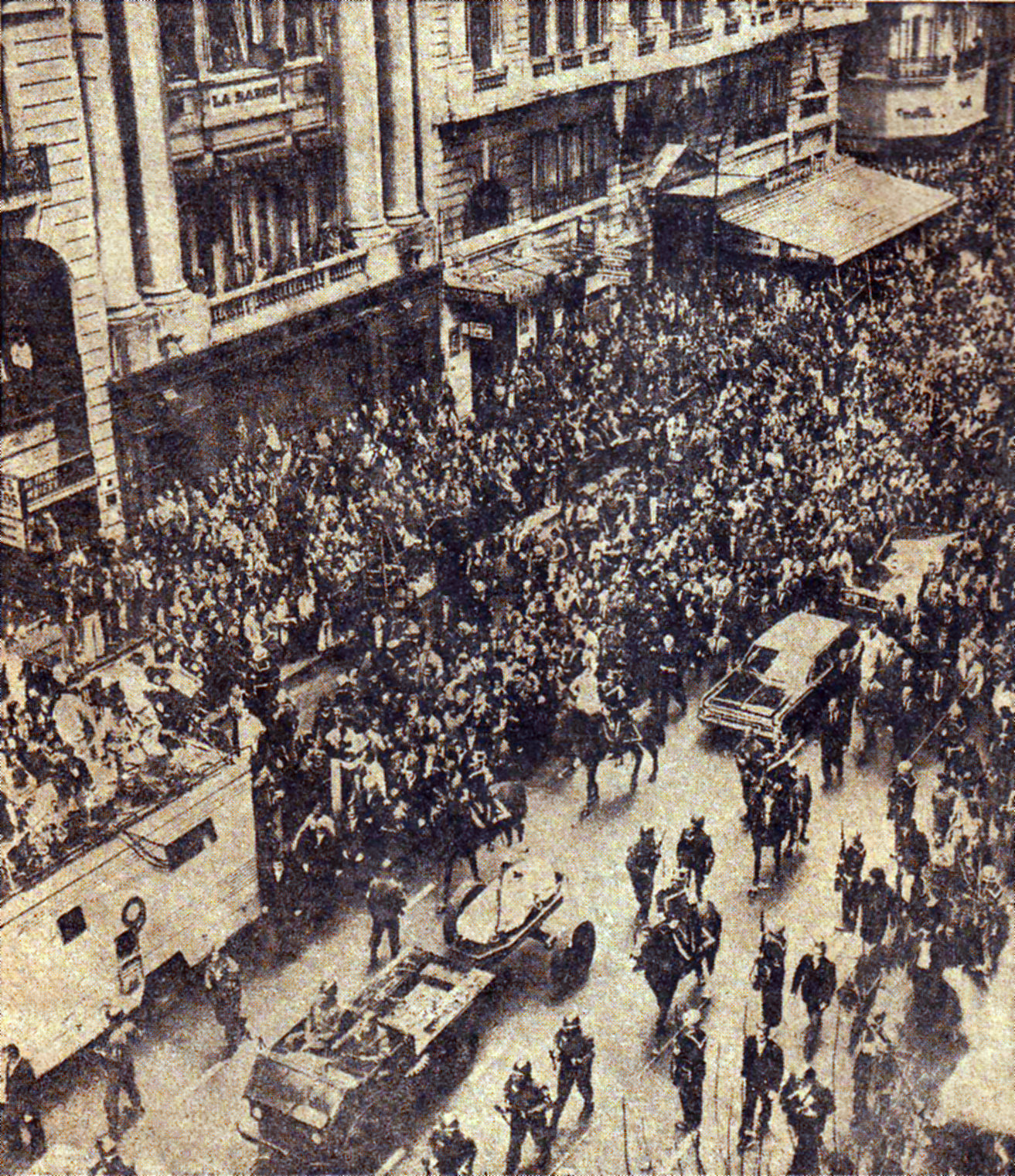
Le cortège funèbre avançant sur l’avenue de Mai.

Après plusieurs jours de deuil national, pendant lesquels 135 000 personnes vinrent défiler devant le cercueil exposé dans le palais du Congrès, la dépouille fut transférée vers une crypte sur le domaine d'Olivos. Deux mille journalistes étrangers avaient été dépêchés à Buenos Aires.
Le 17 novembre 1974, les restes d'Evita, demeurés en Espagne, furent rapatriés en Argentine par le gouvernement d'Isabel Perón et déposés dans la même crypte. Entre-temps, le gouvernement projetait la construction de l'autel de la Patrie, gigantesque mausolée imaginé par José López Rega, destiné à héberger les restes de Juan et Eva Perón, et de toutes les grandes figures de l'histoire de l'Argentine. Après la chute du gouvernement d'Isabel Perón et la fuite de López Rega hors du pays, les travaux de construction de l'autel de la Patrie furent suspendus et la dépouille mortelle de Perón transportée au cimetière de la Chacarita, à Buenos Aires.
Le 17 octobre 2006 enfin, les restes de Juan Perón furent transférés à la maison de campagne de San Vicente, qui avait été sa propriété et qui fut aménagée en musée en son honneur.

### Profanation de ses restes
Le 10 juin 1987, le tombeau de Perón subit une profanation, lors de laquelle les mains du cadavre furent coupées. L’on ignore leur destination et le motif de cet acte, mais différentes hypothèses ont été formulées. En premier lieu, il pourrait s’agir d’une vengeance : la profanation serait un acte de représailles de la fameuse loge maçonnique Propaganda Due (P2), pour châtier Perón de n’avoir pas rempli les engagements qu’il aurait pris lorsque la loge sollicita son aide avant qu’il n’entamât son troisième mandat. L’opération aurait été exécutée avec la complicité de membres de l’armée, dans le cadre d’un plan de déstabilisation dirigé contre la démocratie argentine,. La deuxième hypothèse s’appuie sur l’existence d’un compte en banque en Suisse : les empreintes digitales de Perón auraient servi à ouvrir ses propres coffres-forts dans des banques suisses, où il aurait déposé plusieurs millions de dollars ; cette version cependant doit être écartée, des comptes dotés d’un tel système n’existant pas en Suisse à cette époque-là. La profanation a également été imputée aux forces armées, eu égard à l’existence de faux informateurs liés à cette institution, aux nombreux témoins ou indicateurs ayant des relations avec l’armée et morts dans des circonstances suspectes, de même qu’aux différentes menaces assorties d’indices pointant en direction des milieux militaires. Enfin, l’opposition aussi fut mise en cause : certains anti-péronistes auraient, en référence à une déclaration de Perón disant qu’il préférerait se couper les mains plutôt que de demander un prêt au Fonds monétaire international, mis à exécution l’acte évoqué.

### Le péronisme après Perón

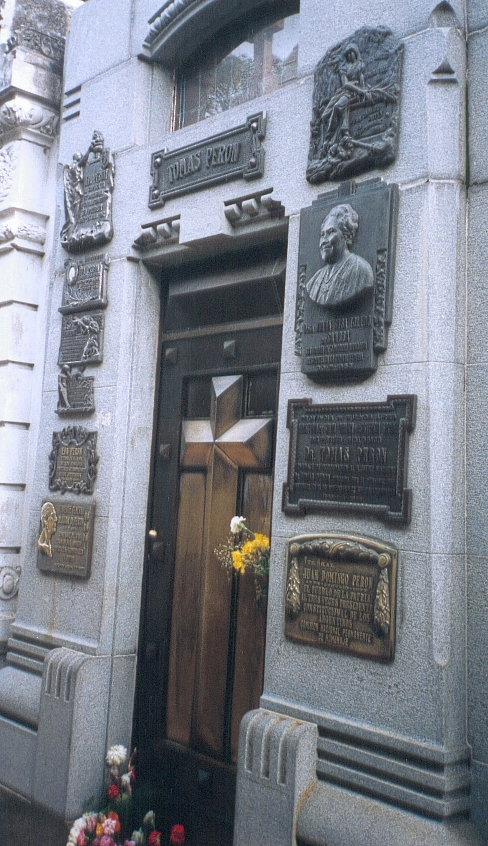
Tombeau de Juan Perón au cimetière de la Chacarita.

Une fois mort le fondateur du péronisme, le gouvernement de sa veuve et successeur, María Estela Martínez, fut marqué par l’affrontement, ouvert et violent, entre les deux versants les plus actifs du Parti justicialiste, celui de droite, dirigé par le ministre José López Rega, et celui de gauche, identifiable principalement aux organisations armées de cette tendance. Ces luttes violentes et le défaut d’autorité serviront de prétextes aux forces armées pour renverser la présidente.
La dictature militaire qui s’ensuivit, dite Processus de réorganisation national, sut se maintenir par la pratique du terrorisme d’État, par une interdiction de tous les partis politiques, et par une répression frappant durement le militantisme justicialiste, de même que celui des partis de gauche. Le nouveau pouvoir eut alors toute latitude pour mettre en œuvre un plan économique libéral aux profondes répercussions sur l’industrie nationale argentine.
Le discrédit dans lequel était tombée la tête du mouvement justicialiste et l’absence d’une direction claire conduiront à sa défaite à l'élection de 1983, face à l’Union civique radicale, et à l’élection du Dr Raúl Ricardo Alfonsín au poste de président ; de plus, le radicalisme s’était montré beaucoup plus ferme dans son intention de juger les responsables de la récente répression, et avait en outre dénoncé l’existence d’accords entre syndicalistes et militaires. Ayant su progressivement se redresser, le justicialisme revint au pouvoir en 1989, avec le gouvernement péroniste du président Carlos Saúl Menem, qui adopta toutefois une orientation nettement néolibérale.
En vertu de la loi d’acéphalie (sur la préséance en cas de vacance du poste présidentiel), le justicialiste Eduardo Duhalde accéda en 2002 à la présidence et s’y maintint jusqu’à 2003. Duhalde appuya un autre justicialiste, Néstor Kirchner, à l'élection de 2003. À l’accession de Néstor Kirchner au gouvernement national, le péronisme se scinda en deux factions, le dénommé péronisme fédéral d’une part, s’opposant au kirchnérisme gouvernemental d’autre part. Le péronisme kirchnériste gouvernera ensuite sans interruption durant douze ans, soit la somme des mandats de Néstor Kirchner et de son épouse Cristina Fernández de Kirchner.
Le 8 octobre 2015, Mauricio Macri, alors chef du gouvernement (maire) de la ville de Buenos Aires, inaugura, à proximité de la Casa Rosada, une statue en bronze de cinq mètres de haut et pesant 2,5 tonnes, œuvre du sculpteur Carlos Benavídez. La statue, représentant Juan Domingo Perón les bras levés, est intitulée « Todos unidos triunfaremos » (« Tous ensemble nous réussirons ») et a coûté 3 millions de pesos. Cette inauguration fut perçue par certains comme une tentative de récupération de l’électorat péroniste en vue de l’élection présidentielle argentine, dont le premier tour est prévu le 25 octobre 2015 et qui fut d’ailleurs remportée par Macri.

## Décorations
- Chevalier grand-croix au grand cordon de l'ordre du Mérite de la République italienne‎ (1953)[257]

## Ouvrages et articles rédigés par Perón
Perón fut l’auteur de textes de différents genres et sur divers sujets, mais principalement sur la politique et la stratégie militaire.
- Silvino Abrojo (vers 1920), comédie de théâtre, sous le pseudonyme de José M. Casais[258]
- El detective de la máscara negra (vers 1920), comédie
- Moral Militar (1925), essai
- Campañas del Alto Perú (1928), ensayo
- Guerra Mundial 1914 (1931), ensayo
- Memoria geográfica sintética del territorio nacional del Neuquén (1934), essai
- Toponimia patagónica de etimología araucana (1935-1936).
- Lo que yo vi de la preparación y realización de la revolución del 6 de septiembre de 1930 (1930).
- La idea estratégica y la idea operativa de San Martín en la campaña de los Andes (1937).
- Conducción política. Buenos Aires: Mundo Peronista, 1952 (édition en facsimile : éd. Freeland, Buenos Aires 1971).
- Del poder al exilio. Quiénes me derrocaron (Ediciones Argentinas, Buenos Aires 1974)
- La fuerza es el derecho de las bestias (éd. Síntesis, Buenos Aires 1976)
- La hora de los pueblos (éd. Pleamar, Buenos Aires 1973)
- Latinoamérica, ahora o nunca (éd. Pleamar, Buenos Aires 1976)
- La comunidad organizada (Cuadernos del Instituto Nacional Juan Domingo Perón, Buenos Aires 1999)